# Liste der Kulturdenkmale in Zwenkau

Wappen von Zwenkau

Die Liste der Kulturdenkmale in Zwenkau enthält die Kulturdenkmale in Zwenkau.
Diese Liste ist eine Teilliste der Liste der Kulturdenkmale in Sachsen.

## Legende
- Bild: Bild des Kulturdenkmals, ggf. zusätzlich mit einem Link zu weiteren Fotos des Kulturdenkmals im Medienarchiv Wikimedia Commons. Wenn man auf das Kamerasymbol klickt, können Fotos zu Kulturdenkmalen aus dieser Liste hochgeladen werden:
- Bezeichnung: Denkmalgeschützte Objekte und ggf. Bauwerksname des Kulturdenkmals
- Lage: Straßenname und Hausnummer oder Flurstücknummer des Kulturdenkmals. Die Grundsortierung der Liste erfolgt nach dieser Adresse. Der Link (Karte) führt zu verschiedenen Kartendiensten mit der Position des Kulturdenkmals. Fehlt dieser Link, wurden die Koordinaten noch nicht eingetragen. Sind diese bekannt, können sie über ein Tool mit einer Kartenansicht einfach nachgetragen werden. In dieser Kartenansicht sind Kulturdenkmale ohne Koordinaten mit einem roten bzw. orangen Marker dargestellt und können durch Verschieben auf die richtige Position in der Karte mit Koordinaten versehen werden. Kulturdenkmale ohne Bild sind an einem blauen bzw. roten Marker erkennbar.
- Datierung: Baubeginn, Fertigstellung, Datum der Erstnennung oder grobe zeitliche Einordnung entsprechend des Eintrags in der sächsischen Denkmaldatenbank
- Beschreibung: Kurzcharakteristik des Kulturdenkmals entsprechend des Eintrags in der sächsischen Denkmaldatenbank, ggf. ergänzt durch die dort nur selten veröffentlichten Erfassungstexte oder zusätzliche Informationen
- ID: Vom Landesamt für Denkmalpflege Sachsen vergebene, das Kulturdenkmal eindeutig identifizierende Objekt-Nummer. Der Link führt zum PDF-Denkmaldokument des Landesamtes für Denkmalpflege Sachsen. Bei ehemaligen Kulturdenkmalen können die Objektnummern unbekannt sein und deshalb fehlen bzw. die Links von aus der Datenbank entfernten Objektnummern ins Leere führen. Ein ggf. vorhandenes Icon  führt zu den Angaben des Kulturdenkmals bei Wikidata.

## Zwenkau
| Bild                                    | Bezeichnung | Lage                                            | Datierung                                 | Beschreibung | ID       |
| --------------------------------------- | --- | ----------------------------------------------- | ----------------------------------------- | --- | -------- |
|                                         | Künstliche Ruine und Linden-Allee (Gartendenkmal) | (Karte)                                         | um 1790                                   | Relikte der Parkanlage des ehemaligen Rittergutes Eythra, ortsgeschichtlich, kunstgeschichtlich und kulturgeschichtlich von Bedeutung. Die künstliche Tempelruine, errichtet um 1790, bildete einst einen „Point de vue“ für das Schloss Eythra. Der sich auf einem Hügel erhebende Staffagebau besteht aus drei dorischen Säulen mit Gebälkstück, alles in Rochlitzer Porphyrtuff ausgeführt. Als Rahmung der Sichtachse fungierte eine vierreihige Lindenallee, von deren ehemaligem Bestand noch ca. zwei Drittel erhalten sind (ursprüngliche Länge rund 650 m). Die Lindenallee ist wahrscheinlich noch vor Errichtung der künstlichen Ruine angelegt worden (um 1750). Die Lindenallee des ehemaligen Eythraer Schlossparks sowie die künstliche Tempelruine „Trianon“ sind die einzigen noch in situ existierenden Relikte des ehemaligen Dorfes Eythra, das in den 1980er Jahren für den Braunkohleabbau devastiert wurde. Aus diesem Grund verkörpern beide einen hohen Dokumentations- und Erinnerungswert für die Ortsgeschichte. Als typische Elemente der Gartenkunst des 19. Jh. sind sie auch kunst- und kulturgeschichtlich von Bedeutung. | 09304017 |
| Weitere Bilder                          | Sächsisch-Preußischer Grenzstein: Pilar Nr. 63 linkselbisch (siehe auch Sachgesamtheitsdokument – Obj. 09305644) | (Karte)                                         | nach 1828                                 | Vermessungsgeschichtlich und landesgeschichtlich von Bedeutung als Zeitdokument der historischen Grenzziehung zwischen Sachsen und Preußen nach dem Wiener Kongress 1815. Nach dem Ende der Herrschaft Napoleons wurden die Grenzen Europas auf dem Wiener Kongress vom 18. September 1814 bis zum 9. Juni 1815 neu festgelegt. Sachsen, das an der Seite Napoleons gekämpft hatte und somit zu den Unterlegenen gehörte, musste auf Beschluss der Siegermächte fast zwei Drittel seines Territoriums abtreten. Nahezu alle diese Gebiete wurden Preußen zugeteilt und gingen in der preußischen Provinz Sachsen auf. Die neue Grenze verlief – beginnend in Wittig am Fluss Witka (heute Polen) quer durch die Oberlausitz, traf bei Strehla auf die Elbe, zog sich weiter westlich bis Schkeuditz und endete schließlich südlich von Leipzig an der heutigen Grenze zu Sachsen-Anhalt. Noch heute ist sie an der Teilung der Kirchenprovinzen zwischen Sachsen und Brandenburg nachvollziehbar. Eine erste Markierung der neu geschaffenen Grenzlinie erfolgte bereits 1815 durch paarweise aufgestellte Holzpfähle. Die Abstände zwischen den Grenzzeichen waren nicht einheitlich, sondern nahmen Bezug auf örtliche Gegebenheiten wie Gräben, Flüsse oder Fahrwege und variierten zwischen 200 und 4350 Metern. Ab 1828 ersetzte man die hölzernen Grenzpfähle sukzessive durch wesentlich solidere Grenzsteine, deren Gestaltung auf preußische Entwürfe zurückgeht und die als Pilare (spanisch „Säule“) bezeichnet werden. Insgesamt können vier Arten von Grenzsteinen unterschieden werden. Sie sind von Ost nach West nummeriert, wobei die Zählung an der Elbe neu beginnt (rechtselbisch Grenzsteine Nummer 1 – 212, linkselbisch Nummer 1 – 74). Östlich der Elbe sind die Steine zwischen Nummer 1 und Nummer 82 zunächst als Granitquaderpaar ausgebildet, zwischen denen ein Läuferstein den genauen Grenzverlauf markiert. Von Nummer 82 bis 148 stehen Pyramidenstümpfe direkt auf der Grenzlinie. Danach wechseln die Formen unsystematisch zwischen schlanken Sandsteinstelen und Pyramidenstümpfen mit Plinthen. Wesentliche Erkenntnisse zum Verlauf der ehemaligen sächsisch-preußischen Grenze haben mehrere ehrenamtliche Heimatforscher zusammengetragen. Die Denkmaleigenschaft der Sächsisch-Preußischen Grenzsteine ergibt sich aus ihrer geschichtlichen Bedeutung, sie erinnern an ein für Sachsens Geschichte einschneidendes Ereignis. Das öffentliche Erhaltungsinteresse begründet sich aus der großen Aufmerksamkeit, welche einzelne Personen, Gruppen und Kommunen diesen steinernen Zeugnissen der Historie entgegenbringen. Mittlerweile sind mehrere Publikationen erschienen, liegt eine umfänglichere Dokumentation vor und wurden mindestens an einem Abschnitt der einstigen Grenze sogar Beschilderungen aufgestellt. (LfD/2014) Eine schlanke Sandsteinstele mit gegenüberliegend eingemeißelter Nummer 63 und Länderkürzel KS/KP direkt auf der Grenzlinie, der Stein ist stark verwittert, die Inschriften sind nicht mehr erkennbar. | 09305503 |
| Direkt Bild zu diesem Denkmal hochladen | Einzeldenkmal der Sachgesamtheit Elsterfloßgraben: Wehranlage zur Abriegelung der Weißen Elster (Altwasser) und vorgelagerter Eisbrecher am Batschke-Floßgraben-Abzweig (siehe Sachgesamtheit, Obj. 09304747)                       | (Karte)                                         | 1860                                      | Zum System der Elsterflößerei gehörend, die Kombination von künstlich geschaffenen Gräben und natürlichen Wasserverläufen macht den Elsterfloßgraben zu einem bedeutenden Zeugnis der Wasserbaukunst des 17. Jahrhunderts, mit hoher regionalgeschichtlichen und technikgeschichtlichen Bedeutung. Staubalkenwehr mit hölzernem Eisbrecher, errichtet nach 1860, Natursteinmauerwerk, teilweise Ausbesserungen in Ziegel. Als einstiger Bestandteil des Elsterfloßgrabensystems Zeugnis der wasserbaulichen und wasserwirtschaftlichen Entwicklung im Südraum Leipzig. Der Graben wurde ab 1608 errichtet und diente dem Holztransport zur Versorgung der Stadt Leipzig. 1864 wurde der Betrieb aufgrund der Unrentabilität eingestellt. Das Gewässersystem der Weißen Elster war über Jahrhunderte ein prägender Bestandteil der regionalen Landschaftsstruktur, der im 20. Jh. durch die tiefgreifenden Veränderung des Braunkohlenabbaus in großen Teilen zerstört wurde, somit eignet den Zeugnissen, die auf dieses System, das für die historische Entwicklung Leipzigs und seines Umlandes so wichtig war, anschaulich verweisen, ein hoher Dokumentationswert. LfD/2013 Staubalkenwehr, Natursteinmauerwerk, z. T. Ausbesserungen in Ziegel, Bestandteil des Elsterfloßgrabensystems. | 09299655 |
|                                         | Sächsisch-Preußischer Grenzstein: Pilar Nr. 62 linkselbisch (siehe auch Sachgesamtheitsdokument – Obj. 09305644) | (Karte)                                         | nach 1828                                 | Vermessungsgeschichtlich und landesgeschichtlich von Bedeutung als Zeitdokument der historischen Grenzziehung zwischen Sachsen und Preußen nach dem Wiener Kongress 1815. Die schlanke Sandsteinstele mit gegenüberliegend eingemeißelter Nummer 62 und dem Länderkürzel KS/KP direkt auf der Grenzlinie, zugehörig 27 Läufersteine in unregelmäßigen Abständen auf der Grenzlinie. Das Landeskürzel wurde nachträglich abgearbeitet und unkenntlich gemacht. | 09305502 |
| Weitere Bilder                          | Bahnhofempfangsgebäude | Am Bahnhof 4 (Karte)                            | 1874                                      | Das heutige Wohnhaus ist ein Putzbau in historistischen Formen mit ortsentwicklungsgeschichtlicher und baugeschichtlicher Bedeutung. 1874 erfolgte die Einweihung der Eisenbahnstrecke Leipzig-Gaschwitz–Zwenkau–Meuselwitz (27,83 km). Die Einrichtung der Strecke geht auf die Leipzig-Meuselwitzer Eisenbahngesellschaft, eine Gründung der Städte Zwenkau, Groitzsch, Lucka und Meuselwitz, zurück. Ziel war die Erschließung des Südraums Leipzig bis nach Meuselwitz, hauptsächlich gedacht für die Beförderung der Braunkohle aus den umliegenden Gruben, aber auch allgemein zur Förderung der industriellen Entwicklung. Für Zwenkau insbesondere war der Arbeiterverkehr nach den Industriebetrieben in und um Leipzig wichtig und der Transport der Produkte aus den ortsansässigen Ziegeleien. 1886 Übernahme der Strecke durch die kgl.-sächsischen Staatseisenbahnen. Das Empfangsgebäude des Bahnhofes Zwenkau wurde im Jahr der Einweihung 1874 fertiggestellt. Es handelt sich hierbei um einen Typenbau (baugleich beispielsweise das Empfangsgebäude in Groitzsch), zweigeschossig mit Drempel, dreiachsigem Mittelrisalit zur Stadtseite und einachsigem Mittelrisalit zu den Bahngleisen sowie Satteldach, die Türen und Fenster im Erdgeschoss rundbogig geschlossen, Obergeschossfenster mit geraden Stürzen und ebensolchen Verdachungen. Zeittypisch ist die feingliedrige Fassadengestaltung (Risalite mit Putznutung, genutete Ecklisenen, Stockwerkgesims). Das Empfangsgebäudes in Zwenkau ist ein Zeugnis der Eisenbahnentwicklung im Leipziger Umland, hierdurch erlangt es verkehrsgeschichtliche Bedeutung. Zugleich ist es ein Dokument zur Ortsgeschichte. Als Bahnhofsgebäude der frühen Gründerzeit verkörperte es auch einen bautypologischen Aussagewert. (LfD/2011) Ein zweigeschossiger Bau mit Mittelrisalit, Dreiecksgiebel, die Fassade geglättet, die Fenster neu, eigentlich entstellt mit Vorbau auf gusseisernen Säulen an der Rückseite. | 09258814 |
|                                         | Wohnhaus in geschlossener Bebauung in Ecklage Leipziger Straße | Arthur-Mahler-Straße 2 (Karte)                  | 1884                                      | Das Gebäude mit Laden ist ein historistischer Bau mit Putzfassaden in straßenbildprägender Lage und besitzt eine ortsentwicklungsgeschichtliche Bedeutung. Bei dem 1884 errichteten Mietshaus handelt es sich um einen zweigeschossigen Bau mit Mansarddach, der Fassadenschmuck in den gängigen Historismusformen: Erdgeschoss mit Putznutung, Hervorhebung des Obergeschosses durch Fensterverdachungen, zur Betonung der städtebaulichen Einbindung verbrochenen Ecke, turmartig überhöht, dazu über dem Eckeingang des Ladens Pilasterstellung im ersten Obergeschoss. Über der Durchfahrt Kartusche mit vegetabilem Schmuck und den Initialen EF (Mühlenbesitzer Ernst Fischer). Das Mietshaus ist ein Zeugnis für die baulichen Entwicklung Zwenkaus im ausgehenden 19. Jahrhunderts, es dokumentiert das damalige Vordringen städtischer Bauformen in das einstige Landstädtchen, durch seine Lage im Stadtgefüge hat es auch eine Bedeutung für das Ortsbild. (LfD/2011) Das Gebäude mit Laden und Tordurchfahrt besitzt zwei Geschosse, Putzfassade, Dachhäuschen, 1996 erfolgte eine Rekonstruktion mit Veränderungen am Dachgeschoss. | 09257252 |
| Direkt Bild zu diesem Denkmal hochladen | Villa | Arthur-Mahler-Straße 25 (Karte)                 | 1891                                      | Ein zeittypischer Bau im Landhausstil mit ortsentwicklungsgeschichtlicher und baugeschichtlicher Bedeutung. Die Villa wurde 1891 im Auftrag des Oberförsters Lomler errichtet. Sie ist Teil des Stadterweiterungsgebiets, das im ausgehenden 19. Jh. mit Eisenbahnanschluss (1874) und einer gewissen Industrialisierung östlich des alten Stadtkerns entstand. Im Sinne der späthistoristischen Villenarchitektur zeigt der eingeschossige Bau mit Mansarddach ein malerische Gesamterscheinung. Typisch ist hierbei die Materialvielfalt: Porphyrtuffsockel, darüber verputzt, im Traufbereich und am Zwerchhaus Zierfachwerk mit Ziegelausfachung. Porphyrtuffrahmungen und Fensterläden sowie Giebelgesprenge beleben zusätzlich das Bild. Die Villa ist ein Zeugnis der Ortsentwicklung im späten 19. Jh. Zudem verkörpert sie einen architekturgeschichtlichen Aussagewert zum Villenbau jener Zeit am Ort und in der Region. (LfD/2011) Porphyrsockel, Putzfassade, Fachwerk-Obergeschoss mit Außengespärre, Dach alt, Fenster neu | 09255272 |
| Direkt Bild zu diesem Denkmal hochladen | Wohnhaus in offener Bebauung, in Ecklage Hugo-Haase-Straße | Arthur-Mahler-Straße 27; 29 (Karte)             | 1894                                      | Ein villenartiger Bau in späthistoristischen Formen mit vielen originalen Details, ortsentwicklungsgeschichtliche und baugeschichtliche Bedeutung. 1894 für den Kaufmann Friedrich Dönitz als Wohnhaus mit zwei Wohnungen erbaut. Dönitz unterhielt ein Lager (Großhandel) für Schuhwerk aller Art. Die Baupläne lieferte Architekt Richard Füssel (Leipzig). Der traufständige Bau ist zweigeschossig, hat einen Bruchsteinsockel und Putzfassaden mit zeittypischen Gliederungs- und Schmuckelementen (u. a. in Kunststein), Satteldach. Giebel im Dachbereich in Ziegel. Über den Fenstern des Erdgeschosses behelmte Masken. An der Hauptfront Seitenrisalit mit Krüppelwalm. Hier und in den Seitengiebeln Sprengwerk. Hauseingang an der Hugo-Haase-Straße mit hölzernem Vorhäuschen (1909 angefügt). An der anderen Giebelseite schöner Wintergarten mit Farbglas. Als Teil des Stadterweiterungsgebiets, das im ausgehenden 19. Jh. östlich des alten Stadtkerns entstand, verweist der villenartiger Wohnbau auf eine wichtige Etappe der Ortsentwicklung. In seiner Ausprägung ist er zudem ein zeittypisches Zeugnis seiner Art im Kleinstadtmilieu und verkörpert somit auch einen baugeschichtlichen Aussagewert. (LfD/2011) Das Gebäude besitzt zwei Geschosse, einen Bruchsteinsockel, eine aufwendige Putzgliederung sowie einen schönen Wintergarten mit farbigem Glas, der Seitenrisalit mit aufwendigem Freigespärre, die Fenster sind teilweise noch alt, original sind Haustür und Treppenhaus. | 09255803 |
| Direkt Bild zu diesem Denkmal hochladen | Mietshaus in Ecklage Schillerstraße | Arthur-Mahler-Straße 31 (Karte)                 | 1901                                      | Ein ansprechend gestalteter Bau der Jahrhundertwende mit straßenbildprägendem Charakter und von ortsentwicklungsgeschichtlicher Bedeutung. Das 1901 erbaute Mietshaus ist Teil des Stadterweiterungsgebiets, das sich im ausgehenden 19. und frühen 20. Jh., infolge des Eisenbahnanschlusses (1874) und einer gewissen Industrialisierung, östlich des alten Stadtkerns entwickelte. Es handelt sich um ein dreigeschossiges Gebäude mit Bruchsteinsockel und gelben Klinkerfassaden, horizontale Bänderung durch rote Klinker. Fenster im Erdgeschoss stichbogig, Fenster in den Obergeschossen mit geraden Stürzen, durch Dreiecksverdachungen und verschiedene Fensterformate das Fassadenbild etwas rhythmisiert, entsprechend der städtebaulichen Situation die Ecke verbrochen, Mansarddach mit Gauben (Dachbereich vereinfachend erneuert), Haustür bauzeitlich. Das weitgehend authentisch erhaltene Gebäude verweist auf die bauliche Entwicklung Zwenkaus um 1900, hierdurch erlangt es seinen denkmalrelevanten Aussagewert. (LfD/2011) Das Gebäude besitzt 5/1/4 Achsen, einen Bruchsteinsockel sowie eine Klinkerfassade mit Bänderung, die Fenster sind alt und besitzen Fensterbekrönungen, innen befindet sich eine originale Haustür mit Klinke, Kellertür und Klinke, Treppenhaus, Wohnungstüren und Gitter, AWC-Türen, einfache Treppenhausfenster, straßenbildprägend, schöne Zwerchhäuser. | 09255798 |
| Direkt Bild zu diesem Denkmal hochladen | Mietshaus in Ecklage Schillerstraße | Arthur-Mahler-Straße 32 (Karte)                 | 1905/1906                                 | Ein straßenbildprägender Bau mit Eckerker mit ortsentwicklungsgeschichtlicher und baugeschichtlicher Bedeutung. Das aufwändig gestaltete Mietshaus ist Teil des Stadterweiterungsgebiets, das sich im ausgehenden 19. und frühen 20. Jh., infolge des Eisenbahnanschlusses (1874) und einer gewissen Industrialisierung, östlich des alten Stadtkerns entwickelte. Errichtet wurde es 1905/06 durch den ortsansässigen Baumeister Gustav Oehlert. Der dreigeschossige Bau hat ein verputztes, ursprünglich genutetes Erdgeschoss und mit weißen Klinkern verkleidete Obergeschosse, hier Bänderung durch grüne Klinker. Betonung der Gebäudeecke durch Erker, dessen Aufsatz wohl ursprünglich mit Haube. Auffällig auch die schönen Fensterbekrönungen in Jugendstilformen und die originale Haustür mit Oberlicht. Im Innern ebenfalls bauzeitliche Ausstattungselemente: farbige Fußbodenfliesen mit Muster, Windfangtür und reicher Stuck im Eingangsbereich, Wohnungstüren mit neubarocken Supraporten sowie Farbverglasung im Treppenhaus. Das Objekt verweist auf die Erweiterung und bauliche Entwicklung Zwenkaus in der Zeit um 1900, hierin liegt sein ortsgeschichtlicher Aussagewert, als Beispiel eines Mietshausbaus in kleinstädtischer Baumeisterarchitektur mit durchaus gestalterischen Qualitäten hat es auch baugeschichtliche Bedeutung. (LFD/2011) Das Gebäude besitzt drei Geschosse, 9/1/1 Achsen, das Erdgeschoss ist geputzt, teilweise noch mit Putznutung, im Obergeschoss weiße Klinker mit grüner Bänderung, schöne Jugendstilfensterbekrönungen, schöne eine Haustür mit Oberlichtfenster, die Fenster sind neu, im Innern eine Windfangtür, farbige Fußbodenfliesen mit Muster, reicher Stuck im Eingangsbereich, die Wohnungstür mit Supraporten, Hoftür, Kellertür, Treppenhaus, einfache Treppenhausfenster mit farbigem Glas. | 09259647 |
| Direkt Bild zu diesem Denkmal hochladen | Mietshaus in offener Bebauung, ehemaliges Gasthaus | Arthur-Mahler-Straße 34 (Karte)                 | 1914                                      | Ein straßenbildprägender Bau mit Merkmalen des Reformstils um 1910/15 mit ortsentwicklungsgeschichtlicher und ortsgeschichtlicher und baugeschichtlicher Bedeutung. Das Gebäude wurde 1914 durch den Zwenkauer Baumeister Gustav Oehlert als Gasthaus „Zur Post“ errichtet. Es gehört zu dem östlich vom Ortskern gelegenen Stadterweiterungsgebiet, das sich mit dem ausgehenden 19. Jh. infolge des Eisenbahnschlusses und einer gewissen Industrialisierung entwickelte. Später Umnutzung zum Fabrikations- und Wohngebäude, nach 1945 kurzzeitig Interimsrathaus. Der heute als Mietshaus fungierende Bau ist zweigeschossig und hat ein hohes, ausgebautes Mansardwalmdach. Entsprechend den Gestaltungsprinzipien der Reformarchitektur vor dem Ersten Weltkrieg zeigen die Putzfassaden nur sparsame, akzentuierend Putzgliederungen, sodass die Wirkung des Baus vor allem auf seinen ausgewogenen Proportionen beruht. Die Hauptfassade ist symmetrisch aufgeteilt, ein vierachsiger Risalit mit hohem Giebel betont ihre Mitte. Hier ursprünglich der Haupteingang, dieser wie die Erdgeschossfenster rundbogig geschlossen. Zeittypisch die bei der jüngsten Sanierung wiederhergestellte Schablonenmalerei am Traufkasten. An den Giebelseiten Treppenhausanbauten, ursprünglich mit Vorbauten, die sich im Obergeschoss Loggien öffneten. Das Gebäude dokumentiert die bauliche Entwicklung der Stadt an der Wende vom 19. zum 20. Jh., hierin liegt sein ortsentwicklungsgeschichtlicher Zeugniswert. Zum anderen verweist es auf die prägende Tätigkeit eines ortsansässigen Baumeisters, der sich geschickt der allgemeinen Architekturentwicklung anpasste (vergleiche das ebenfalls von Oehlert errichtete, ältere Mietshaus Arthur-Mahler-Straße 32), damit erlangt es baugeschichtliche Bedeutung. Als Gasthausbau der Zeit um 1915 stellt es auch einen bautypologischen Aussagewert dar. Durch seine Funktion als Interimsrathaus ist es überdies ein ortsgeschichtliches Dokument. (LfD/2011) Das Gebäude hat zwei Geschosse, ein ausgebautes Dachgeschoss, Mittelrisalit mit Mansardgiebel, das Erdgeschoss ehemals mit Bogenfenstern, eine schlichte Putzgliederung, die Fenster und das Dach alt. | 09259646 |
| Direkt Bild zu diesem Denkmal hochladen | Mietshaus mit Einfriedung, später mit Postamt | Arthur-Mahler-Straße 35 (Karte)                 | 1904–1905                                 | Klinker-Putz-Fassade, qualitätsvoller Jugendstilbau mit vielen originalen Details, ortsentwicklungsgeschichtliche und baugeschichtliche Bedeutung. Denkmaltext: 1904/05 von dem Zwenkauer Baumeister Gustav Oehlert als Mietshaus errichtet, 1910–12 Umbau zum Postamt. Das dreigeschossige Gebäude ist im Erdgeschoss verputzt (Putznutung) und in den Obergeschossen mit weißen Klinkern verkleidet, dazu grüne Bänderung als Horizontalgliederung, Kunststein- und Stuckelemente, äußere Achsen durch Erker hervorgehoben, an den Erkern und teils in den Fensterverdachungen Jugendstilornamente (florale Formen mit Masken), im Erdgeschoss ehemals die Räumlichkeiten des Postamtes, in den Obergeschossen Wohnungen, diese vollständig oder zum Teil als Dienstwohnungen genutzt. Das Gebäude ist ein Dokument für die Ortsentwicklung im frühen 20. Jh. Es zeigt die bauliche Erweiterung von Zwenkau in jener Zeit und das Eindringen stark städtisch geprägter Bauten in das einstige Kleinbürgerstädtchen. Als ehemaliges Postgebäude stellt es auch einen Aussagewert zur Entwicklung des Postwesens dar. (LfD/2011) Drei Geschosse, Putznutung im Erdgeschoss, seitlicher Erker mit schönen Jugendstilornamenten, Klinker weiß mit grüner Bänderung, originale Haustür und Fenster, Kellertür und Klinke, farbige Fußbodenfliesen, AWC-Türen | 09255783 |
| Direkt Bild zu diesem Denkmal hochladen | Doppelmietshaus in halboffener Bebauung in Ecklage (Bahnhofstraße 14/Illgnerstraße 1) | Bahnhofstraße 14 (Karte)                        | 1891                                      | Putz-Klinker-Fassade in späthistoristischen Formen mit straßenbildprägender Wirkung, ortsentwicklungsgeschichtliche Bedeutung. Denkmaltext: Das Doppelmietshaus wurde 1891 durch den Baumeister Franz Illgner errichtet. Es handelt sich um einen zweigeschossigen Bau in Ecklage (Hauptfront zur Bahnhofstraße). Natursteinsockel, darüber verputztes Erdgeschoss mit Nutung, Obergeschoss mit roten Klinkern verkleidet, dazu Gliederungs- und Schmuckelemente in Putz und Stuck, Sohlbänke und Fensterverdachungen wohl in Kunststein, kräftiges, profiliertes Traufgesims, Walmdach mit Gaupen in verschiedenen Formen. Gebäudeecke entsprechend der städtebaulichen Situation verbrochen, darüber Betonung durch Dachhäuschen mit spitzer Haube. Das Doppelmietshaus ist ein Zeugnis der baulichen Entwicklung Zwenkaus um 1900, es verweist auf Erweiterung und städtischen Ausbaus des Ortes infolge des Eisenbahnanschlusses und einer gewissen Industrialisierung. Hierdurch erlangt es ortsentwicklungsgeschichtliche Aussagekraft. (LfD/2011) Bahnhofstraße 14: zwei Geschosse, fünf Achsen, Putznutung, Porphyrsockel, Obergeschoss Klinker Illgnerstraße 1: zweigeschossig, Porphyrsockel, 3/1/3 Achsen, Zwerchhäuser, Ecke mit Spitzhelm versehen, Putznutung im Erdgeschoss, Klinker mit Putz im Obergeschoss, neue Fenster, saniert, vermutlich ehemals Ecklagen | 09257248 |
| Direkt Bild zu diesem Denkmal hochladen | Mietshaus in halboffener Bebauung | Bahnhofstraße 70                                | 1895                                      | Fassade in historistischen Formen, Geburtshaus von Robert Max Sauerstein, ortsentwicklungsgeschichtliche und personengeschichtliche Bedeutung. Denkmaltext: 1895 durch das Baugeschäft Bernhard und Gustav Oehlert errichtet. Zweigeschossiges, traufständiges Gebäude mit symmetrische Fassadengestaltung, Natursteinsockel, darüber gelbe Klinker mit Bänderung (rot-braun), Stockwerkgesims, Hauseingang mittig, Tür- und Fensterrahmungen sowie Fensterverdachungen im ersten Obergeschoss in Kunststein, Traufkonsolen, Satteldach. Das Mietshaus ist ein Zeugnis der baulichen Entwicklung Zwenkaus im späten 19. Jh., hierdurch erlangt es ortsentwicklungsgeschichtliche Aussagekraft. Als Geburtshaus des für Zwenkau und Umgebung wichtigen Malers und Grafikers Robert Max Sauerstein (1896–1984) stellt es außerdem einen orts- und personengeschichtlichen Erinnerungswert dar. (LfD/2011) gründerzeitliches Gebäude mit qualitätvoller originaler Haustür, Porphyrsockel, gelber Klinker mit Bänderung (rot-braun), Stockwerkgesims, Traufkonsolen, Fenster neu. | 09258959 |
| Direkt Bild zu diesem Denkmal hochladen | Wohnhaus | Berg 13 (Karte)                                 | um 1830                                   | Fachwerkbau in erhöhter Lage, dadurch straßenbildprägende Wirkung, ortsgeschichtliche und baugeschichtliche Bedeutung. Denkmaltext: Der zweigeschossige Bau steht giebelständig auf einer spornartigen Erhöhung, ursprünglich war er wohl vollständig in Fachwerk ausgeführt, spätere Reparaturen massiv in Ziegel. Seinem regelmäßigen Fachwerk und der Dachform (Krüppelwalm) nach ist das Gebäude in die Zeit um 1820 zu datieren. Es handelt sich hier um ein weitgehend authentisch erhaltenes Zeugnis der historischen Bebauung in der einstigen Vorstadt „Berg“, damit verweist es auf die früheren Bau- und Lebensweise im nahen Umfeld des Landstädtchens. Unter diesen verkörpert es sowohl einen orts- als auch baugeschichtlichen Aussagewert. (LfD/2011) zweigeschossig, Fachwerk, teils massiv ersetzt, Krüppelwalmdach. | 09303386 |
| Direkt Bild zu diesem Denkmal hochladen | Wohnhaus | Berg 14 (Karte)                                 | 1724 (Inschrift)                          | Fachwerkgebäude, einst Teil der Käserei Günther, ortsgeschichtliche und baugeschichtliche Bedeutung. Denkmaltext: Das ländlich geprägte Wohnhaus entstand nach Balkeninschrift 1724, dazu die Initialen W. K. Zweigeschossiger Bau im Erdgeschoss massiv, Bruchsteinsockel, darüber verputzt, im Obergeschoss Fachwerk, teilweise massiv ersetzt, Krüppelwalmdach, ursprünglich Teil des Anwesens auf dem im späten 19. Jh. die Käsefabrik Günther eingerichtet wurde (siehe Berg 16). Das Haus gehört zu den authentischen historischen Zeugnissen der einstigen Bebauung der Vorstadt „Berg“, darüber hinaus ist es eines der wenigen am Ort in dieser Form erhaltenen Fachwerkgebäude überhaupt. Daraus leitet sich dessen bau- und ortsentwicklungsgeschichtlicher Wert ab. (LFD/2011) zweigeschossig, Erdgeschoss massiv, Obergeschoss Fachwerk, Krüppelwalmdach. | 09303384 |
| Direkt Bild zu diesem Denkmal hochladen | Fabrikgebäude | Berg 16 (Karte)                                 | 1891                                      | zeittypischer Putz-Klinker-Bau, ortsgeschichtliche und wirtschaftsgeschichtliche Bedeutung. Denkmaltext: Das Fabrikationsgebäude der Käserei Günther wurde 1891 erbaut. Zweigeschossiger Bau, Erdgeschoss in Klinker, Obergeschoss verputzt mit Klinkerelementen, Flachdach, durch Hanglage ausgeprägtes Kellergeschoss. Denkmalwert hat das Gebäude als Zeugnis der örtlichen Wirtschafts- und Industrieentwicklung im späten 19. Jh. Diese war gekennzeichnet durch die Entstehung verschiedener Gewerbe- und Industriebetriebe im einstigen vom Handwerk geprägten Landstädtchen. Die Käserei Günther belieferte Zwenkau und die umliegenden Ortschaften. (LfD/2011) zweigeschossig, Erdgeschoss mit Klinker, Obergeschoss verputzt mit Klinkerelementen, Flachdach, durch Hanglage ausgeprägtes Kellergeschoss. | 09303385 |
| Direkt Bild zu diesem Denkmal hochladen | Wohnhaus | Braugasse 7 (Karte)                             | um 1840                                   | im Kern Fachwerkbau der ersten Hälfte des 19. Jahrhunderts, Teil der historischen Ortskernbebauung, ortsgeschichtliche und sozialgeschichtliche Bedeutung. Denkmaltext: Das um 1840 entstandene, sehr einfache Wohnhaus besteht aus massiven Erdgeschoss und Fachwerkobergeschoss, insgesamt verputzt, Satteldach. Es gehört zu den wenigen, authentisch überkommenen Gebäuden dieser Art, die sich im Ortskern von Zwenkau erhalten haben. Ursprünglich könnte der hintere Erdgeschossteil als Stall gedient haben. Das Haus ist ein Zeugnis für die Bebauung des Landstädtchens in vorindustrieller Zeit. Es zeigt, dass das Ortsbild einst vielfach ländlich geprägt war. Es dokumentiert zugleich die Lebensbedingungen der wenig begüterten Bevölkerungsschichten. Hierdurch erlangt es sowohl ortsgeschichtlichen als auch sozialgeschichtlichen Aussagewert. (LfD/2011) zweigeschossig, Fachwerkobergeschoss, alte Fenster, alter Dachstuhl, neue Deckung, giebelständig, Bestandteil der dörflichen Bebauung, hat seinen Charakter bewahrt | 08970773 |
| Weitere Bilder                          | Rathaus, vorher Amtsgericht, und Nebengebäude (ehemaliges Arrestgebäude) sowie zwei Brunnenschächte im Hof | Bürgermeister-Ahnert-Platz 1 (Karte)            | 2. Hälfte 18. Jh. (Südflügel)             | historistisch geprägter Bau mit älterer Bausubstanz im Kern, stark vorspringender Seitenrisalit mit gewölbter Tordurchfahrt, Vorhangbogenfenster in Sandsteinrahmung, ortsgeschichtliche, regionalgeschichtliche und städtebauliche Bedeutung. Denkmaltext: Der Rathauskomplex ist eine mehrteilige Gebäudegruppe. Hauptgebäude der Stadt zugewandt., dessen Südflügel ältester Teil der Baulichkeiten (errichtet im späten 18. oder frühen 19. Jahrhundert). 1904 wurden der Nordflügel und das zwischen den Flügeln gelegene Torhaus errichtet. Da die Gebäudeteile in ihrer Kubatur sowie in der Ausprägung ihrer Dächer unterschiedlich sind, eignet dem Hauptgebäude eine malerische Gesamterscheinung. Mit dem kräftig vorspringenden Torhaus, das ein hohes Pyramidendach trägt, ist die Gebäudemitte wirkungsvoll betont. Einen weiteren Höhenakzent hat das Hauptgebäude durch den Risalit der Nordseite, der ebenfalls in einem Pyramidendach endet. Am Südflügel sind die Fassaden ausgesprochen schlicht gehalten, was zum Teil auf nachträgliche Reduzierungen zurückzuführen ist. Die 1904 errichteten Gebäudeteile weisen eine für ihre Entstehungszeit typische späthistoristische Fassadengestaltung auf. Das sächsische Wappen über der Tordurchfahrt dokumentiert die einstige Funktion des Bauwerkes als staatliches Gerichtsgebäude. Im rückwärtigen Teil des Rathausareals steht das ehem. Arrestgebäude. Es stammt von 1902/03. Zweigeschossiger Putzbau mit Walmdach, turmartiger Mittelrisalit mit Pyramidendach, Eingang mit Natursteinrahmung, segmentbogig, kräftiger Schlussstein. Vor dem Arrestgebäude im Hof Schacht des ehemaligen „Burg- oder Schlossbrunnens“, im Ursprung mittelalterlich, um 1900 für die Wasserversorgung des Arrestgebäudes erneuert, Ausmauerung in Klinker. Am Südflügel hofseitig der Schacht des „Amtsbrunnens“, durch Wappenstein 1764 datiert, Trockenmauerwerk in Naturstein und Ziegel. Durch die über Jahrhunderte währende Kontinuität des Rathausareals als Verwaltungssitz verkörpert der Komplex der Rathausgebäude einen orts- und regionalgeschichtlichen Aussagewert. Er verweist auf die geschichtlichen Wurzeln von Zwenkau, das im frühen Mittelalter ein bedeutender Burgwart war. Zugleich ist er ein Zeugnis für die Entwicklung der staatlichen Verwaltung, insbesondere des Justizwesens. In seiner Funktion als Rathaus, die er nach dem Zweiten Weltkrieg erhielt (das 1914 eingeweihte Zwenkauer Rathaus wurde durch Kriegseinwirkung zerstört), dokumentiert der Komplex in bedeutender Weise die jüngeren stadtgeschichtlichen Entwicklungsetappen. Der heutige Rathauskomplex gehört mit der Laurentiuskirche und dem Gebäude des Ratskellers zu den stadtbildprägenden Baulichkeiten von Zwenkau. Darin liegt seine städtebauliche Bedeutung. (LfD/2011) | 09257231 |
| Direkt Bild zu diesem Denkmal hochladen | Kirche mit Ausstattung und ältester Zwenkauer Glocke (um 1500) sowie zwei Sandsteinpostamenten auf dem Kirchhof | Dalziger Weg (Karte)                            | bez. 1515                                 | ortsgeschichtliche, baugeschichtliche, künstlerische und städtebauliche Bedeutung. Denkmaltext: Kleiner, etwas erhöht gelegener Kirchenbau, hervorgegangen aus einer Kapelle, Chor 1515 vollendet (Stein mit Datierung und Merseburger Kreuz), gedrungenes rechteckiges Schiff mit Walmdach, wohl im 17. Jh. errichtet, Turmaufbau von 1794, Kirchengebäude 1890 restauriert, Putzbau, Chor dreiseitig geschlossen und dem Schiff gegenüber leicht eingezogen, gegliedert durch abgestufte Strebepfeiler, Spitzbogenfenster, Schiffswände glatt, geöffnet mit hohen Stichbogenfenstern, Turm im unteren Teil über quadratischem Grundriss, achteckiger Aufsatz mit geschwungener Haube und Laterne, Inneres flachgedeckt, an drei Seiten eingeschossige Emporen, Kanzelaltar aus verschiedenen Teilen zusammengesetzt: Reste eines spätgotischen Schnitzaltars (um 1515), hölzerner Kanzelkorb (erste Hälfte 17. Jh.), Bleiglasfenster, Orgel von Urban Kreutzbach (1851). Die Auenkirche von Imnitz, die immer Filialkirche der Zwenkauer Laurentiuskirche war, ist das bedeutendste Baudenkmal des 1929 nach Zwenkau eingemeindeten Dorfes, hieraus ergibt sich ihr hoher ortsgeschichtlicher Aussagewert, zudem ist sie Zeugnis der Kirchengeschichte und Kirchenbaukunst verschiedener Jahrhunderte im Leipziger Umland. Als identitätsstiftendes Element für den einst selbständigen Ort hat sie auch ortsbildprägende (städtebauliche) Bedeutung. (LfD/2011) Kirche: rechteckiges Schiff mit Satteldach, Ostturm mit Haube und Laterne, hölzerne Kanzel, Bleiglasfenster, Kanonenofen, an der Kirche Sandsteintafel mit Inschrift bezeichnet 1517 | 08970446 |
| Direkt Bild zu diesem Denkmal hochladen | Wohnhaus eines ehemaligen Dreiseithofes | Dalziger Weg 5; 5a (Karte)                      | um 1800                                   | Fachwerkgebäude in straßenbildprägender Lage, ortsgeschichtliche Bedeutung. Denkmaltext: Bei dem wohl um 1800 errichteten Gebäude handelt es sich offensichtlich um das ehem. Wohnhaus eines Dreiseithofes. Heute ist der zweigeschossige Bau in zwei Häuser unterteilt. Erdgeschoss massiv über Natursteinsockel, ursprünglich wahrscheinlich Lehmweller, später in Ziegelmauerwerk ersetzt, verputzt, Obergeschoss Fachwerk, zugewandter Giebel ebenfalls massiv in Ziegel ausgeführt, Satteldach. Das in Teilen erneuerte oder aufgebretterte Fachwerk zweirieglig, die typischen Mittelstiele der Fensterbrüstungen nur an einer Stelle erhalten. Das Wohnhaus ist ein Zeugnis der historischen Bebauung im Ortskern von Imnitz, womit es zugleich auf die früheren bäuerlichen Lebensverhältnisse in dem einst eigenständigen Dorf verweist. Hierdurch erlangt das Objekt ortsgeschichtliche Bedeutung. (LfD/2011) zweigeschossig, verputztes Erdgeschoss, alter Dachstuhl, Biberschwanzdeckung, neue Fenster | 08970387 |
|                                         | Wohnhaus in offener Bebauung | Ebertstraße 26 (Karte)                          | 1930                                      | herausragender Bau im Stil des Neuen Bauens, künstlerisch hochwertige Innenausstattung, baugeschichtliche und künstlerische Bedeutung. Denkmaltext: Das auf einem Grundstück in Nähe des Bahnhofs errichtete Haus Rabe entstand 1929/30 nach Plänen des Architekten Adolf Rading. Rading entwarf einen zweigeschossigen, nahezu würfligen Bau, der konsequent den Prinzipien des Neuen Bauens verpflichtet ist, in die glatt verputzten Fassaden sind der inneren Raumordnung entsprechend, unterschiedlich große Fenster eingeschnitten. Der Hauseingang liegt seitlich, geschützt durch ein elegantes Vordach auf schlanken Vierkantpfeilern. Für das Innere schuf Oskar Schlemmer, der gemeinsam mit Rading an der Staatlichen Akademie für Kunst und Kunstgewerbe in Breslau (seit 1929) lehrte, Metallplastiken und ein Wandrelief. Das Wohnhaus Dr. Rabe ist eines der wichtigsten Beispiele des Neuen Bauens in Sachsen. Zudem steht es für das Schaffen von Adolf Rading und Oskar Schlemmer, die für die nationale und internationale Architektur- und Kunstentwicklung von großer Bedeutung waren. (LfD/2011) Putzfassade, drei Geschosse, kubischer Baukörper, in der Wohnhalle Metallplastik von Oskar Schlemmer. | 09257044 |
| Direkt Bild zu diesem Denkmal hochladen | Sachgesamtheitsbestandteil der Sachgesamtheit Elsterfloßgraben: Floßgraben (siehe auch Sachgesamtheit, Obj. 09304747) | Eythraer Weg (Karte)                            | 1608–1610                                 | künstlich angelegter, der Landschaftsform angepasster Floßgraben mit Anfangsstück (sogenannte Batschke) auf Markkleeberger bzw. Zwenkauer Gebiet, im Connewitzer Holz (südlicher Auewald) in die Pleiße mündend, regionalgeschichtlich und technikgeschichtlich von Bedeutung. Denkmaltext: Der Große Elsterfloßgraben, gehört zum Pleiße-Elster-Floßsystem, einem System künstlich angelegter Gräben, das sich aus natürlichen Flussläufen oder Mühlgräben, verbunden mit Wehren, Überläufen und Rechen versehen, zusammensetzte und ab 1579 zum Holztransport mittels Wasser diente. Der sächsische Kurfürst verfolgte mit der Anlage des Floßgrabens das Ziel eigene Salzvorkommen in Salinen bei Weißenfels (Poserna) zu erschließen. Der Graben selbst hatte einen trapezförmigen Querschnitt. Er war an der Oberkante ursprünglich 3 m, am Boden einen Meter breit. Die Länge des Pleiße-Elster-Floßsystem betrug insgesamt 93 km und bewältigte einen Höhenunterschied von 25 m. Damit stellt er das bedeutendste Kunstgrabensystem des 16. Jahrhunderts auf dem europäischen Kontinent dar. Durch den Lauf markierenden Bewuchs hebt er sich deutlich vom landwirtschaftlich geprägten Umland ab. Das Pleiße-Elster-Floßsystem unterteilt sich in die zwei Hauptsysteme Großer Elsterfloßgraben und Kleiner bzw. Leipziger Elsterfloßgraben. In den Jahren 1578 bis 1580 ließ Kurfürst August I. von Sachsen nach Plänen des Oberbergmeisters Martin Planer und unter der Bauleitung von Christian Kohlreiber den Großen Elsterfloßgraben anlegen, der mit Wasser der Weißen Elster gespeist zur Rippach führen und so das Holzflößen bis nach Poserna ermöglichen sollte. 1610 wurde erstmals Holz für die kursächsischen später preußischen Salinen geflößt. Nach dem Niedergang der Salinen wurde der Floßgraben zum Transport von Brenn- und Bauholz verwendet. Auf heutigem sächsischem Gebiet beträgt die Länge des Großen Elsterfloßgrabens 6 km. Eine Besonderheit des Floßgrabens stellen die 79 Brücken dar, die ab Crossen (Thüringen) mit römischen Ziffern durchnummeriert wurden, und die teilweise original erhaltenen Brücken Nummer LIX bis LXXII. Die Stadt Leipzig bezog ihr Holz seit Mitte des 16. Jh. über den Fluss Pleiße. Nachdem die Wälder im Pleiße-Gebiet erschöpft waren, versuchte man den Großen Elsterfloßgraben für den Holztransport zu gewinnen. Bei dem Dorf Stöntzsch legte man dazu einen Abzweig, den sog. Kleinen oder Leipziger Floßgraben, vom Großen Elsterfloßgraben an. Der Floßgraben wurde größtenteils durch Verknüpfung und Ausbau des bestehenden Fluss- und Mühlgrabensystems geschaffen. So wurden die Elster selbst, ihr bei Zwenkau abzweigender Arm Batschke und der Leipziger Pleißemühlgraben in diesen Teil des Grabensystems eingebunden, der 1610 erstmals mit Holz beflößt wurde. Umgeschlagen wurde das Material auf dem damals unmittelbar vor der Stadt befindlichen Leipziger Floßplatz, an dessen Geschichte heute u. a. der gleichnamig Platz erinnert. Bis um 1820 wurde erfolgreich Holz mit dem Floßgraben geflößt. Danach verlor der Graben zunehmend an Bedeutung. Der Ausbau des Straßensystems sowie ab Mitte des Jahrhunderts das Aufkommen des billigeren Transports per Eisenbahn und der zunehmende Ersatz von Brennholz durch Braunkohle führten zur Einstellung der Elsterflößerei um 1864. An einigen Stellen diente das Wasser des Floßgrabens noch zum Betreiben von Mühlen. Der Wasserdurchsatz wurde aber deutlich reduziert. Da er inzwischen durch verschiedene Länder führte (Herzogtum Altenburg, Preußische Provinz Sachsen und Königreich Sachsen), wurde zu seinem Unterhalt und weiteren Betrieb ein gemeinsamer Zweckverband gegründet, der fast bis Mitte des 20. Jahrhunderts bestand. Ab 1958 wurden Teilstrecken des Elsterfloßgrabens durch Braunkohlentagebaue unterbrochen bzw.trockengelegt. Hinter den Tagebauen versuchte man, seinen Lauf durch Zupumpen von Wasser aus der Weißen Elster aufrechtzuerhalten. Nach Stilllegung dieser Tagebaue wurden ab 1992 zwischen Elstertrebnitz und Werben Teilstücke des alten Floßgrabens auf etwas veränderten Trassen neu errichtet. So führt der rekonstruierte Kleine Floßgraben seit ca. 1996 Wasser und bindet über den Elstermühlgraben wieder Teile der ursprünglich für die Leipziger Flößerei genutzten Gewässersysteme an. Sein denkmalpflegerischer Wert ergibt sich aus seiner Bedeutung als überregional bedeutende Leistungen des Vermessungswesens, des Wasserbaus sowie ein beinahe 300 Jahre anhaltendes erfolgreiches sächsisches Wirtschaftsunternehmen der Wasserwirtschaft und des Transportwesens. (LfD/2013) | 09305755 |
| Weitere Bilder                          | Schützenhaus | Geschwister-Scholl-Platz 1 (Karte)              | 1898 (Wiedererrichtung, zuvor in Leipzig) | malerisches, späthistoristisches Gebäude, baugeschichtliche und ortsgeschichtliche Bedeutung. Denkmaltext: 1897 als Vereinshaus der Zwenkauer Schützengesellschaft errichtet (1898 eingeweiht), zuvor war das Gebäude Exponat der „Sächsisch-Thüringischen Industrie- und Gewerbeausstellung“ in Leipzig" (1896), wo es als Kaffeehaus „Rothenburger Erker“ diente. Zweigeschossiger, stark gegliederter Bau, Fassaden verputzt und mit Zierfachwerk geschmückt, Satteldach, Front mit stark vortretendem Risalit, dieser mit Erker versehen, zu Seiten des Risalits eingeschossige Anbauten. Baugeschichtliche und kulturgeschichtliche Bedeutung erlangt das Gebäude als ehem. „Ausstellungsstück“ einer zeittypischen Leistungsschau von Industrie und Gewerbe. Ortsgeschichtlichen Aussagewert hat es durch seine darauffolgende Funktion als Gebäude des Schützenvereins (bis 1944). (LfD/2011) Zwei Geschosse, mit „Rothenburger Erker“, 1995 saniert. 1896 erbaut für die „Sächsisch-Thüringische Industrie- und Gewerbeausstellung“ in Leipzig, 1898 an den heutigen Standort versetzt, Vereinshaus bis 1944 | 09259884 |
| Direkt Bild zu diesem Denkmal hochladen | Wohnhauszeile mit Vorgärten und Waschhaus hinter Nr. 13 | Goethestraße 13; 15; 17; 19; 21; 23; 25 (Karte) | 1928                                      | Zeilenbau im Stil des Neuen Bauens, Fassadengestaltung in Putz und Klinker, baugeschichtliche, ortsentwicklungsgeschichtliche, sozialgeschichtliche und künstlerische Bedeutung. Denkmaltext: Viergeschossiger, aus sieben Häusern bestehender Wohnblock, 1928 nach Plänen des Architekten Thilo Schoder erbaut, konzipiert als Teil einer nicht fertiggestellten Wohnanlage, 115 m lang, Nord-Süd-Ausrichtung, insgesamt 53 Wohnungen, als nördlicher Abschluss so genanntes Kopfhaus, Fassaden verputzt, Gliederungselemente in Klinker und Beton, Rhythmisierung durch „eingeschobene“ Treppenhäuser mit verglasten Ecken sowie Loggien, Flachdächer, für die Zeit vorbildlicher Wohnkomfort, z. B. Ausstattung der Wohnungen mit Bädern. Bei dem Wohnblock handelt es sich um ein herausragendes Beispiel der klassischen Moderne in der Region. Zudem ist er ein Zeugnis für den sozialen Wohnungsbau in der Weimarer Republik, das eine sehr gelungene Verbindung von sozial gestaltetem Wohnraum (preiswert, gute hygienische Verhältnisse) und ästhetisch höchst anspruchsvoller Architektur zeigt. Weiterhin verkörpert der Wohnblock einen bedeutenden Aussagewert zum Schaffen Thilos Schoders, der zu den erstrangigen Vertretern des Neuen Bauens in Mitteldeutschland und darüber hinaus zählte. Diese Gesichtspunkte erklären die bau- und sozialgeschichtliche sowie künstlerische Bedeutung des Objekts. Ortsentwicklungsgeschichtliche Aussagekraft erlangt es als Dokument der baulichen und historischen Entwicklung Zwenkaus in den 1920er Jahren. (LfD/2011) Putz-Klinker-Fassade, Eckbetonung durch Kopfbau mit Fenster, Haustür und Klinke original, beachtenswert der Treppenhaus-Turm | 09255781 |
| Direkt Bild zu diesem Denkmal hochladen | Zwei Mietshäuser in offener Bebauung | Goethestraße 35; 37 (Karte)                     | 1931                                      | Putzfassaden mit Klinkerelementen, zeittypische Wohnbauten mit zahlreichen originalen Details, ortsentwicklungsgeschichtliche und baugeschichtliche Bedeutung. Denkmaltext: Die beiden Wohnhäuser mit je sechs Wohnungen wurden 1931 nach Plänen der Architekten Ernst Riedel und Hugo Koch (beide BDA, Leipzig) errichtet. In zeittypischer Gestaltung weisen die Gebäude glatt verputzte Fassaden auf, in denen die Fenster durch Klinkerverkleidung bandartig zusammengefasst sind. Die dadurch entstehende Horizontalgliederung wird spannungsvoll durch die mittig angeordneten Treppenhausrisalite kontrastiert. Hohe, leicht geknickte Walmdächer. Mit dem Aufschluss des Böhlener Tagebaues (1921) und der einhergehenden wirtschaftlichen Entwicklung bestand für Zwenkau in den 1920/30er Jahren ein hoher Wohnraumbedarf, der durch verschiedene Bauprojekte auf neu erschlossenem Stadtgebiet gedeckt werden sollte. Dazu gehörten auch diese beiden Wohnhäuser, die damit auf jene wichtige Etappe der Ortsentwicklung verweisen. Baugeschichtliche Bedeutung erlangen die Objekte als charakteristische Beispiele des Mietwohnungsbaues der Zeit um 1930, die darüber hinaus auf die Planung zweier für Leipzig und das Umland bedeutende Architekten zurückgehen. (LfD/2011) je drei Geschosse, Treppenhausrisalit mit Klinkereinfassung, Nummer 35 Haustür mit originaler Klinke, Fenster überwiegend alt, Baugenehmigung | 09259468 |
| Direkt Bild zu diesem Denkmal hochladen | Wohnhaus | Handwerkerhof 10 (Karte)                        | 1892/93                                   | Klinkerbau, einst Wohngebäude des Besitzers der ehemaligen Schuhfabrik Enke, ortsentwicklungsgeschichtliche und baugeschichtliche Bedeutung. Denkmaltext: Das Gebäude wurde 1892/93 als Wohnhaus für den Schuhfabrikanten Gotthard Enke erbaut, Planung und Ausführung durch den Zwenkauer Baumeister Albert Harnisch. Zweigeschossiger, gelber Klinkerbau, Gliederung und Schmuckformen in roten Klinkern, Natursteinsockel, Satteldach, an der Hauptfront Seitenrisalit, dessen Krüppelwalmdach mit Gespärre, Hauseingang mit Vorhäuschen in reicher Holzbauweise, auf der Rückseite zweigeschossige, in Fachwerk ausgeführte Veranda. Das Wohnhaus ist das letzte bauliche Dokument für die ehem. Schuhfabrik Enke, die zu den wichtigen, im ausgehenden 19. Jh. am Ort entstehenden Industriebetrieben gehörte, somit verweist es auf Wirtschafts- und Industrieentwicklung Zwenkaus in dieser Zeit (ortsentwicklungsgeschichtlicher Aussagewert), als zeittypischer Beispiel kleinstädtischer Industriearchitektur ist es auch bautypologisch von Bedeutung. (LfD/2011) Zwei Geschosse, Seitenrisalit, alte Fenster, alter Dachstuhl, Biberschwanzdeckung, gehört zum Fabrikgebäude (evtl. Kontorgebäude), Fabrikgebäude verputzt (vermutlich früher Klinkerfassade, schlichte Fassadengliederung). | 09256093 |
| Direkt Bild zu diesem Denkmal hochladen | Wohnhaus | Hugo-Haase-Straße 6 (Karte)                     | 1927                                      | mit Laden, Putzfassade mit Klinkerelementen, gut gestalteter, zeittypischer Bau der 1920er Jahre, ortsentwicklungsgeschichtliche und baugeschichtliche Bedeutung. Denkmaltext: Das Mietshaus wurde 1927 durch das ortsansässige Architekturbüro „Harnisch & Germer“ errichtet. Es ist Teil eines in den 1920er Jahren neu erschlossenen Siedlungsgebietes östlich des Wasserturms. Der zweigeschossige Bau steht frei, Klinkerelemente verleihen seinen verputzten Fassaden optische Akzente, charakteristisch die gestuften Giebel, wodurch auch dem aufgefälligen Standort des Gebäudes an der geknickt verlaufenden Straße Rechnung getragen ist. Ausgebautes Satteldach, Dachaufbauten wohl nachträglich etwas verändert. Das Mietshaus ist ein Zeugnis der baulichen Entwicklung von Zwenkau in den 1920er Jahren, es verweist zugleich auf das Wirken der Architekten Johannes Harnisch und Curt Germer, die in dieser Entwicklung eine wichtige Rolle spielten. Aufgrund seiner zeittypischen und qualitätvollen Gestaltung ist es auch ein überzeugendes Beispiel für den Wohn- und Geschäftshausbau seiner Zeit. (LfD/2011) Zwei Geschosse, Putzfassade, aufwändige Klinkergliederung, alte Fenster, straßenbildprägend, „Frischmarkt Mehnel“. | 09255096 |
| Weitere Bilder                          | Kino | Hugo-Haase-Straße 9 (Karte)                     | 1927                                      | Bau mit Klinkergliederungen in zeittypischer expressionistischer Gestaltung, ortsgeschichtliche, kulturgeschichtliche und baugeschichtliche Bedeutung. Denkmaltext: Das einzelstehende Gebäude setzt sich aus Vorbau und breitgelagertem Kinosaal zusammen. Für das statische Gerüst des Saals kam Eisenbeton zum Einsatz, die flachbogigen Deckenbinder überspannen eine Weite von ca. 16 m. Die Betonung des Vorbaues mit einem Mittelturm, der die Vorhalle für die Empore und darüber die Räume des Vorführers enthält, trägt der städtebaulichen Einordnung des Kinos Rechnung. In dem in den 1920er Jahren neu erschlossenen Stadtgebiet bildet es den zentralen Ort. Dementsprechend ist es in die Flucht der Hugo-Haase-Straße gestellt, die direkt auf den Haupteingang zuführt. Die Architektur des ehem. Filmtheater durch Formen des Art deco geprägt, äußere Gestaltung in DDR-Zeiten vereinfacht, ursprünglich Gliederung durch Lisenen und profilierte Gesimse, dagegen Gebäudesockel und Türrahmungen in Ziegel erhalten. Im Innern Kassenraum, Vorraum der Emporen und Kinosaal mit wesentlichen Gestaltungselementen der Bauzeit. Die Nutzungsmöglichkeit des Hauses beschränkten sich nicht nur auf Filmvorführungen. Auf der kleinen Bühne, die über seitliche und rückwärtige Treppen begehbar war sowie über einen Souffleurskasten verfügte, konnten auch andere Darbietungen stattfinden. Das ehemalige „Walhalla“-Lichtspieltheater fungierte bis zum Beginn der 1970er Jahre als Kino. 1973–76 erfolgte der Umbau zum Kulturhaus (Mehrzweckgebäude) mit 600 Plätzen. Der Kino-Bau belegt die gesellschaftliche Relevanz von Film und Kino in den 1920er Jahren. Somit hat er kulturgeschichtliche Aussagefähigkeit, die sich im speziellen Falle sogar noch auf die Zeit als DDR-Kulturhaus ausweitet. Mit diesem Aspekt verbindet sich eine bautypologische Bedeutung. Als Stätte des öffentlichen, kulturellen Lebens in der Stadt (erst Kino, dann Kulturhaus) hat das Gebäude ortsgeschichtliche Bedeutung. Darüber hinaus ist es Teil der Bebauung der 1920/30er Jahre, die in Zwenkau eine besondere Rolle spielt, hieraus leitet sich die ortsentwicklungsgeschichtliche Bedeutung ab. (LfD/2011) Architekt Germer (s. auch Konsum). | 09255163 |
| Direkt Bild zu diesem Denkmal hochladen | Wohnhauszeile mit Vorgarten und Einfriedung | Hugo-Haase-Straße 13; 15; 17; 19 (Karte)        | 1929                                      | gut erhaltenes Zeugnis des Wohnungsbaus der 1920er Jahre mit zahlreichen zeittypischen Elementen, ortsentwicklungsgeschichtliche und baugeschichtliche Bedeutung. Denkmaltext: Der zweigeschossige Wohnblock mit vier Eingängen entstand 1929 durch die Bergmanns-Wohnstättengesellschaft Borna mbH. Treppenhausrisalite gliedern den langgestreckten Baukörper, hier auch akzentuierende Klinkerelemente, die Fenster in den Rücklagen mit Läden, Satteldach mit Gaupen. Denkmalgerecht saniert. Der Wohnblock dokumentiert die Ortsentwicklung in den 1920er Jahren, die durch die Erschließung eines neuen Wohngebietes östlich des Wasserturmes gekennzeichnet ist. Auslöser dieser Entwicklung war der Aufschluss des Tagesbaues Böhlen 1921 und der daraus resultierende Zustrom auswärtiger Bergarbeiterfamilien nach Zwenkau. Als zeittypisches Beispiel des Werks- bzw. Arbeiterwohnungsbaues der 1920er Jahre ist der Wohnblock auch baugeschichtlich bedeutend. (LfD/2011) Zwei Geschosse, Putzfassade, je ein Mittelrisalit mit Klinkergliederung, originale Haustür, Fensterläden. | 09259797 |
| Direkt Bild zu diesem Denkmal hochladen | Doppelmietshaus in halboffener Bebauung in Ecklage (Bahnhofstraße 14/Illgnerstraße 1) | Illgnerstraße 1 (Karte)                         | 1891                                      | Putz-Klinker-Fassade in späthistoristischen Formen mit straßenbildprägender Wirkung, ortsentwicklungsgeschichtliche Bedeutung. Denkmaltext: Das Doppelmietshaus wurde 1891 durch den Baumeister Franz Illgner errichtet. Es handelt sich um einen zweigeschossigen Bau in Ecklage (Hauptfront zur Bahnhofstraße). Natursteinsockel, darüber verputztes Erdgeschoss mit Nutung, Obergeschoss mit roten Klinkern verkleidet, dazu Gliederungs- und Schmuckelemente in Putz und Stuck, Sohlbänke und Fensterverdachungen wohl in Kunststein, kräftiges, profiliertes Traufgesims, Walmdach mit Gaupen in verschiedenen Formen. Gebäudeecke entsprechend der städtebaulichen Situation verbrochen, darüber Betonung durch Dachhäuschen mit spitzer Haube. Das Doppelmietshaus ist ein Zeugnis der baulichen Entwicklung Zwenkaus um 1900, es verweist auf Erweiterung und städtischen Ausbaus des Ortes infolge des Eisenbahnanschlusses und einer gewissen Industrialisierung. Hierdurch erlangt es ortsentwicklungsgeschichtliche Aussagekraft. (LfD/2011) Bahnhofstraße 14: zwei Geschosse, fünf Achsen, Putznutung, Porphyrsockel, Obergeschoss Klinker Illgnerstraße 1: zweigeschossig, Porphyrsockel, 3/1/3 Achsen, Zwerchhäuser, Ecke mit Spitzhelm versehen, Putznutzung im Erdgeschoss, Klinker mit Putz im Obergeschoss, neue Fenster, saniert, vermutlich ehemals Ecklagen. | 09257248 |
|                                         | Villa in Ecklage Bäckergasse mit Gartenpavillon | Illgnerstraße 4 (Karte)                         | 1889                                      | stattliche Villa im Stil der Neorenaissance, baugeschichtliche und ortsgeschichtliche Bedeutung. Denkmaltext: 1889 durch den Baumeister Franz Illgner im eigenen Auftrag erbaut. Zweigeschossiger, kubisch Baukörper mit abgeflachten Walmdach, Fassaden verputzt, Betonung des Eingangs durch überhöhten Risalit (Treppenhaus). Gequaderter Sockel, Erdgeschoss mit Putzbändern, darüber umlaufendes Gesims, im Obergeschoss (Beletage) kräftige Schmuck- und Gliederungselemente, die historistische Gestaltung im italienischen Stil besonders am Risalit (Fensterformen) erkennbar. Zur Illgnerstraße schöne Dachgaupe. Im Ursprungszustand waren die Putzgliederungen des Außenbaues reicher, beispielsweise fehlt heute die imitierte Bossierung des Erdgeschosses oder die Eckquaderung im Obergeschoss. Auf der Nordseite des Gartens oktogonaler Pavillon, in Fachwerk ausgeführt, Fenster mit Ätzglas. Die Villa dokumentiert die bauliche Entwicklung Zwenkaus im späten 19. Jh. und zeigt Anspruch und Qualität des historistischen Villenbaus im kleinstädtischen Rahmen. Durch die Verbindung mit Eduard Franz Illgner (1838–95) erinnert der Bau auch an eine Persönlichkeit, die wesentlich mit der Stadtgeschichte in der zweiten Hälfte des 19. Jh. verbunden war. Illgner hatte sowohl als Baumeister als auch als Stadtrat (1871–90, Bauausschuss) wichtigen Einfluss auf das örtliche Baugeschehen jener Zeit. Unter diesen Aspekten hat der Villenbau baugeschichtliche und ortsgeschichtliche Bedeutung. (LfD/2011) zweigeschossig, Walmdach, überhöhter seitlicher Eingangsrisalit, Dachhäuser mit Volutengiebel, Risalit mit alten Fenstern und Gitter, Fachwerkpavillon oktogonal mit Ätzglas, Villa saniert mit neuen Fenstern | 09257259 |
| Direkt Bild zu diesem Denkmal hochladen | Villa | Kreuzweg 1 (Karte)                              | bez. 1911                                 | ansprechend gestalteter Bau mit Merkmalen der Reformarchitektur um 1910/15, ortsentwicklungsgeschichtliche und baugeschichtliche Bedeutung. Denkmaltext: Die 1911 nach Plänen des Architekten J. Halter entstandene Villa befand sich ehemals im Randbereich Zwenkaus. Bauherr war Ferdinand Stichel, der in unmittelbarer Nähe (Leipziger Straße 118) eine Pianoforte-Fabrik (automatische Musikinstrumente) betrieb. Es handelt sich um einen zweigeschossigen, asymmetrisch gegliederten Bau mit hohem Krüppelwalmdach, dessen Putzfassaden im Sinne der Reformarchitektur nur wenig Schmuckwerk aufweisen. Dafür bereichern verschiedene An- und Vorbauten das Erscheinungsbild des kubisch aufgefassten Baukörpers, der sich über einem Bruchsteinsockel erhebt. Der Treppenaufgang auf der Südseite mit schmiedeeisernem Geländer und reizvollem Vordach. Nordseite erkerartiger Vorbau mit Verschieferung im Obergeschoss. Die Villa ist ein Zeugnis für die bauliche Entwicklung Zwenkaus im frühen 20. Jh. Zudem verkörpert sie einen baugeschichtlichen Aussagewert zum Villenbau in der Region in den Jahren vor dem Ersten Weltkrieg, wobei hier auf die Einflüsse des Reformstils und der Heimatschutzbewegung zu verweisen ist. (LfD/2011) Bruchsteinsockel, Putzfassade mit Putzgliederung, Treppenaufgang mit schmiedeeisernem Geländer, halbrunder Vorbau, alte Fenster, alte Haustür, bezeichnet 1911 an Wetterfahne | 09256035 |
| Direkt Bild zu diesem Denkmal hochladen | Wohnhaus in geschlossener Bebauung | Leipziger Straße 3 (Karte)                      | 1822 (Inschrift)                          | vermutlich ältestes Apothekengebäude der Stadt, Bestandteil der historischen Ortskernbebauung, ortsgeschichtliche Bedeutung. Denkmaltext: Laut Inschrift über der Ladenöffnung des Erdgeschosses wurde das traufständige Gebäude 1822 errichtet (Kartusche mit Datierung und den Initialen CAG), aller Wahrscheinlichkeit nach handelte es sich hier einst um ein Apothekerhaus. Das Gebäude ist zweigeschossig, Erdgeschoss massiv, Obergeschoss wohl Fachwerk, Fassade verputzt (erneuert), Satteldach, im Erdgeschoss Natursteingewände (Steinstein), Ladenöffnung und Haustür mit Stichbögen, an der Tür mit Schlussstein. Als wohl ältestes Apothekerhaus der Stadt hat das Gebäude einen hohen ortsgeschichtlichen Aussagewert, zudem gehört es zu den wenigen authentischen Zeugnissen der ursprünglichen Bauweise im Ortskern. (LfD/2011) eventuell früher Apotheke (laut Aussage des Ortschronisten Herrn Wünschmann). | 09257242 |
| Direkt Bild zu diesem Denkmal hochladen | Kaufhaus | Leipziger Straße 6; 8; 10 (Karte)               | 1930–1931                                 | durch den Stil des Neuen Bauens beeinflusster Bau, Putzfassade mit Klinkerelementen, straßenbildprägend, ortsentwicklungsgeschichtliche und baugeschichtliche Bedeutung. Denkmaltext: Das 1930/31 nach Plänen des Zwenkauer Architekturbüros Harnisch & Germer errichtete Gebäude zeigt eine betont kubische Baukörpergestaltung. Erdgeschoss an der Hauptfront durchgehend mit Schaufenstern und dem seitlich verschobenene Eingang, Pfosten zwischen den Schaufenstern mit Klinkerverkleidung, diese an den Schmalseiten umlaufend, über der Schaufensterzone Zwischengeschoss angedeutet (Nischen mit Klinkerrahmung), ab erstem Obergeschoss dreigeschossiger Gebäudemittelteil zurückgesetzt, seitlich begleitet durch zweigeschossige, mit Erdgeschoss bündige Baukörper, hier eine Art Blindfenster, durch Klinker zugesetzt, Flachdächer. Getreppter Ziergiebel am Mittelbau und andere zeittypische Schmuckelemente in Klinker mildern die Strenge in der Baukörpergestaltung etwas ab. Zeugnis der Orts- und Bauentwicklung Zwenkaus in den 1920er Jahren, die einige bemerkenswerte Beispiele der Architekturströmung des Neuen Bauens hervorbrachte. In diesem Sinne hat das Kaufhaus auch eine allgemeine baugeschichtliche Bedeutung. Zudem verweist es auf das Schaffen der Architekten Harnisch & Germer, die das örtliche Baugeschehen der 1920/30er Jahre wesentlich mitprägten. (LfD/2011) | 09257253 |
| Direkt Bild zu diesem Denkmal hochladen | Wohnhaus in halboffener Bebauung | Leipziger Straße 9 (Karte)                      | vor 1866                                  | mit Laden, Putzbau mit seitlichem Toreingang, ortsentwicklungsgeschichtliche Bedeutung. Denkmaltext: Das um die Mitte des 19. Jh. entstandene Gebäude diente über lange Zeit als Fleischerei. Es handelt sich um einen zweigeschossigen Bau mit schlichter Putzfassade und Satteldach, auffällig das kräftige, profilierte Traufgesims, der Torzugang mit schönen eisernen Torflügeln des späten 19. Jh. Als Beispiel der für Zwenkau typischen kleinstädtischen Bebauung des 19. Jh. ist das Gebäude ein Zeugnis der baulichen Entwicklung des Ortes in der Vergangenheit. Als ehem. Fleischerei verweist es zudem auf die früheren hiesigen Wirtschafts- und Lebensverhältnisse, die von Ackerbürgertum, Kleingewerbe und Handwerk geprägt waren. (LfD/2011) Zwei Geschosse, Fenster alt, Dach neu, gleicher Typ wie linker Geb–1äudeteil Leipziger Straße 11 | 09259669 |
| Direkt Bild zu diesem Denkmal hochladen | Wohnhaus (zwei Gebäudeteile) in geschlossener Bebauung | Leipziger Straße 11 (Karte)                     | 1878 (1. Wohnhaus)                        | mit Läden, aus ursprünglich zwei Häusern bestehend, Fassaden teils verputzt, teils verklinkert, Ladengestaltung mit historischen Elementen, ortsentwicklungsgeschichtliche Bedeutung. Denkmaltext: Das niedrigere und breitere der beiden Wohnhäuser entstand 1878 für den Kaufmann Robert Staake, Ausführung Baumeister Gustav Waldschlägel. 1907 Erneuerung des Ladens, 1927 Einbau eines zweiten Schaufensters, Ladenbereich nun über die gesamte Front. Bis auf einfache Gesimse und die profilierten Pfosten der Ladentür Fassade ohne weitere Schmuckformen, ursprünglich wahrscheinlich Fassadengestaltung etwas reicher, steiles Satteldach. Das andere Wohnhaus 1898 für Richard Pfeifer, der zu dieser Zeit bereits Besitzer beider Grundstücke war, nach Plänen von Albert Harnisch errichtet. Dieses ebenfalls zweigeschossig, aber höher. Die Fassade entsprechend dem Zeitgeschmack etwas aufwändiger ausgestaltet. Erdgeschossbereich ebenfalls fast vollständig als Laden geöffnet, Obergeschoss gelbe Klinkerverkleidung, durch dunkle Streifen horizontal unterteilt. Zeitgemäße Schmuckformen sind die Konsolen unter den Sohlbänken und am Traufgesims sowie die Neurenaissance-Ornamente in den Fensterverdachungen. Das Satteldach ist etwas geringer geneigt als am Nachbarhaus. Die beiden einst eigenständigen Häuser sind authentische Zeugnisse der baulichen Entwicklung Zwenkaus im letzten Viertel des 19. Jh. Sie verweisen auf typische Bauformen im Kleinstadtmilieu jener Zeit. Hieraus resultiert ihr ortsentwicklungsgeschichtlicher Aussagewert. (LfD/2011) beide Gebäude zweigeschossig, linker Teil geglättete Fassade (Putz), neue Fenster, alter Dachstuhl, rechter Teil Klinkerfassade mit Klinkergliederung, stukkierte Fensterbekrönungen, abschließendes Konsolgesims. | 09257254 |
| Direkt Bild zu diesem Denkmal hochladen | Wohnhaus in geschlossener Bebauung | Leipziger Straße 14 (Karte)                     | um 1810                                   | aufragender Bau mit Putzfassade, Bestandteil der ursprünglichen Bebauung im Ortskern, ortsgeschichtliche Bedeutung. Denkmaltext: Vermutlich um 1810 errichtetes Wohnhaus, hoch aufragender, traufständiger Bau mit steilem Satteldach, im Kern wohl Fachwerk, schlichte Putzfassade, profiliertes Traufgesims, zweiachsiges Zwerchhaus, im Giebel mit Okulus, Erdgeschossfenster heute zu Schaufenstern vergrößert. Gebäude gehört trotz der jüngsten Veränderungen zu den wenigen authentischen Zeugnissen der alten historischen Bebauung im Ortskern von Zwenkau, es verweist somit auf die Bau- und Lebensweise in dem Landstädtchen in vorindustrieller Zeit, damit verkörpert es einen wichtigen ortsgeschichtlichen Aussagewert. (LfD/2011) Klinkersockel, neue Haustür, neue Fenster, sehr hoher Dachstuhl, gute Wirkung im Straßenbild, bis 1945 als Friedhofsgärtnerei genutzt. | 08970766 |
| Direkt Bild zu diesem Denkmal hochladen | Werkstattgebäude im Hof | Leipziger Straße 30 (Karte)                     | Ende 19. Jh.                              | ehemalige Stellmacherei, verputzter Ziegelbau, ortsgeschichtliche und wirtschaftsgeschichtliche Bedeutung. Denkmaltext: Ehemalige Stellmacherei, errichtet um 1900, damals Meister Theodor Funke Werkstattinhaber. Eingeschossiger Bau in Ziegelmauerwerk, verputzt über Klinkersockel, Satteldach, Werkstatttor seitlich. Das Werkstattgebäude ist ein allgemeines Zeugnis für das örtliche Handwerk, das früher in den Wirtschaftsverhältnissen des Städtchens eine wesentliche Rolle spielte. Im Speziellen verweist es auf die Bedeutung des Stellmacherhandwerks, das einst für das Funktionieren verschiedene Lebens- und Arbeitsbereiche grundlegend wichtig war. Deshalb verkörpert das Objekt sowohl orts- als auch wirtschaftsgeschichtliche Aussagewerte. (LfD/2011) Alter Dachstuhl, alte Fenster, Biberschwanzdeckung, gusseiserner Kanonenofen. | 08970792 |
| Direkt Bild zu diesem Denkmal hochladen | Wohnhaus mit Einfriedung in Ecklage Großdeubener Weg | Leipziger Straße 84 (Karte)                     | 1902                                      | stattliches Gebäude mit ansprechender, späthistoristischer Fassadengestaltung, ortsentwicklungsgeschichtliche Bedeutung. Denkmaltext: 1902 für den Prokuristen Hermann Louis Sieber errichtet, Ausführung durch den ortsansässigen Baumeister Albert Harnisch, späterer Besitzer Landschaftsgärtner Karl Fetzer, Eigentümer einer Rosenschule (Inschrifttafel am Haus). Das etwas zurückgesetzte Gebäude ist Teil des nördlich des Ortskerns gelegenen Stadtgebietes, das erst seit der zweiten Hälfte des 19. Jh. baulich erschlossen wurde. An der alten Ausfallstraße nach Leipzig entstanden verschiedene Gewerbeansiedlungen und damit verbunden auch Wohnbauten wie dieses Gebäude. Der zweigeschossige Bau hat aufwändig gestaltete Klinkerfassaden mit Putz- und Kunststeinelementen, Front zur Leipziger Straße mit Seitenrisalit und an der Ecke zum Nachbarhaus zweigeschossiger Wintergarten in Holzbauweise. Die Einzelformen wie Verdachungen und Eckquaderung noch dem späten Historismus verhaftet, Mansarddach. Das Gebäude ist ein Zeugnis für die Erweiterung und bauliche Entwicklung Zwenkaus in der Zeit um 1900, hierin liegt sein ortsgeschichtlicher Aussagewert. Es verweist darauf, wie das Landstädtchen durch Neuansiedlung von Gewerbe und das Eindringen städtischer Bauformen verschiedene Veränderungen im Erscheinungsbild erfuhr. Außerdem ist es ein Dokument für das Schaffen des ortsansässigen Baumeister Albert Harnisch, der für das örtliche Bauwesen eine wichtige Rolle spielte. (LFD/2011) Zwei Geschosse, Gesimsgliederung, alte Fenster, Wintergarten. | 09259883 |
| Direkt Bild zu diesem Denkmal hochladen | Wohnhaus in Ecklage Pfarrgasse | Markt 7 (Karte)                                 | 1716                                      | barockes Wohngebäude mit vielen originalen Details, ältester nach Stadtbrand 1712 errichteter Bau, baugeschichtlicher und ortsgeschichtliche Bedeutung. Denkmaltext: Das barocke Wohnhaus wurde 1716 erbaut, Bauherr war der Forstbedienstete Johann Christoph Rusa (ehemals Inschrift auf dem Türsturz: JOHANN . CHRIST . DOF . RUSA 1716). Der zweigeschossige Bau besteht aus massivem Ziegelmauerwerk, verputzt, Tür- und Fenstergewände in Sandstein, hohes Mansarddach mit bauzeitlichem Dachstuhl. Die Marktfassade ist durch Ecklisenen eingefasst, zwischen den Geschossen Putzband, profiliertes Traufgesims. Charakteristisch für die Bauzeit die geohrten Fenstergewände. Im Innern historische Ausstattungselemente (u. a. Stuckdecken). Sanierung 1998/1999. Als ältestes nach dem Stadtbrand 1712 errichtetes Gebäude verkörpert das Objekt einen wichtigen ortsgeschichtlichen Aussagewert. Als kleinstädtisches Wohnhaus der Barockzeit ist es auch baugeschichtlich von Bedeutung. (LfD/2011) Zwei Geschosse, vier Achsen, alter Dachstuhl, alte Biberschwanzdeckung, Sandsteingewände. Datierung ist laut Ortschronisten Wünschmann überliefert, Sanierung 1998/1999, Mansarddach, Tür und Ohrenfenster mit Sandsteinrahmung, fragmentarische Inschrift im Türbalken: JOHANN(S) CHRIST DOF RUSA, Reste von Stuckdecken im Obergeschoss. | 09257234 |
| Weitere Bilder                          | Ehemaliges Rathaus, heute Wohnhaus | Markt 11 (Karte)                                | bez. 1866                                 | qualitätvoller Historismusbau im Rundbogenstil, ortsgeschichtliche, baugeschichtliche und städtebauliche Bedeutung. Denkmaltext: Das alte Rathaus von Zwenkau wurde 1866 nach Plänen des Architekten Doberenz erbaut (Inschrift am Mittelrisalit). In seiner Funktion als Rathaus war das Gebäude allerdings weniger ein Verwaltungsbau, sondern dient mehr repräsentativen Zwecken (Ausstattung mit einem großen Festsaal). Kubischer, zweigeschossiger Baukörper, Fassaden verputzt, abgeflachtes Walmdach, Dekorierung Gemisch aus Formen, die der Romanik, Gotik und Frührenaissance entlehnt sind, Gebäudeecken pfeilerartig ausgebildet und durch Türmchenaufsätze überhöht, Hauptfront mit einachsigem Mittelrisalit, hier Haupteingang, darüber Balkon, im Dachbereich Giebelaufbau mit Okulus. Als ehemaliges Rathaus Dokument der Ortsgeschichte, aufgrund der Bauaufgabe und ihrer besonders qualitätvollen Lösung herausragendes Zeugnis der regionalen Baugeschichte im frühen Historismus, neben der Laurentiuskirche und dem heutigen Rathaus wesentlicher Bestandteil des Erscheinungsbildes der Ortsmitte, damit identitätsstiftend und von städtebaulicher Bedeutung. (LfD/2011) Tudorgotik, zwei Geschosse, Erneuerung 1988 | 09257227 |
|                                         | Mietshaus in halboffener Bebauung mit schmiedeeisernem Tor | Marktstraße 3 (Karte)                           | 1900                                      | späthistoristischer Bau mit gelber Klinkerfassade, ortsentwicklungsgeschichtliche Bedeutung. Denkmaltext: 1900 durch den ortsansässigen Baumeister Albert Harnisch für den Fleischermeister Ferdinand Lange errichtet. Zweigeschossiger Bau mit den typischen Gestaltungselemente des Späthistorismus, insgesamt malerisches Erscheinungsbild: Natursteinsockel, Front und Giebel durch gelbe Klinker verkleidet, horizontale Bänder in roten Klinkern, Stockwerkgesims, Fenster mit Rahmungen, im Erdgeschoss stichbogig, im Obergeschoss geschlossen, in den ebenfalls gerahmten Brüstungsfeldern weiße und graue Klinker, kräftiges Traufgesims mit Konsolen, Satteldach, an der Giebelseite reicher Holzvorbau (Vorhäuschen und Veranda). Das weitgehend authentisch erhaltene Wohnhaus verweist auf die bauliche Entwicklung Zwenkaus um 1900. Es dokumentiert die damalige Veränderung des Stadtbildes (hier Ortskern) durch das Vordringen städtischer Bauformen. Es zeigt mit welchem Anspruch und in welcher Qualität typische Bauaufgaben der Zeit durch das ortsansässige Baugewerbe umgesetzt wurden. Hieraus leitet sich der ortsentwicklungsgeschichtliche Aussagewert des Objektes ab. (LfD/2011) Porphyrsockel, zwei Geschosse, fünf Achsen, Traufkonsolen, sehr schöner Windfang und Wintergarten, feines Schnitzwerk, original: Haustür und Klinke, drei Jalousieblenden, Fenster. Satteldach, Gliederungselementen aus Sandstein mit schönem Windfang und Wintergarten | 09257235 |
| Weitere Bilder                          | Kirche (mit Ausstattung) | Mühlberg (Karte)                                | bez. 1724, im Kern älter                  | stattlicher Barockbau auf den Grundmauern eines spätgotischen Vorgängers, ortsgeschichtliche, kirchengeschichtliche, baugeschichtliche, künstlerische und städtebauliche Bedeutung. Denkmaltext: Die Stadtkirche St. Laurentius wurde nach dem Stadtbrand von 1712 unter Einbeziehung von Teilen des spätgotischen Vorgängerbaues (Westturm und Reste der Umfassungsmauern, Wappenstein mit Datierung 1486) neu errichtet, 1727 fertiggestellt, Ausführung durch den Leipziger Ratszimmermeister Johann Christian Schmidt. 1892 Erneuerung durch Theodor Quentin. Saalkirche mit Westturm und eingezogenem polygonalem Chor, Putzbau. Der Westturm unten rechteckig, im oberen Teil oktogonal, geschwungene Haube mit Laterne, Wetterfahne bezeichnet 1724. Schiff durch stichbogige Fenster belichtet. Unter Theodor Quentin die seitlichen Anbauten bis zur Traufe erhöht, dadurch querhausartige Wirkung. Inneres flach gedeckt, dreiseitig von Emporen umgeben, an den Längsseiten eingeschossig, im Westen zweigeschossig. Trennung zwischen Schiff und Chor durch Triumphbogen, am Triumphbogen an der Südseite barocke Kanzel. Im Altarraum beidseitige verglaste Patronatslogen, bekrönt durch kunstvolles Schnitzwerk, spätgotische Sakramentsnische aus Porphyrtuff mit figurlichen Ritzdarstellungen, Altar mit Kreuzigungsgruppe von Caspar Friedrich Löbelt, 1726, überlebensgroße Sandsteinfiguren, Altarschranken (1763). Taufstein aus der Vorgängerkirche (um 1250) und barocker Taufstein von 1731, Grabplatten 17./18. Jahrhundert. Die Zwenkauer Stadtkirche St. Laurentius ist ein wichtiges Zeugnis der barocken Kirchenbaukunst im Leipziger Umland und ein Dokument für das Schaffen des Leipziger Ratszimmermeisters Schmidt, der neben dem Mauermeister Gregor Fuchs das Baugeschehen von Leipzig im ersten Viertel des 18. Jh. wesentlich prägte. Hierdurch erlangt die Kirche große baugeschichtliche Bedeutung. Durch die qualitätvolle barocke Ausstattung, gearbeitet durch den für Leipzig seinerzeit ebenso wichtigen Bildhauer C. F. Löbelt eignet ihr ein gleichermaßen künstlerischer Wert. Als Bauwerk, das für das Leben der Stadt einst grundlegende Bedeutung hatte, eignet der Kirche auch eine hohe ortsgeschichtliche Aussagekraft, die sich verbindet mit dem Dokumentationswert über die früheren kirchenlichen Verhältnisse. Schließlich gehört der Kirchenbau augenscheinlich zu den Gebäuden, die der Kleinstadt ein unverwechselbares Erscheinungsbild geben, worauf sich sein der städtebaulicher Wert begründet. (LfD/2011) | 09257239 |
|                                         | Wohnhaus, Toranlage, Nebengebäude, Hofpflasterung und Turbine der ehemaligen Mühle sowie Teil des Mühlgrabens | Mühlberg 2 (Karte)                              | 1881                                      | reich dekoriertes Müllerwohnhaus in renaissancistischen Formen, Nebengebäude schlichter Putzbau, Turbine von 1915 im ehemaligen Mahlhaus (dieses kein Denkmal), ortsgeschichtliche, baugeschichtliche, wirtschaftsgeschichtliche und technikgeschichtliche Bedeutung. Denkmaltext: Die Zwenkauer Mühle ist seit dem frühen 16. Jh. belegt, zunächst über Jahrhunderte im Besitz des Leipziger Rates und an Pächter vergeben. Im 19. Jh. wurde die Mühle an Privatbesitzer verkauft. In ihrer heutigen Form ist das Mühlenanwesen vor allem durch die Familie Fischer geprägt worden (seit 1849 Besitzer). Sie bauten die Zwenkauer Mühle zu einem florierenden Unternehmen aus, das seine Erzeugnisse bis ins Vogtland und Erzgebirge lieferte. Der einstige Wohlstand der Mühlenbesitzer dokumentiert sich unter anderem in dem 1881 errichtete Wohnhaus mit Kontor. Es handelt sich um einen zweigeschossigen, traufständigen Bau mit reicher Putzfassade und Walmdach. Die Straßenfront symmetrisch gegliedert, dreiachsiger Mittelrisalit, Erdgeschoss mit Putznutung und Stuckornament in den Verdachungsfeldern (Blattwedel und Kartuschen), Stockwerkgesims mit Rosettenfries, Obergeschoss glatt verputzt mit Eckquaderung, Fensterverdachungen auf Konsolen, Mittelachse hier durch Pilasterstellung besonders hervorgehoben, profiliertes Traufgesims auf Konsolen. Hofeinfahrt mit Sandsteinpfeilern an der Leutpforte und bauzeitlichen schmiedeeisernen Toren. Nebengebäude, um 1870 errichtet, ehemals Stallungen später zu Arbeiterwohnungen umgebaut, massiv in Ziegelmauerwerk, verputzt, Satteldach, Satteldach, stadtseitig ursprünglich repräsentativere Giebelgestaltung. Im ehemaligen Mahlhaus (dieses kein Denkmal) Rest der 1915 eingebauten Wasserturbine der Fa. Briegleb, Hanson & Co. in Gotha. Mühlgraben mit gemauerter Ufereinfassung. Die Zwenkauer Mühle ist seit alters her mit der Entwicklung der Stadt verbunden, sie spielte für die Nahrungsversorgung der Stadt und Umgebung eine elementare Rolle, hieraus leitet sich ihre orts- und wirtschaftsgeschichtliche Bedeutung ab. Mit ihren baulichen Anlagen vermittelt sie zudem ein anschauliches Bild eines Mühlenbetriebs des 19. und frühen 20. Jh., insbesondere zeigt das Wohnhaus den Anspruch und das Repräsentationsbedürfnis eines Mühlenbesitzer jener Zeit, woraus sich auch ein baugeschichtlicher Aussagewert ergibt. Das Mühlenanwesen gehört überdies zu den prägenden baulichen Anlagen im Ortskern von Zwenkau. Die technikgeschichtliche Bedeutung knüpft sich an die erhaltenen Teile der seinerzeit sehr modernen Turbinenanlage von Briegleb, Hanson & Co. (LfD/2011) Zwei Geschosse, Porphyrsockel mit Sandsteineinfassung, Erdgeschoss geglättet (ehemals Putznutung), am Stockwerkgesims reiche Verzierung, Nebengebäude verputzt, Porphyrsockel, rahmt die Straße. | 09259741 |
|                                         | Wohnhaus | Mühlberg 4 (Karte)                              | 1890                                      | Putzbau in späthistoristischer Gestaltung, ortsentwicklungsgeschichtliche Bedeutung. Denkmaltext: Das Gebäude wurde 1890 durch den ortsansässigen Baumeister Franz Illgner errichtet, Auftraggeber war der königliche Straßenwärter Louis Pfauder. Es besteht aus Sockel- und Hauptgeschoss, zwischen den Geschossen kräftiges Gesims. Hauptgeschoss mit historistischen Gliederungs- und Schmuckelementen ausgestattet, auch diese zum Teil sehr plastisch hervortretend. Traufe mit Stuckkonsolen geziert, darunter Schablonenornamente (rekonstruiert). Satteldach mit jüngerer Gaupe. Das Wohnhaus verweist auf die bauliche Entwicklung Zwenkaus im ausgehenden 19. Jh., wobei auch der Standort des Gebäudes im Ortskern zu beachten ist. Zudem ist es ein Zeugnis der Wohn- und Lebensverhältnisse seiner Entstehungszeit im Kleinstadtmilieu. (LfD/2011) Haustür original, Fenster neu | 09257230 |
| Direkt Bild zu diesem Denkmal hochladen | Wohn- und Geschäftshaus in geschlossener Bebauung und Hintergebäude | Pegauer Straße 15 (Karte)                       | 1926/1927                                 | ansprechend gestalteter Bau in den traditionellen Formen der 1920er Jahre, ortsentwicklungsgeschichtliche und baugeschichtliche Bedeutung. Denkmaltext: Das Wohn- und Geschäftshaus entstand 1926/27 nach Plänen des Baumeisters Wilhelm Günther aus Engelsdorf. Bauherr war Walter F. C. Becker. Dreigeschossiger Bau mit anspruchsvoll gestaltete Fassade, verputzt, dreiachsiger Mittelrisalit, der in den Obergeschossen leicht erkerartig nach vorn tritt, Erdgeschoss mit Putznutung und seitlich gelegener Toreinfahrt, Laden (Apotheke) in der Mitte angeordnet, in den Obergeschossen genutete Eckstreifen, das erste Obergeschoss mit bogigen Fenstertüren im Risalit, in den Brüstungsfeldern des zweiten Obergeschosses Putzspiegel, als Bekrönung des Risalits ein Dreieckgiebel, Satteldach mit seitlichen Gaupen. Das Wohn- und Geschäftshaus ist ein Zeugnis der baulichen Entwicklung Zwenkaus in den 1920er Jahren, wobei das Gebäude im Vergleich mit anderen Bauten dieser Zeit die traditionellen Strömungen des damaligen Baugeschehens vertritt. Es zeigt insgesamt eine überzeugende Lösung der Bauaufgabe, wobei die Orientierung an großstädtischen Bauten dieser Art klar erkennbar ist. Außerdem verweist das Wohn- und Geschäftshaus auf das Schaffen des Baumeisters Wilhelm Günther. Es zeigt, dass dieser neben seiner prägenden Bautätigkeit in Engelsdorf auch andernorts Bauaufträge ausführte. Unter diesen Aspekten ist das Gebäude ortsentwicklungs- und baugeschichtlich von Bedeutung (LfD/2011) schlecht saniert, innen original: Treppenhaus, Wohnungstür, eiserne Kellerschranke | 09257255 |
| Direkt Bild zu diesem Denkmal hochladen | Wohnhaus mit rückwärtigem Anbau und Nebengebäude | Pegauer Straße 18 (Karte)                       | um 1830                                   | Putzbau in straßenbildprägender Lage, ortsgeschichtliche und baugeschichtliche Bedeutung. Denkmaltext: Das Wohnhaus und Nebengebäude des hofartigen Anwesens entstanden wahrscheinlich um 1830, später erhielt das Wohnhaus auf der Nordseite einen rückwärtigen Anbau. Um 1900 war das Anwesen in Besitz eines Viehhändlers (1893 Ernst Letzsch, 1907 Georg Letzsch). Bei dem Wohnhaus handelt es sich um einen zweigeschossigen, traufständigen Bau, massiv, verputzt, mit Krüppelwalmdach. Fassade durch schlichte Gesimsbänder gegliedert, kräftiges Traufgesims, seitlich Ladeneinbau von 1907. Rückwärtiger Anbau ebenfalls zweigeschossig, massiv, verputzt, Satteldach. Nebengebäude (kleine Scheune), massiv in Ziegelmauerwerk, teilweise verputzt, Krüppelwalmdach, über dem Tor Dachhäuschen mit Ladeluke. Das Anwesen gehört zu den baulichen Zeugnissen der alten historischen Ortskernbauung von Zwenkau. Es dokumentiert die Bau- und Lebensweise in dem Landstädtchen in vorindustrieller Zeit, als die örtlichen Verhältnisse noch stark von Ackerbürgertum und Handwerk geprägt waren. Hierdurch erlangt das Objekt ortsgeschichtlichen Aussagewert. Als typisches Beispiel eines sächsischen Kleinstadtwohnhauses aus der ersten Hälfte des 19. Jh. hat es auch baugeschichtliche Bedeutung. (LfD/2011) traufständig, zweigeschossig, Krüppelwalmdach | 09257243 |
| Direkt Bild zu diesem Denkmal hochladen | Wohnhaus in ehemals geschlossener Bebauung | Pegauer Straße 23                               | 1880                                      | klassizistisch geprägter Gründerzeitbau, ortsentwicklungsgeschichtliche Bedeutung. Denkmaltext: 1880 durch den Zwenkauer Baumeister Carl Gustav Waldschläger errichtet, Bauherr war Friedrich Herrmann Geißler, der auf dem Grundstück eine Schmiede betrieb. Zweigeschossiger Bau mit Natursteinsockel und Putzfassade, die weitgehend symmetrische Fassadengestaltung noch biedermeierlich-klassizistisch beeinflusst, zweiachsiger, in den Dachbereich aufsteigender Mittelrisalit mit Dreieckgiebel, Satteldach mit stehenden Gaupen, seitlich gelegeneTordurchfahrt. Das Gebäude ist ein Zeugnis der baulichen Entwicklung Zwenkaus im ausgehenden 19. Jh. Damals prägten Handwerk und Gewerbe noch weitgehend das Leben der Kleinstadt. Als charakteristisches Beispiel seiner Art verweist das Bauwerk auf jene historischen Verhältnisse und Bedingungen und erlangt damit ortsentwicklungsgeschichtliche Aussagekraft. (LfD/2011) saniert, Mittelrisalit mit Dreiecksgiebel, mit Tordurchfahrt | 09257256 |
| Weitere Bilder                          | Relief »Löwe« | Pegauer Straße 78 (Karte)                       | bez. 1911                                 | Stuckarbeit, kunstgeschichtliche und ortsgeschichtliche Bedeutung. Denkmaltext: Farbig gefasstes Stuckrelief, bezeichnet: 1911 KL (Karl Ludwig), angebracht an der Straßenfront des ehem. Gasthofgebäudes. Ovale Form, Rahmung aus Girlanden, diese durch Agraffen verbunden, in der Mitte nach rechts schreitender Löwe vor Blattwerk. Zeittypisches Zeugnis des baubezogenen Kunsthandwerks, zudem Erinnerungswert für eine bekannte Gaststätte des ehemalig selbständigen Orts Kotzschbar (1929 eingemeindet), die zeitweise auch als Gemeindeamt diente. (LfD/2011) Jugendstilrelief an Traufseite, bezeichnet: 1911 KL (Karl Ludwig) | 08970724 |
|                                         | Villa mit schmiedeeiserner Einfriedung | Pegauer Straße 122 (Karte)                      | 1904                                      | stattlicher Bau im Landhausstil, Putzfassade mit Zierfachwerk, Jugendstilelemente, ortsentwicklungsgeschichtliche und baugeschichtliche Bedeutung. Denkmaltext: Die Villa wurde 1904 im Auftrag von Robert Schlag, Rittergutsbesitzer in Lippendorf, durch die Leipziger Architekten Max und Woldemar Vogel gebaut. Der zweigeschossige Bau mit asymmetrischer, malerischer Baukörpergestaltung, Putzfassade über Ziegelsockel, weit überstehendes Walmdach, zur Straße stark vorspringender Risalit mit reichem Zierfachwerk im Giebelbereich, Eingang seitlich, über Treppe mit schmiedeeisernem Gitter in Jugendstilformen zu erreichen, gegenüberliegende Seite Veranda, im Inneren bauzeitliche Treppenhausausgestaltung und Stuckdecken. Schmiedeeiserne Einfriedung über Ziegelsockel. Die ehemals im Ortsbereich des Dorfes Imnitz (1929 nach Zwenkau eingemeindet) gelegene Villa ist ein Dokument für die bauliche Erweiterung und Entwicklung des kleinstadtnahen Dorfes in der Zeit um 1900, sie zeigt das Eindringen städtisch geprägte Bauformen zu damaliger Zeit in das vorher bäuerlich geprägte Umfeld. Unter diesen Aspekten verkörpert das Objekt einen ortsentwicklungsgeschichtlichen Aussagewert. Als charakteristischer, gestalterisch überzeugender Vertreter der Villenarchitektur am Beginn des 20. Jh. ist es auch baugeschichtlich von Bedeutung. Weiterhin verweist der Bau auf das Schaffen der bedeutenden Leipziger Architekten Max und Woldemar Vogel, auch hierdurch erlangt er baugeschichtlich Aussagekraft. (LfD/2011) Klinkersockel, zwei Geschosse, Wintergartenvorbau, Fenster überwiegend alt, originale Haustür, schmiedeeisernes Gitter, alter Dachstuhl, Biberschwanzdeckung, großes originales Treppenhausfenster. | 09259670 |
| Weitere Bilder                          | Kirche mit Ausstattung sowie Einfriedungsmauer, barockes Grabmal (Obelisk), Gedenkstein für Pfarrer Schröder und Frau, unbekanntes Grabmal (Baumstamm) und Kriegerdenkmal für die Gefallenen des Ersten Weltkriegs auf dem Kirchhof | Pestalozzistraße (Karte)                        | 1695 (Kirchenschiff)                      | ortsgeschichtliche, baugeschichtliche, kunstgeschichtliche, künstlerische sowie städtebauliche Bedeutung. Denkmaltext: 1695 wurde auf dem einst vor der Stadt gelegenen Friedhof eine turmlose Saalkirche errichtet (Stiftung durch den kurfürstlichen Oberförster Johann Meintz und Frau), 1717 um den Westturm ergänzt (Spende der Witwe Meintz). 1845 kam es zu einem umfassenden Umbau, 1906 und 1965 Restaurierungen, 1996/97 Innensanierung, 2010/11 Erneuerung des Äußeren. Der breite Kirchenschiff mit großen Rundbogenfenstern und schlichten Putzgliederungen, Satteldach, Turm über quadratischen Grundriss, zweigeschossig, als Abschluss geschwungene Haube und Laterne, Inneres flachgedeckt (kassettierte Holzdecke), an drei Seiten eingeschossige Emporen, über dem Altar Kanzel, seitliche davon Betstuben, Orgel von Richard Kreutzbach (1883). Friedhofsmauer, Ziegelmauerwerk über Natursteinsockel, durch Pfosten unterteilt, Zwischenfelder mit Zahnschnittfries. barockes Sandsteingrabmal (um 1720) in Form eines dreieckigen Obelisken, Kartuschen und Eckfiguren (christliche Tugenden ?), Totenschädel an der Basis (stark verwittert, Inschriften nicht lesbar). Gedenkstein für Pfarrer Schröder und Frau (1825), rechteckiges Postament mit Eck-Akroterien und verwitterten Schrifttafeln, ursprünglich von Vase gekrönt,unbekanntes Grabmal, in Form eines Baumstammes, Rochlitzer Porphyrtuff, um 1900. Kriegerdenkmal für den Ersten Weltkrieg an der Kirchennordwand, zwei Tafeln mit den Namen von Gefallenen und auf Sockel Bronzeplastik eines sterbenden Soldaten (datiert und signiert Felix Pfeifer 1931). Die ortsgeschichtliche Bedeutung der Johanniskirche leitet sich aus ihrer Funktion als Friedhofskirche ab. Zudem kann der Bau als Zeugnis der Kirchengeschichte und Kirchenbaukunst verschiedener Jahrhunderte im Leipziger Umland gelten. Mit ihrem schönen Barockturm ist sie wichtiger Bestandteil des Ortsbildes, wodurch sie auch einen identitätsstiftenden städtebaulichen Wert verkörpert. Die Friedhofsmauer und die als Kulturdenkmale erfassten Grabmäler bzw. Gedenksteine sind Zeugnisse der Friedhofsgestaltung und Friedhofskultur in der Vergangenheit. Das Kriegerdenkmal hat einen geschichtlichen Aussagewert, indem es auf das bedeutende historische Ereignis Erster Weltkrieg unter Bezug die persönlichen Schicksale von Ortsbewohnern verweist und die damit verbundene Erinnerungskultur dokumentiert. Als Werk des namhaften Leipziger Bildhauers Felix Pfeifer (1871–1945) erlangt es überdies künstlerische Bedeutung. (LfD/2011) Sandsteingrabmal in Form eines dreieckigen Obelisken, mit Kartuschen und Figuren an den Ecken, Totenschädel an der Basis (stark verwittert, Inschriften nicht lesbar), Gedenkstein für Pfr. Schröder und Frau, rechteckiges Postament mit Eck-Akroterien und verwitterten Schrifttafeln, ursprünglich von Vase gekrönt, Kriegerdenkmal für den Ersten Weltkrieg. Zwei Tafeln mit den Namen von Gefallenen und auf Sockel Bronzeplastik eines sterbenden Soldaten (datiert und signiert Felix Pfeifer 1931), an der Nordwand der Johanniskirche. | 09257250 |
| Direkt Bild zu diesem Denkmal hochladen | Wohnhaus, ehemals Hospital und Armenhaus | Pestalozzistraße 4 (Karte)                      | 1847                                      | zweigeschossiger Bau mit Krüppelwalmdach in unmittelbarer Nähe zum Johanniskirchhof, ortsgeschichtliche, sozialgeschichtliche und baugeschichtliche Bedeutung. Denkmaltext: Bei dem ehemaligen Hospital und Armenhaus handelt es sich um einen zweigeschossigen, traufständigen Bau, der 1847 durch den ortsansässigen Bauunternehmer Julius Voigt errichtet wurde. Er besteht aus Ziegelmauerwerk über Natursteinsockel, schlichte verputzte Fassaden, Stockwerkgesims, Krüppelwalmdach. Hinzuweisen ist auf den gewiss bewusst gewählten Standort des Gebäudes in unmittelbarer Nachbarschaft zum Friedhof. Der authentisch erhaltene Sozialbau verkörpert einen wichtigen Teil der Ortsgeschichte und einen sozialgeschichtlichen Aussagewert im Allgemeinen. Unter letzterem Aspekt hat er auch bautypologische Bedeutung. (LfD/2011) Traufständig, zwei Geschosse, Putzfassade, Natursteinsockel, Stockwerkgesimsgliederung, fünf Achsen, alter Dachstuhl, Krüppelwalmdach mit Biberschwanzdeckung, in Ziegelbauweise ausgeführt. | 09259132 |
| Direkt Bild zu diesem Denkmal hochladen | Krankenhaus | Pestalozzistraße 9 (Karte)                      | 1928/1929 (Erweiterungsbau)               | architektonisch anspruchsvoller Gebäudekomplex, gestaltet im Stil des Neuen Bauens der 1920er Jahre, ortsgeschichtliche, baugeschichtliche und künstlerische Bedeutung. Denkmaltext: 1928/29 führten die Architekten Thilo Schoder (Gera) und Hugo Koch (Nerchau) am ehemaligen Bezirkskrankenhaus Zwenkau einen umfangreichen Erweiterungsbau aus. Zuerst wurde das einzeln stehende, zweigeschossige Infektionshaus errichtet, danach entstanden auf der Nordseite des um 1900 errichteten Altbaus (mittlerweile abgebrochen) ausgedehnte, dreigeschossige Gebäudetrakte, die sich entlang der Straße als auch in die Grundstückstiefe erstrecken. Horizontal betonte Fassadengestaltung in Putz und Klinker, Flachdächer, teilweise raffinierte Ecklösungen durch über Eck geführte, mit Betonwinkeln untergliederte Treppenhausverglasungen, zentraler Eingang mit Freitreppe an der Pestalozzistraße. Das Krankenhaus Zwenkau ist ein baugeschichtlich und baukünstlerisch herausragendes Dokument der Bauentwicklung der 1920er Jahre im Leipziger Raum. Zudem verweist es auf das Schaffen der namhaften Architekten Schoder und Koch, wobei insbesondere die baugeschichtliche Bedeutung Schoders weit über den regionalen Rahmen hinausreicht. Als wichtiger Sozialbau verkörpert das Krankenhaus zudem einen Aussagewert zur Geschichte und Entwicklung des Ortes im 20. Jh. (LfD/2011) Hauptgebäude (Putz-Klinker-Fassade) und weitere Nebengebäude im Stil der späten 1920er Jahre, Baupläne und Ausführung Hugo Koch, Thilo Schoder. Älterer Teil (vermutlich altes Krankenhaus, gelber Klinker), teilweise mit aufwendiger Klinkergliederung, (verschiedene Gebäudeteile aus verschiedenen Bauphasen, s. Plan). | 09259372 |
| Weitere Bilder                          | Ehemaliger Lehnshof und Rittergut mit Herrenhaus, Stallgebäude und Scheune (ehemals Heuersdorf, Dorfstraße 65) | Pfarrgasse 8 (Karte)                            | 1547 Dendro (Sattelhof)                   | stattliches zweigeschossiges Wohnhaus in reichem Fachwerk, Stallgebäude und Scheune ebenfalls Fachwerk, regionalgeschichtliche und baugeschichtliche Bedeutung. Denkmaltext: Der Sattelhof ist ein Vierseithof, bestehend aus dem sog. Herrenhaus, einem Seitengebäude über winkligem Grundriss und einer Scheune. Als Sattelhöfe bezeichnete man in der Vergangenheit Güter, die eine übergeordnete Stellung einnahmen und von Frondiensten und anderen Abgaben weitgehend befreit waren. Andererseits hatten sie dem Gutsherrn Pferde zu stellen oder im Kriegsfall einen Berittenen zu entsenden. Den Sattelhöfen oblag die Gerichtsbarkeit über die ihnen zugeordneten Höfe. Der Zwenkauer Sattelhof wurde erstmals 1431 als „Sedilhoff“ urkundlich erwähnt, damals war er ein Merseburger Lehnsgut. Ab 1595 war der Zwenkauer Rat Lehnsnehmer (formell bis um 1850). Bei dem Herrenhaus handelt es sich um einen zweigeschossigen Fachwerkbau mit Satteldach. Die Fachwerkkonstruktion ist besonders reich (Andreaskreuze) und seit der letzten Instandsetzung wieder in Gänze sichtbar, verschiedene Partien erneuert. Eichener Türstock dendrochronologisch von 1336 (vermutlich wiederverwendet), geschnitzte Haustür, über der Haustür Befund einer Wandmalerei (Figur der Justizia) zugedeckt. Seitengebäude, um 1800, ebenfalls in Fachwerk, verputzt, Krüppelwalmdach mit Gaupen. Scheune (aus Heuersdorf nach Zwenkau umgesetzt), um 1800 errichtet, Fachwerkbau, Satteldach. Das sog. Herrenhaus des Sattelhofes ist das älteste Gebäude von Zwenkau, hierdurch von hohem ortsgeschichtlichem Dokumentationswert. Aufgrund seines Alters und seiner Bauform überdies eines der baugeschichtlich bedeutendsten Profangebäude im Landkreis Leipzig. In seiner Eigenschaft als ehemaliger Sattelhof ist die Hofanlage ein herausragendes Zeugnis zu den regionalen Besitz- und Rechtsverhältnissen im Mittelalter und der frühen Neuzeit, durch seinen Namen verweist der Hof auf seine Ursprünge in der Zeit der Kolonisierung. In diesem Sinne stellt der Sattelhof für die Region einen überdurchschnittlich bedeutsamen Denkmalwert dar. (LfD/2011) ehem. sächsische Posthalterei | 09257233 |
| Direkt Bild zu diesem Denkmal hochladen | Ehemaliges Pfarrhaus | Pfarrgasse 9 (Karte)                            | 1560 Standort des Vorgängerbaus, strittig | zweigeschossiger Bau mit Holzverkleidung im Obergeschoss, ortsgeschichtliche, baugeschichtliche und kirchengeschichtliche Bedeutung. Denkmaltext: Nach Sachsens Kirchen-Galerie (6. Bd.) wurde bei dem großen Stadtbrand 1712 auch die Pfarrwohnung in Mitleidenschaft gezogen. Unmittelbar danach Behebung von Brandschäden nachrichtlich genannt (1712/13). Anfangs befand sich das Pfarrhaus neben der Kirche, Zeitpunkt der Verlegung des Pfarrgrundstücks an diesen Standort nicht genau bekannt, 1634 Erwähnung der Pfarrgasse, diese erst durch das neu angelegt Pfarranwesen entstanden. Im Kern könnte das heutige Gebäude demnach auf das 17. Jh. zurückgehen, seiner äußeren Form nach handelt es sich allerdings wohl im Wesentlichen um einen Bau der Zeit um 1800. Der zweigeschossige besteht aus Mauerwerk im Erdgeschoss, verputzt über Steinsockel ("Weißenfelser Stein"), und Fachwerk im Obergeschoss (1926 Verbretterung des Obergeschosses), Krüppelwalmdach. Hofseitig Vorhäuschen in Holz, um 1900. Rückseitig zweigeschossiger Anbau. Im Inneren altes Kellergewölbe. Das Pfarrhaus ist ein Zeugnis der Lebensverhältnisse eines Kleinstadtpfarrers in der Vergangenheit, damit ist es sowohl für die Ortsgeschichte als auch für die regionale Kirchengeschichte von Bedeutung. Zudem verkörpert das Gebäude einen Aussagewert zur örtlichen Baugeschichte, es gehört zu den ältesten, authentisch erhaltenen Bauwerken von Zwenkau. Als Pfarrhaus der Zeit um 1800 hat es auch bautypologischen Dokumentationswert. (LfD/2011) schöner Windfang mit farbigem Ätzglas | 09257228 |
| Direkt Bild zu diesem Denkmal hochladen | Ehemaliges Diakonat, heute Pfarrhaus | Pfarrgasse 14 (Karte)                           | 1834                                      | Putzbau, Bestandteil der historischen Bebauung im Ortskern, ortsgeschichtliche und kirchengeschichtliche Bedeutung. Denkmaltext: Der zweigeschossige, traufständige Massivbau mit Krüppelwalmdach wurde 1834 errichtet. Er befindet sich unweit des Marktes und in Nachbarschaft zum ehem. Pfarrhaus. Das äußere Erscheinungsbild ist heute durch einen wohl aus DDR-Zeiten stammenden Rauputz geprägt, ansonsten ist das Haus weitgehend in seiner ursprünglichen und zeittypischen Form erhalten, wobei insbesondere auf die schöne originale Haustür zu verweisen ist. Das ehemalige Diakonat ist Zeugnis der Bebauung des Landstädtchens in vorindustrieller Zeit, daraus leitet sich sein ortsgeschichtlicher Aussagewert ab. Durch seine ehemalige Funktion lassen sich zudem Bezüge zu den kirchlichen Verhältnissen in der Vergangenheit herstellen. (LfD/2011) zwei Geschosse, traufständig, fünf Achsen, alte Fenster, alter Dachstuhl, Biberschwanzdeckung, Holztraufe, schöne Haustür mit Klinke und Oberlichtfenster mit neogotischen Schmuckformen. | 08970770 |
| Direkt Bild zu diesem Denkmal hochladen | Wohnhaus in halboffener Bebauung | Ritterstraße 21 (Karte)                         | 1837                                      | Teil der Ortskernbebauung, ehemalige Mädchenschule (danach Druckerei), von ortsgeschichtlicher und sozialgeschichtliche Bedeutung. Denkmaltext: Das 1837 errichtete Gebäude ist Teil der historischen Ortskernbebauung von Zwenkau, es befindet sich in unmittelbarer Nachbarschaft zur Laurentiuskirche, ursprünglich Mädchenschule (bis 1885), seit 1887 Sitz der „Zwenkauer Zeitung“ und der dazugehörigen Buchdruckerei (Ende Zweiter Weltkrieg Verlagstätigkeit eingestellt). Der zweigeschossige Bau hat verputzte Fassaden und ein Krüppelwalmdach, sparsame Fassadengliederung neu, Erker von 1926. Ortsgeschichtliche Bedeutung hat das Gebäude als Dokument der historischen Bebauung Zwenkaus im alten Ortskern und seiner einstigen Funktionen als Mädchenschule sowie Sitz einer für den Ort und die Region wichtigen Zeitung. Als ehemaliges Schulgebäude verkörpert es auch einen sozialgeschichtlichen Aussagewert. (LfD/2011) Zwei Geschosse, Klinkersockel, Erker mit Helm, Fenster und Dach neu, saniert, direkt gegenüber der Kirche, innen alles neu. War bis 1885 Mädchenschule. | 08970745 |
| Direkt Bild zu diesem Denkmal hochladen | Wohnhaus in halboffener Bebauung | Ritterstraße 23 (Karte)                         | um 1800                                   | Putzfassade, Krüppelwalmdach, Bestandteil der historischen Ortskernbebauung in unmittelbarer Nähe zur Kirche, ortsgeschichtliche Bedeutung. Denkmaltext: Bei dem vermutlich um 1800 errichteten Gebäude handelt es sich wahrscheinlich um das Wohnhaus eines einstigen Ackerbürgerhofes (möglicherweise auch Teil des Kammergutes). Der zweigeschossige Bau besteht aus verputztem Ziegelmauerwerk (im Kern vielleicht Reste von Fachwerk), Krüppelwalmdach mit auffällig hoher Traufzone, Traufkasten in Holz, rückwärtig jüngerer Anbau mit Pultdach. Das Gebäude gehört zu den wenigen authentisch erhaltenen Zeugnissen der alten historischen Bebauung Zwenkaus im Ortskern, hierdurch erlangt es ortsgeschichtliche Bedeutung. Außerdem erfüllt es auch eine maßstabsgebende Funktion in Verbindung mit der unmittelbar benachbarten Kirche und anderen städtebaulich wichtigen Bauten (ehem. Rathaus und ehem. Amtsgericht) im nahen Umfeld. (LfD/2011) Zwei Geschosse, Klinkersockel, Fenster alt, Haustür alt, sehr hohes Dach mit alter Biberschwanzdeckung, Holztraufe, (wichtige Lage gegenüber der Kirche) | 09259677 |
| Weitere Bilder                          | Wasserturm | Wasserturmstraße (Karte)                        | 1904                                      | Klinkerbau in späthistoristischen Formen, technikgeschichtliche und städtebauliche Bedeutung. 1904 von Architekt Clemens Thieme im Auftrag des Unternehmens für Wasserversorgung und Kanalisation August Löffler GmbH Freiberg errichtet. Gelber Klinkerbau über kreisförmigem Grundriss, nach oben leicht verjüngend, Höhe 47 m, Gestaltung im Sinne des Späthistorismus in gotisierenden Formen, Sockel, Schaft und Behälter durch verschiedene Gesimse gegliedert, am Behälterteil erkerartige Vorlagen mit Staffelgiebelchen, Spitzkegeldach, der Behälter aus genietetem Stahl, Fassungsvermögen 300 m³. Der Wasserturm ist ein Zeugnis der Wasserversorgung in industrieller Zeit, unter diesem Aspekt ist er ein Denkmal der Technikgeschichte. In seiner zeittypischen, historistisch geprägten Gestaltung verkörpert er weiterhin einen bautypologischen Aussagewert. Städtebauliche Bedeutung hat er als weithin sichtbares Wahrzeichen von Zwenkau. (LfD/2011) kreisförmiger Grundriss, nach oben leicht verjüngend, Spitzkegeldach, derzeit noch als Wasserturm in Betrieb. | 09259175 |
| Direkt Bild zu diesem Denkmal hochladen | Mietshaus in geschlossener Bebauung | Weberstraße 9 (Karte)                           | 1912/1913                                 | Klinkerfassade, ansprechend gestalteter Mietshausbau mit bauzeitlicher Ausstattung im Innern, ortsentwicklungsgeschichtliche und baugeschichtliche Bedeutung. Denkmaltext: Das 1912/13 errichtete Mietshaus ist Teil des Stadterweiterungsgebiets, das sich im ausgehenden 19. und frühen 20. Jh., infolge des Eisenbahnanschlusses (1874) und einer gewissenen Industrialisierung, östlich des alten Stadtkerns entwickelte. Die Fassade des dreigeschossigen Baus ist mit gelben Klinkern verkleidet, horizontale Gliederung durch Bänder aus grünen Klinkern, Fensterrahmungen in Kunststein, Betonung der Mitte durch angedeuteten Erker in den Obergeschossen, dieser mit Edelputz, Satteldach teilweise mit Zwerchhaus ausgebaut, seitlich angeordnete Tordurchfahrt (Zugleich Zugang zur Nummer 11), im Inneren Eingangs- und Treppenhausgestaltung der Erbauungszeit, u. a. gemusterte Fußbodenfliesen, Wohnungstüren mit Gitter, Farbglasfenster. Das Objekt verweist auf die Erweiterung und bauliche Entwicklung Zwenkaus in der Zeit um 1900, hieraus ergibt sich sein ortsentwicklungsgeschichtlicher Aussagewert, als zeittypischer Mietshausbau im kleinstädtischen Rahmen hat es auch baugeschichtliche Bedeutung, wichtig hierbei die Orientierung am großstädtischen Baugeschehen. (LfD/2011) drei Geschosse, Tordurchfahrt, Klinker, schlichte Putzgliederung, verputzter Erker, glasierte Kacheln, Original: Fußbodenfliesen mit Muster, Hofür mit Strukturglas, Kellertür, Treppenhaus, Wohnungstür mit Gitter, Flurlampen, Tordurchfahrt mit Bemalung | 09259112 |
| Direkt Bild zu diesem Denkmal hochladen | Mietshaus in Ecklage Arthur-Mahler-Straße | Weberstraße 11 (Karte)                          | 1892/1893                                 | Klinkerfassade, straßenbildprägendes Mietshaus in den Formen des Späthistorismus, ortsentwicklungsgeschichtliche und baugeschichtliche Bedeutung. Denkmaltext: Das 1892/93 von Bernhardt und Gustav Emil Oehlert im Auftrag des Kaufmanns Hermann Straube errichtete Mietshaus ist Teil des Stadterweiterungsgebietes, das sich infolge des Eisenbahnanschlusses und einer gewissen Industrialisierung im ausgehenden 19. Jh. östlich des historischen Stadtkerns entwickelte (Anlage der Weberstraße 1891). Der dreigeschossige Eckbau, der seine Hauptfront zur Arthur-Mahler-Straße richtet, ist im Erdgeschoss verputzt (originale Putzquaderung) und in den Obergeschossen mit gelbem Klinkern verkleidet. Die Obergeschosse durch rote Klinkerbänder horizontal gegliedert. Fensterrahmungen mit verschiedenen Verdachungen aus Kunststein und Stuck. Satteldach mit Gaupen und Zwerchhaus, die teilweise von einem Umbau 1912/13 stammen. Auf der Nordseite des Erdgeschosses ehem. Gaststätte „Zur Post“, an der Gebäudeecke bauzeitlicher Laden. Der Zugang zum hofseitig angeordneten Treppenhaus führt über die Tordurchfahrt von Weberstraße 9. Das Objekt ist ein Dokument für die Erweiterung und bauliche Entwicklung Zwenkaus um 1900, hieraus ergibt sich sein ortsentwicklungsgeschichtlicher Aussagewert, zudem ist es ein Zeugnis für den Mietshausbau dieser Zeit, daraus leitet sich der baugeschichtliche Aussagewert ab. Wobei hier die betreffende Bauentwicklung durch das Nebeneinander eines älteren (Nummer 11) und etwas jüngeren Baues (Nummer 9) derselben Art besonders anschaulich ist. (LfD/2011) Klinkersockel, genutetes Erdgeschoss, Obergeschoss mit gelbem Klinker und roter Bänderung, Fensterbekrönungen, schönes Zwerchhaus an Ecke, drei Geschosse, 9/1/5 Achsen. Original: Hoftür mit Klinke, Kellertür, Treppenhaus, Wohnungstüren mit Gitter, einfache Treppenhausfenster | 09259359 |
| Direkt Bild zu diesem Denkmal hochladen | Wohnhaus | Zum Schachthaus 10 (Karte)                      | 1891                                      | ehemals Kontorgebäude, ortsgeschichtliche und industriegeschichtliche Bedeutung. Denkmaltext: 1891 als Kontorgebäude für das Braunkohlenwerk Zwenkau errichtet, Bauherr war der Grubenbesitzer Hermann Graichen (zuvor Rittergutsbesitzer als Leipzig-Lößnig), Ausführung durch Baumeister und Zivilingenieur P. C. Haeuser. Es handelt sich um einen zweigeschossigen Bau mit Flachdach und oktogonalem Turmaufsatz. Die Fassaden mit Klinkerrahmungen und verputzten Rücklagen, als klinkerbautypische Schmuckelemente Konsölchenfriese. Der Turmaufsatz vollständig in Klinker ausgeführt. Das Gebäude ist ein Dokument der Industriegeschichte am Ort und in der Region, es verweist auf die Braunkohlenindustrie, die für die jüngere Entwicklung des Südraums Leipzig eine enorm wichtige Rolle spielte. Das Zwenkauer Braunkohlewerk, dessen Betrieb bereits 1906 eingestellt wurde, ist ein Beispiel für den frühen industriellen Braunkohleabbau, der noch unter Tage erfolgte. (LfD/2011) Putz-Klinker-Fassade, erhaltener Teil des ehemaligen Braunkohlewerkes Zwenkau. | 09258815 |

## Großdalzig
| Bild                                    | Bezeichnung                                                                      | Lage                   | Datierung                         | Beschreibung | ID       |
| --------------------------------------- | -------------------------------------------------------------------------------- | ---------------------- | --------------------------------- | --- | -------- |
| Direkt Bild zu diesem Denkmal hochladen | Wohnhaus (Umgebinde), Seitengebäude, Scheune und Toreinfahrt eines Dreiseithofes | Hauptstraße 1 (Karte)  | 18. Jh.                           | Fachwerkbauten, Wohnhaus mit Umgebinde, baugeschichtliche, orts- und regionalgeschichtliche Bedeutung, wichtig für das Ortsbild. Denkmaltext: Es handelt sich bei dieser Anlage um einen Dreiseithof mit Toreinfahrt, der sich am Dorfplatz, in Nachbarschaft zur Kirche, befindet. Er liegt damit wohl im Ursprungsgebiet des später zu einem Straßendorf erweiterten Ortes. Das zweistöckige Wohnhaus auf der Ostseite weist offensichtlich mehrere Bauphasen auf. Hinterer Bereich mit Umgebinde im Erdgeschoss und Fachwerk im Obergeschoss älterer Teil. Den verblatteten Streben nach dieser spätestens ins 18. Jh. zu datieren, Erdgeschossstube mit Bohlendecke, am mächtigen Mittelbalken Schiffchenkehlen. Vorderer Gebäudeteil (Erdgeschoss und Giebel massiv in Ziegelmauerwerk, Obergeschoss in Fachwerk) wohl um 1850 errichtet, Haustür in Formen dieser Zeit. Scheune: erste Hälfte 19. Jh., feldseitig, Fachwerkbau (Lehmstakenwerk) mit hohem Satteldach, Giebel massiv in Ziegel. Eindrucksvoll auch das den Hof straßenseitig abschließende Seitengebäude mit Auszüglerwohnung, erste Hälfte 19. Jh., im späten 19. Jh. verändert: vorderer Gebäudeteil Erdgeschoss in Ziegel über Sandsteinsockel, Obergeschoss Fachwerk, hinterer vollständig massiv ausgeführter Gebäudeteil jünger, Stall mit preußischen Kappen auf Eisenstützen. Hofeinfahrt in regionaltypischer Form mit verzierten und profilierten Sandsteinpfeilern, Mitte 19. Jh. Der Hof Hauptstraße 1 eines der besten Zeugnisse bäuerlicher Bauweise in Großdalzig ist, damit verkörpert er einen ortsgeschichtlichen und baugeschichtlichen Aussagewert. Das Wohnhaus hat wegen seines hohen Alters seiner Ausprägung eine große Bedeutung für die Kulturlandschaft, es verweist darauf, dass Umgebindebauten einst auch im Leipziger Umland verbreitet waren. Durch seine zentrale Lage an der Hauptstraße, nahe bei der Kirche, hat das Gehöft zudem eine prägende Wirkung für das Ortsbild. (LfD/2011) Dreiseithof. Bauernhaus Fachwerk, Satteldach. Scheune Fachwerk, Satteldach. Wohnstallhaus Fachwerk, Krüppelwalmdach. Toranlage aufwendig mit Sandsteinpfeilern, diese mit aufgelegten Streifen, die Kämpfer profiliert, mit Prellsteinen. | 09255872 |
| Direkt Bild zu diesem Denkmal hochladen | Häuslerhaus                                                                      | Hauptstraße 4 (Karte)  | um 1850                           | Ziegelbau, verputzt, Giebel und Zwerchhausgiebel in Fachwerk, baugeschichtliche und sozialgeschichtliche Bedeutung. Denkmaltext: Häuslerhaus, errichtet um 1850, eingeschossiger, giebelständiger Bau in Ziegelmauerwerk, oberer Giebelteil in Fachwerk, insgesamt verputzt, über dem Hauseingang an der Hofseite Zwerchhaus, ebenfalls in Fachwerk, Satteldach, verschiedene Anbauten. Als charakteristisches Häusleranwesen verkörpert das Objekt einen baugeschichtlicher Aussagewert hinsichtlich des Haustyps. Zugleich verweist es auf die Lebensverhältnisse von Häuslern, die in der Vergangenheit ein Teil der Dorfbevölkerung waren. Hieraus leitet sich die sozialgeschichtliche Bedeutung ab. (LfD/2011) Häusleranwesen, in Ecklage zu Am Amselweg, voll verputzter, eingeschossiger Bau mit Zwerchhausgiebel und Satteldach. An der Rückseite Schuppenanbauten. | 09255854 |
| Direkt Bild zu diesem Denkmal hochladen | Seitengebäude eines Dreiseithofes                                                | Hauptstraße 10 (Karte) | um 1850                           | Fachwerkbau, ortsgeschichtliche Bedeutung. Denkmaltext: Schlichtes zeittypisches Seitengebäude eines Dreiseithofes, vermutlich Mitte 19. Jh. errichtet. Zweigeschossig, Erdgeschoss und Giebel in Ziegelmauerwerk, verputzt, im Obergeschoss zweiriegliges Fachwerk, Satteldach. Erdgeschoss ursprünglich wohl als Stall genutzt, Obergeschoss Futterboden. Das Seitengebäude gehört zu den wenigen weitgehend authentisch erhaltenen bäuerlichen Gebäuden im Dorf, woraus sich seine ortsgeschichtliche Bedeutung ableitet. Es verweist auf die frühere bäuerliche Lebens- und Wirtschaftsweise im Ort und in der Region. (LFD/2011) Stall mit Speicher, Erdgeschoss Ziegelmauerwerk, Obergeschoss Fachwerk, an der Giebelseite Ziegel, Satteldach. | 09255864 |
| Direkt Bild zu diesem Denkmal hochladen | Zwei Seitengebäude und Toreinfahrt eines Vierseithofes                           | Hauptstraße 13 (Karte) | 1875 bez.                         | Fachwerkbauten mit ortsbildprägender Wirkung, ortsgeschichtliche und baugeschichtliche Bedeutung. Denkmaltext: Die beiden zeit- und landschaftstypischen Wirtschaftsbauten eines Vierseithofes entstanden um die Mitte des 19. Jh. Beide Gebäude zweigeschossig, die massiv ausgeführten Erdgeschosse dienten einst der Stallnutzung, die Obergeschosse mit Fachwerk boten Speicherraum, im vorderen Teil des giebelständigen Baues möglicherweise früher Wohnstuben für Knechte, die Giebel in massivem Ziegelmauerwerk, ursprünglich ziegelsichtig, heute teils verputzt Satteldächer. Am giebelständigen Seitengebäude zeittypische Giebelgruppe rundbogigem Doppelfenster. Toreinfahrt in landschaftstypischer Form mit drei Sandsteinpfosten, bezeichnet 1875, Radabweiser und profilierte Abdeckplatten. Die Gebäude und die Toreinfahrt gehören zu den wenigen in ursprünglicher Form erhaltenen bäuerlichen Bauten des Dorfes. Sie sind Zeugnisse der früheren bäuerlichen Bau- und Wirtschaftsweise im Ort und in der Region. Somit verkörpern sie einen orts- und baugeschichtlichen Aussagewert. Durch ihre augenfällige Lage im Ortsgefüge haben sie auch eine wichtige Wirkung für das Dorfbild. (LfD/2011) Vierseithof. Bauernhaus verputzt, mit Lisenen und getrepptem Giebel, Rechteckfenster und Satteldach (Streichung aus der Denkmalliste 2006). Ein Stall/Speichergebäude in Traufstellung mit Werkstein/Ziegelsockel, im Obergeschoss Fachwerk, Satteldach mit Fledermausgauben. Das zweite in Giebelstellung, im Erdgeschoss Ziegel, im Obergeschoss Fachwerk, mit Satteldach. Die Toreinfahrt bezeichnet 1875. | 09255862 |
| Direkt Bild zu diesem Denkmal hochladen | Gasthaus mit Veranda                                                             | Hauptstraße 30 (Karte) | um 1900                           | Putzbau mit Klinkergliederungen in späthistoristischen Formen, ortsgeschichtliche und baugeschichtliche Bedeutung. Denkmaltext: Der um 1900 errichtete Dorfgasthof „Thüringer Hof“ befindet sich im nördlichen Teil der Ortslage, unweit des 1900 eröffneten Eisenbahnhaltepunkts. Es handelt sich um einen zweigeschossigen Bau mit Klinkersockel und Putzfassaden (ursprünglicher Glattputz mit Gliederungen durch Rauputz der DDR-Zeit ersetzt), Gliederungselemente wie Tür- und Fensterrahmungen, Gesimse und Eckquader in gelben Klinkern hergestellt, Fensterbänke in Kunststein, Krüppelwalmdach. An der Südwestecke bauzeitliche Veranda in Fachwerk mit Ziegelausfachung. Im gesellschaftlichen Leben der Dorfgemeinschaft spielte der Gasthof in der Vergangenheit eine wichtige Rolle, beispielsweise trafen sich hier der Männerchor und der gemischte Chor des Ortes, so dass das weitgehend authentisch erhaltene Gasthofgebäude einen ortsgeschichtlichen Aussagewert verkörpert. Zudem ist es als zeittypischer Vertreter seiner Art auch bautypologisch von Bedeutung. (LfD/2011) Gasthaus in Ecklage, Klinkersockel, die fassade verputzt, Segmentbogenfenster, klinkergesäumt, Kanten mit Klinkerquadern eingefasst, Portal mit Treppenanlage, profilierte Sohlbänke, Krüppelwalmdach. | 09255855 |
| Direkt Bild zu diesem Denkmal hochladen | Villa                                                                            | Hauptstraße 48 (Karte) | um 1905                           | Landhausstil, malerisches Erscheinungsbild, ortsentwicklungsgeschichtliche und baugeschichtliche Bedeutung. Denkmaltext: Die um 1905 errichtete Villa befindet sich in Ortsrandlage, nahe dem Bahnhof. Der eingeschossige Bau zeigt ein zeittypisches, malerisches Erscheinungsbild, erzielt durch Materialvielfalt und einen asymmetrisch durchgliederten Baukörper. Der untere Bereich des Gebäudes mit Klinkerverkleidung, die auch als Rahmung die Fenster umschließt, obere Partien mit Glattputz, hohes Walmdach mit Fledermausgaupen, zur Straße seitlich Dachhaus mit Schieferverkleidung, zur Bahnlinie hin Risalit, ebenfalls mit Dreieckgiebel abgeschlossen, seitlich gelegener Hauseingang mit hölzernem Windfang. Die Villa ist ein Zeugnis der baulichen Entwicklung des einstigen Bauerndorfes im frühen 20. Jh., sie entstand offensichtlich im Zusammenhang oder in unmittelbarer Nachfolge der Eröffnung des Bahnhaltepunkts Großdalzig (1900). Hier wird beispielhaft erkennbar, wie städtische Bauformen damals in das dörfliche Umfeld vordrangen. Unter diesen Gesichtspunkten ist der Bau von ortsentwicklungs- und baugeschichtlicher Bedeutung. (LfD/2011) Villa, Klinkersockel, Putzfassade, an der rechten Seite Risalit, darüber Zwerchhausgiebel, zur Straßenseite ebenfalls Zwerchhausgiebel, Segmentbogenfenster, Walmdach mit Fledermausgaube. Windfang in Holz ausgeführt. | 09255856 |
| Weitere Bilder                          | Kirche (mit Ausstattung)                                                         | Pfarrwinkel (Karte)    | 1775/1776, Turm im Kern romanisch | spätbarocker Bau mit spätromanischem Ursprung, ortsgeschichtliche, baugeschichtliche, kirchengeschichtliche und ortsbildprägende (städtebauliche) Bedeutung. Denkmaltext: Einfache Saalkirche mit eingezogenem, flach geschlossenem Chor, dieser im Kern spätromanisch, über dem Chor oktogonaler Turm mit Schweifhaube, wohl von 1664, Schiff 1775/76 errichtet. Außenbau verputzt, im Chor rundbogige Fenster, Schiff mit Walmdach, durch hohe Segmentbogenfenster geöffnet, einfache Lisenengliederung. Im Innern an drei Seiten zweigeschossige Emporen, zum Chor rundbogige Öffnung davor spätbarocker Kanzelaltar (um 1775), Farbfassung des Kanzelalters von der Renovierung 1876, auf der Nordseite zwei der insgesamt vier 1881 gestifteten Farbglasfenster mit szenischen Darstellungen in der Mitte: Heilige Familie und Christus im Garten Gethsemane, als Rest eines weiteren Fensters auch Kreuzigungsszene erhalten. Die Kirche Großdalzig ist als ältestes und wichtigstes Bauwerk des Dorfes von hohem ortsgeschichtlichem Wert. Außerdem ist sie ein Zeugnis der regionalen Kirchengeschichte und Kirchenbaukunst verschiedener Jahrhunderte. Durch ihre Lage und Wirkung ist sie für das Ortsbild von prägender Bedeutung, woraus sich ein ebenso großer städtebaulicher Wert ableitet. (LfD/2011) Saalkirche mit eingezogenem Chor, Putzbau, Turm oberhalb oktogonal, Welsche Haube | 09257069 |
| Direkt Bild zu diesem Denkmal hochladen | Pfarrhaus, Seitengebäude und Toreinfahrt des Pfarrhofes                          | Pfarrwinkel 16 (Karte) | 17. Jh.                           | Fachwerkbauten, Seitengebäude mit Oberlaube, orts- und regionalgeschichtliche sowie baugeschichtliche und kirchengeschichtliche Bedeutung. Denkmaltext: Pfarrhaus wohl 1825 errichtet (Sachsens Kirchen-Galerie), Erdgeschoss und zugewandter Giebel massiv in Ziegel, verputzt, Fenstergewände in Sandstein, Obergeschoss zweiriegliges Fachwerk, Krüppelwalmdach. Das ebenfalls zweistöckige Seitengebäude vermutlich 18. Jh., vollständiger Fachwerkbau, Lehmstaken, Krüppelwalmdach, Erdgeschoss ehem. als Stall genutzt, Obergeschoss hofseitig verkragend, teilweise als Oberlaube geöffnet. Hofeinfahrt in regionaltypischer Art mit Sandsteinpfeilern, bekrönt durch profilierte Abdeckplatten, mittlerer Pfeiler datiert: 1855. Die beiden Gebäude und die Hofeinfahrt sind einerseits Zeugnisse des ländlichen Bauens im Ort und in der Region in früheren Zeiten, andererseits verweisen sie auf die Lebens- und Wirtschaftsbedingungen eines Dorfpfarrers in der Vergangenheit und dokumentieren damit auch kirchliche Verhältnisse im Allgemeinen. Unter diesen Gesichtspunkten haben die Baulichkeiten des Pfarrhofes bau-, orts- und kirchengeschichtliche Bedeutung. Als authentischer Fachwerkbau des 18. Jh. mit Oberlaube verkörpert das Seitengebäude einen besonders hohen Aussagewert zur ländlichen Bauweise im Leipziger Umland. (LfD/2011) Bauernhaus des 17. Jahrhunderts in Traufstellung mit eingeschossigem Stallanbau im rechten Winkel auf der Hofseite, Fachwerk mit Lehm/Flechtwerkausfachungen, zum Teil durch Ziegel ersetzt, Krüppelwalmdach. Bauernhaus der Mitte des 18. Jahrhunderts im Erdgeschoss Stein, im Obergeschoss Fachwerk, in Giebelstellung, Krüppelwalmdach. | 09255869 |
| Direkt Bild zu diesem Denkmal hochladen | Wohnhaus und Scheune eines Vierseithofes                                         | Pfarrwinkel 20 (Karte) | 18. Jh.                           | Fachwerkbauten, baugeschichtliche, ortsgeschichtliche und regionalgeschichtliche Bedeutung. Denkmaltext: Beide Gebäude um 1800 in zeit- und landschaftstypischer Fachwerkbauweise errichtet. Bauernhaus: zweigeschossig, Natursteinsockel, wohl ursprünglich beide Geschosse vollständig in Fachwerk, Erdgeschoss nachträglich größtenteils massiv in Ziegel unterfahren, Fachwerkrest erhalten, Obergeschoss weitgehend mit originalem Fachwerk (zweirieglig), Krüppelwalmdach. Scheune in weitgehend authentischer Fachwerkkonstruktion, Lehmausfachungen über Flechtwerk, ein Giebel nachträglich massiv (Ziegel) erneuert, Satteldach. Die beiden Gebäude sind Zeugnisse des dörflichen Bauens im Ort und in der Region in früherer Zeit, damit verweisen sie auch auf die einstigen Wirtschafts- und Lebensbedingungen der hiesigen Landbevölkerung. Hieraus ergibt sich ihre bau- sowie orts- und regionalgeschichtliche Bedeutung. (LfD/2011) Bauernhaus, Fachwerk, im Erdgeschoss entstellend verändert, mit Flechtwerk/Lehmausfachungen auf Werksteinsockel, zum Teil Ziegel vorgeblendet, Krüppelwalmdach. Scheune, Fachwerk mit Lehm/Flechtwerkausfachungen, steiles Satteldach. Ehemals Drei- oder Vierseithof, der Stall völlig entstellt. | 09255871 |

## Kleindalzig
| Bild                                    | Bezeichnung                                                                    | Lage                        | Datierung         | Beschreibung | ID       |
| --------------------------------------- | ------------------------------------------------------------------------------ | --------------------------- | ----------------- | --- | -------- |
| Direkt Bild zu diesem Denkmal hochladen | Toreinfahrt                                                                    | Am Mühlgraben 6 (Karte)     | 1882 dat.         | Pfeiler in Naturstein, regionalgeschichtliche Bedeutung. Denkmaltext: Toranlage besteht aus zwei Torpfeilern in Sandstein und eisernen Torflügeln mit Holzverplankung. Die Torpfeiler mit verzierten Spiegeln und Abdeckplatten, unterhalb der Abdeckplatte am westlichen Pfeiler die Initialen R. B. und am östlichen die Datierung 1882. Beispiel der landschaftstypischen bäuerlichen Toreinfahrten, hier in historistischer Gestaltung, deshalb von regionalgeschichtlichem Aussagewert. (LfD/2011) Toreinfahrt aus Werkstein mit Beschlagwerkornament | 09255873 |
| Direkt Bild zu diesem Denkmal hochladen | Wohnstallhaus und Seitengebäude eines ehemaligen Dreiseithofes                 | Am Mühlgraben 8 (Karte)     | um 1800           | zeit- und landschaftstypische Fachwerkbauten, ortsgeschichtliche und baugeschichtliche Bedeutung. Denkmaltext: Die beiden Fachwerkbauten eines ehem. Dreiseithofes entstanden wohl ungefähr zeitgleich um 1800. Wohnstallhaus: zweigeschossig, Erdgeschoss vermutlich in Bruchsteinmauerwerk, Obergeschoss wohl überwiegend Fachwerk, derzeit verputzt, Krüppelwalmdach, Seitengebäude: zweigeschossig, Erdgeschoss massiv, ursprünglich wohl Stallnutzung, durch Umbauten verändert, Obergeschoss zweiriegeliges Fachwerk in dichtem Raster, typische Mittelstiele in den Brüstungsfeldern, Krüppelwalmdach. Die Gebäude dokumentieren die Lebens- und Wirtschaftsbedingungen eines Bauernanwesens um 1800, sie verweisen damit auf die bäuerliche Vergangenheit im Ort. Zugleich sind sie Zeugnisse ihrer Zeit für die regionale ländlichen Bauweise. Unter diesen Gesichtspunkten erlangen sie orts- und baugeschichtliche Bedeutung. (LFD/2011) Wohnstallhaus: zweigeschossig, Erdgeschoss vermutlich in Bruchsteinmauerwerk, Obergeschoss wenigstens teilweise Fachwerk, verputzt, Erdgeschoss entstellend verändert, Krüppelwalmdach, Seitengebäude: zweigeschossig, Erdgeschoss massiv, stark verändert, Obergeschoss Fachwerk, ursprünglich wohl als Futterboden genutzt, Krüppelwalmdach | 09255875 |
| Direkt Bild zu diesem Denkmal hochladen | Wohnhaus und Seitengebäude Wohnstallhaus eines Vierseithofes                   | Schlippe 4 (Karte)          | 1. Hälfte 19. Jh. | weitgehend in ursprünglicher Form erhaltene Fachwerkbauten, ortsgeschichtliche und baugeschichtliche Bedeutung. Denkmaltext: Bei dem Wohnhaus und dem Seitengebäude eines Vierseithofes handelt es sich um zwei landschaftstypischen Fachwerkbauten aus der ersten Hälfte des 19. Jh. Wohnhaus: Erdgeschoss wohl massives Mauerwerk, verputzt, Obergeschoss zweiriegliges Fachwerk, Satteldach. Seitengebäude: Erdgeschoss Ziegelmauerwerk über Natursteinsockel, Obergeschoss ebenfalls zweiriegliges Fachwerk (hofseitig wohl verputzt), Satteldach. Denkmalwert haben die beiden Fachwerkbauten als Zeugnisse der historischen Bebauung von Kleindalzig. Sie dokumentieren die bäuerliche Bau- und Wirtschaftsweise in der Vergangenheit im Ort, daraus leitet sich ihre orts- und baugeschichtlicher Bedeutung ab. (LfD/2011) Bauernhaus, im Erdgeschoss vermutlich massives Mauerwerk, im Obergeschoss Fachwerk, Satteldach. Wohnstallhaus, im Erdgeschoss heute Ziegelmauerwerk, im Obergeschoss Fachwerk. | 09255878 |
| Direkt Bild zu diesem Denkmal hochladen | Wohnstallhaus, zwei Seitengebäude, Scheune und Toreinfahrt eines Vierseithofes | Wiederauer Straße 4 (Karte) | um 1840           | intakte Hofanlage mit Fachwerk- und Massivbauten unterschiedlicher Zeiten, ortsgeschichtliche und baugeschichtliche Bedeutung, wichtig für das Ortsbild. Denkmaltext: Authentisch erhaltener Bauernhof mit Wohn- und Wirtschaftsgebäuden aus dem 19. Jh. Wohnstallhaus, um 1840 errichtet, zweigeschossig, Erdgeschoss massiv über Natursteinsockel, Obergeschoss Fachwerk, am Giebel massiv ersetzt, Krüppelwalmdach mit Fledermausgaupen. Scheune, um 1800, Fachwerkbau, zwei Tore, Satteldach. Östliches Seitengebäude (Stall), um 1880, eingeschossig, massiv, verputzt, Satteldach. Westliches Seitengebäude, ebenfalls um 1880, zweigeschossig, massiv, Erdgeschoss in Klinkern, Obergeschoss verputzt, Satteldach. Toreinfahrt (erneuert) in regionaltypischer Ausprägung mit Sandsteinpfeilern, profilierte Abdeckplatten, Leutepforte mit Segmentbogen überfangen, im Schlussstein bezeichnet und datiert: M. W. 1864. Die Hofanlage dokumentiert anschaulich die Lebens- und Wirtschaftsbedingungen eines Bauernhofes der Region im 19. Jh. Zugleich bezeugen sie die sich daraus ergebende bauliche Entwicklung der Hofgebäude. Unter diesen Gesichtspunkten verkörpert der Vierseithof einen orts- und baugeschichtlichen Aussagewert. Durch seine Lage und geschlossene Erscheinung ist er auch ein prägender Bestandteil des Ortsbildes. (LfD/2011) Vierseithof. Bauernhaus, Erdgeschoss verputzt, im Obergeschoss Fachwerk, Krüppelwalmdach. Scheune, Fachwerk mit zwei großen Toren, Satteldach, um 1800 erbaut, sowie zwei Ställe | 09255877 |

## Löbschütz
| Bild                                    | Bezeichnung                                                                             | Lage                     | Datierung                                | Beschreibung | ID       |
| --------------------------------------- | --------------------------------------------------------------------------------------- | ------------------------ | ---------------------------------------- | --- | -------- |
| Direkt Bild zu diesem Denkmal hochladen | Wohnhaus (Umgebinde) eines Bauernhofes                                                  | Am Wiesenhang 4 (Karte)  | 1750, datiert nach Inschrift? (Wohnhaus) | gut erhaltenes Umgebindehaus aus der Zeit um 1700, ortsgeschichtliche und baugeschichtliche Bedeutung. Denkmaltext: Wohnhaus eines ehemaligen kleinen, ursprünglich im Ortsteil Malschitz gelegenen Dreiseithofes, erbaut 1750 (datiert nach nicht mehr vorhandener Inschrift). Zweigeschossiges Gebäude mit Umgebinde im Erdgeschoss, abgewandter Teil des Erdgeschosses massiv, Obergeschoss zweiriegliges Fachwerk, auf der Rückseite mit Andreaskreuzen, Satteldach, zugewandter Giebel massiv erneuert (vermutlich 1909). Das Wohnhaus dokumentiert die bäuerlichen Bau- und Lebensweise am Ort und in der Region in der Vergangenheit. Als Umgebindehaus zeigt es, dass diese Konstruktionsweise früher auch im Leipziger Raum, insbesondere in der Pegauer und Groitzscher Gegend, verbreitet war und wenigstens bis ins späte 18. Jh. ausgeführt wurde. (LfD/2011) Zweigeschossig, Erdgeschoss massiv, alter Dachstuhl, alte Fenster, giebelständig, sehr schönes Fachwerk an Traufseite, Satteldach, Rückseite Andreaskreuze, wohl ehemals Holzstube. | 08970734 |
| Direkt Bild zu diesem Denkmal hochladen | Wohnhaus und Scheune eines Dreiseithofes                                                | Am Wiesenhang 7 (Karte)  | um 1800                                  | gut erhaltene Fachwerkbauten mit vielen originalen Details, heimatgeschichtliche und baugeschichtliche Bedeutung. Denkmaltext: Landschaftstypische Bauten der Volksbauweise aus der Zeit um 1800. Die Hofanlage liegt im Ortsteil Malschitz (bis um 1700 selbständiges Sackgassendorf). Wohnstallhaus zweigeschossig, im Erdgeschoss Umgebinde, im Obergeschoss regelmäßiges, zweiriegliges Fachwerk, Satteldach, im Innern wohl Bohlenstube mit Brettdecke erhalten, hof- und rückseitig jüngere Anbauten, abgewandter Giebel vollständig massiv erneuert. Scheune als eintoriger Fachwerkbau mit Satteldach ausgeführt. Auf Grund ihres guten Originalzustandes sind die Gebäude Zeugnisse der bäuerlichen Wohn- und Wirtschaftsverhältnisse am Ort und in der Region in der Vergangenheit. Das Wohnhaus dokumentiert auch die frühere Verbreitung der Umgebindekonstruktion in Westsachsen. Unter diesen Aspekten verkörpern die Objekte orts- und regionalgeschichtliche sowie baugeschichtliche Aussagewerte. (LfD/2011) (Satteldach, Umgebindefachwerk, Bohlenstube). | 08970735 |
| Direkt Bild zu diesem Denkmal hochladen | Ehemaliges Wohnstallhaus (Umgebinde) und zwei Torpfeiler eines ehemaligen Vierseithofes | Am Wiesenhang 9 (Karte)  | 1785                                     | gut erhaltenes Umgebindehaus, orts- und regionalgeschichtliche sowie baugeschichtliche Bedeutung. Denkmaltext: Das ehemalige Wohnstallhaus und die beiden Torpfeiler sind die authentisch erhaltenen Bestandteile einer einst stattlichen Hofanlage, die im früher selbständigen Ortsteil Malschitz (bis um 1700) liegt. Bei dem Wohnstallhaus handelt es sich um einen zweigeschossigen Fachwerkbau mit Umgebinde im Erdgeschoss, das Fachwerk im Obergeschoss zweirieglig, der abgewandte Gebäudeteil massiv, vermutlich auf eine Erweiterung zurückgehend, Satteldach. Die Ständer im zugewandten Giebel teilweise nach außen geneigt. Im Innern Stube mit Brettdecke, die Inschrift und Datierung des Türstocks (erwähnt in den Erfassungbögen der 1950er Jahre) wohl nicht erhalten. Torpfosten aus Sandstein (vom ursprünglich vorhandenen dritten Pfosten Basis erhalten) mit profilierter Abdeckplatte. Die ehemalige Wohnstallhaus ist ein Dokument für das bäuerliche Leben und Wirtschaften in der Vergangenheit im Ort und in der Region. Zudem verweist es auf die frühere landschaftstypische Bauweise, es zeigt die einstige Verbreitung der Umgebindekonstruktion auch in Westsachsen, somit erlangt das Gebäude orts- und regionalgeschichtliche als auch baugeschichtliche Aussagekraft. Die sandsteinernen Torpfosten sind ein ebenso typischer Bestandteil der Bauernhöfe in der Region. (LfD/2011) zweigeschossig, sehr schöner Fachwerkbau, alte Fenster, alter Dachstuhl mit Biberschwanzdeckung, Satteldach. | 08970736 |
| Direkt Bild zu diesem Denkmal hochladen | Wohnhaus, zwei Scheunen, fünf Seitengebäude und Hofpflasterung eines Bauernhofes        | Am Wiesenhang 13 (Karte) | um 1800                                  | eindrucksvolle Hofanlage mit vorwiegend originalen Fachwerkgebäuden, orts- und regionalgeschichtliche sowie baugeschichtliche Bedeutung. Denkmaltext: Der große Hof liegt am Nordostrand von Löbschütz im ehemaligen Ortsteil Malschitz (dieses bis um 1700 selbständiges Sackgassendorf). Die zwischen 1750 und 1830 entstandenen Gebäude umschließen den Hofraum in unregelmäßiger Anordnung. Die Hofeinfahrt wird von einer Scheune einerseits und einem Seitengebäude (Auszug ?) andererseits flankiert, beide mit dorfseitigen Erweiterungen. Diese Gebäude bestehen vollständig oder teilweise aus Fachwerk und haben Sattel- bzw. Krüppelwalmdächer. Das bäuerliche Wohnhaus, um 1820 errichtet, befindet sich auf der Ostseite des Hofes. Es ist ein zweigeschossiger Bau mit massivem Erdgeschoss (Mischmauerwerk über Natursteinsockel) und Fachwerkobergeschoss, der zugewandte Giebel massiv, der abgewandte in Fachwerk ausgeführt (einschließlich Erdgeschoss), Krüppelwalmdach. Bemerkenswert am Wohnhaus das engstehende Fachwerk mit Mittelstielen. Dem Wohnhaus folgt auf der Ostseite eine ebenso stattliches Seitengebäude (um 1830) mit ehemals Stallnutzung, Erdgeschoss massiv, Obergeschoss Fachwerk, Krüppelwalmdach. Den Nordostabschluss des Hofes bildet eine Fachwerkscheune mit Satteldach. Das Seitengebäude der westlichen Hofseite wohl ebenfalls in Fachwerk ausgeführt. Auf Grund ihrer Geschlossenheit und Authentizität ist die Hofanlage ein eindrucksvolles Dokument zu den bäuerlichen Wirtschafts- und Lebensbedingungen im Ort und in der Region in der Vergangenheit. Zudem sind ihre Bauten zeit- und landschaftstypische Zeugnisse der ländlichen Baukultur, wodurch sie auch einen hohen baugeschichtlichen Aussagewert verkörpern. (LfD/2011) ? schlecht einzusehen, Mühlgut?                                                            | 08970737 |
| Direkt Bild zu diesem Denkmal hochladen | Denkmal für die Gefallenen des Ersten Weltkriegs                                        | Mittelstraße (Karte)     | nach 1918 (Kriegerdenkmal)               | geschichtliche Bedeutung. Denkmaltext: Grobbehauener Block aus Beuchaer Granit, seitlich bezeichnet: G. TEICHMANN BEUCHA b. LEIPZIG. Inschriftenplatte mit Namen der Gefallenen, darüber Soldatenkopf (fast freiplastisch), umkränzt von Eichenlaub, dazu die Jahreszahlen 1914 1918. Das Gefallenendenkmal verweist auf das geschichtliche Ereignis des Ersten Weltkriegs unter dem besonderen Bezug der persönlichen Schicksale der Dorfbewohner, somit verkörpert es einen orts- und allgemeingeschichtlichen Aussagewert. (LfD/2011) Granitblock mit Büste, an Schmalseite: „...Eilhmann Beulhalle“ | 08970738 |
| Direkt Bild zu diesem Denkmal hochladen | Wohnhaus, zwei Seitengebäude, Scheune und Einfriedung mit Toranlage eines Dreiseithofes | Mittelstraße 11 (Karte)  | um 1890                                  | stattliche Hofanlage des späten 19. Jahrhunderts, vorwiegend in Klinkerarchitektur, wichtig für das Ortsbild, orts- und regionalgeschichtliche sowie baugeschichtliche Bedeutung. Denkmaltext: Es handelt sich um eine geschlossen erhaltene, stattliche Hofanlage (Dreiseithof) des ausgehenden 19. Jh., die vorwiegend in der für die Entstehungszeit in der Region typischen Klinkerbauweise errichtet wurde. Wohnhaus zweigeschossig, Satteldach, klinkerbautypische Zierelemente (Konsölchenfries), Eckbetonung durch geputzte Lisenen, Giebel mit Drillingsfenster. An das Wohnhaus anschließend Seitengebäude, etwas niedriger als Wohnhaus, aber ebenfalls zweigeschossig, Ziegelmauerwerk, verputzt, Satteldach. Breitgelagerte Scheune als östlicher Hofabschluss, vollständig in Klinker, über dem mittleren Tor Platte mit Datierung: 1893, an dem straßenseitigen Giebel und an den Längsseiten schmiedeeiserne Maueranker (S-Form), Satteldach. Südliches Seitengebäude gleichartiger Klinkerbau, Erdgeschoss Ställe, im Obergeschoss wohl teils ehemalig Knechtstuben, teils Futterboden. Einfriedung als Klinkermauer ausgeführt, Hofeinfahrt mit Sandsteinpfeilern, Leutepforte durch Bogen überfangen, von den Vasenaufsätzen nur noch einer erhalten. Die Hofanlage ist hinsichtlich des Anspruchs und der entsprechenden architektonischen Ausprägung ein wichtiges Zeugnis für die dörfliche Bauweise sowie die ländlichen Wirtschafts- und Lebensverhältnisse in der Region um 1900. Dadurch erlangt sie orts-, regional- und baugeschichtliche Bedeutung. Durch ihre markante Lage hat sie auch eine prägende Wirkung für das Ortsbild. (LfD/2011) Wohnhaus: zweigeschossig, Satteldach, neue Fenster, Klinkergliederung, Bruchsteinsockel. Stall und Scheune auch rote Klinker, Satteldächer, Biberschwanzdeckung, eiserne Maueranker, Scheune bezeichnet 1893. | 08970728 |
| Direkt Bild zu diesem Denkmal hochladen | Scheune eines Dreiseithofes                                                             | Mittelstraße 14 (Karte)  | um 1850                                  | Fachwerkbau, ortsgeschichtliche und baugeschichtliche Bedeutung. Denkmaltext: Die um 1850 erbaute Scheune ist ein Fachwerkbau in zeittypischer Ausprägung. Kennzeichnend dabei vor allem die Regelmäßigkeit des Fachwerks. Denkmalwert hat der Bau als authentisches Zeugnis der historischen Bebauung von Löbschütz. Es ist ein Dokument für die bäuerliche Bau- und Wirtschaftsweise in der Vergangenheit im Ort, deshalb von orts- und baugeschichtlicher Bedeutung. (LfD/2011) Scheune: Sichtfachwerk, Satteldach, alter Dachstuhl, neue Deckung, Giebel mit Lehm. Stall: Putzfassade mit Klinkergliederung (Streichung 2011) | 08970727 |
| Direkt Bild zu diesem Denkmal hochladen | Seitengebäude und Scheune eines Dreiseithofes                                           | Teichstraße 5 (Karte)    | um 1830                                  | im Wesentlichen unverändert erhaltene ortstypische Fachwerkbauten, orts- und regionalgeschichtliche sowie baugeschichtliche Bedeutung. Denkmaltext: Landschaftstypische Fachwerkbauten aus der Zeit um 1820/30. Das zur Straße traufständige Seitengebäude im Erdgeschoss massives Ziegelmauerwerk, ursprünglich verputzt, Obergeschoss Fachwerk (einrieglig) mit Lehmausfachung, auch der obere Giebelbereich Fachwerk, steiles Satteldach. Die mit dem Seitengebäude baulich verbundene Scheune ebenfalls Fachwerk mit Lehmstaken, zugewandter Giebel massiv in Ziegel, rückseitige Erweiterung (Abseite), wohl teils Fachwerk, teils massiv, Satteldach. Die Gebäude gehören zu den authentisch erhaltenen Fachwerkbauten am Ort und dokumentieren somit die Lebensverhältnisse der ländlichen Bevölkerung sowie die bäuerliche Bauweise des frühen 19. Jh., hieraus leitet sich sowohl ihr ortsgeschichtlicher bzw. regionalgeschichtlicher sowie ihr baugeschichtlicher Wert ab. (LfD/2011) Wohnhaus: zweigeschossig, Erdgeschoss massiv, Fenstergrößen beibehalten, alter Dachstuhl, Biberschwanzdeckung. Nebengebäude: Backsteinsockel, darauf Fachwerk mit Lehmausfachung, alter Dachstuhl, neue Deckung. | 08970742 |
| Direkt Bild zu diesem Denkmal hochladen | Wohnhaus, Seitengebäude und Scheune eines Dreiseithofes                                 | Teichstraße 18 (Karte)   | um 1800                                  | stattliche Hofanlage mit älterem Wohnhaus in Fachwerk und Wirtschaftsbauten in Putz-Klinker-Bauweise, orts- und regionalgeschichtliche sowie baugeschichtliche Bedeutung. Denkmaltext: Die große Hofanlage am südwestlichen Rand des Dorfes besteht aus Gebäuden verschiedener Zeiten. Ältester Bestandteil ist das um 1800 errichtete Wohnhaus. Es handelt sich um einen zweigeschossigen Fachwerkbau mit Krüppelwalmdach, Erdgeschoss wohl nachträglich teilweise massiv ersetzt, vor dem Eingang zweigeschossiger Vorbau um 1900, auf der Rückseite Erweiterung durch Abseite (?). Seitengebäude mit Stallungen und Scheune typische Bauten der Zeit um 1900: Seitengebäude giebelständig, Ziegelbau, verputzt, Klinkergliederungen (Gesimse, Lisenen, Fensterrahmungen), Satteldach. Scheune langgestreckter Bau auf der Südseite des Hofes, Bauweise und Gestaltung dem Seitengebäude entsprechend. Die markante Hofanlage in gutem Originalzustand ist ein wichtiges Zeugnis für die ländliche Bauweise des 19. Jh. im Ort und in der Region. Damit verweist sie auf die Arbeits- und Lebensbedingungen der hiesigen Landbevölkerung in der Vergangenheit. Ihr Beispiel veranschaulicht auch die bauliche Entwicklung einer solchen Hofanlage über einen längeren Zeitraum. Somit verkörpern ihre Gebäude sowohl baugeschichtliche als auch orts- und regionalgeschichtliche Aussagewerte. (LfD/2011) Wohnhaus: zwei Geschosse, Fachwerkbau, alter Dachstuhl, Biberschwanzdeckung, alte Fenster, Stall (giebelständig, Putzfassade mit Klinkergliederung), alte Fenster, Satteldach, Scheune (Putzfassade mit Klinkergliederung, Satteldach) | 08970743 |

## Rüssen-Kleinstorkwitz
| Bild                                    | Bezeichnung                                            | Lage                             | Datierung     | Beschreibung | ID       |
| --------------------------------------- | ------------------------------------------------------ | -------------------------------- | ------------- | --- | -------- |
| Direkt Bild zu diesem Denkmal hochladen | Wasserwerk, bestehend aus Wohnhaus und Betriebsgebäude | Döhlener Straße 6 (Karte)        | 1905          | Putzbauten mit Satteldächern und Klinkergliederungen, weitgehend originaler Zustand, ortsgeschichtliche und technikgeschichtliche Bedeutung. Denkmaltext: Das 1905 in Betrieb genommene Wasserwerk diente der Versorgung der Stadt Zwenkau, Ausführung durch die Fa. August Loeffler GmbH in Freiberg/Sachsen, die auch den Wasserturm in Zwenkau errichtet hat. Die Anlage besteht aus dem Wohnhaus des Betriebswärters und dem Betriebsgebäude. Es handelt sich um ansprechend gestaltete Bauten in den für Zweckbauten dieser Art zeittypischen Formen. Fassadenbild durch das Zusammenspiel von Putzpartien (Rücklagen) und Klinkergliederungen bestimmt, Sattel- und Krüppelwalmdächer, Baukörper des traufständigen Betriebsgebäudes durch Anbauten gestaffelt, Wohnhaus über winkligem Grundriss, Straßenseite durch Giebelansicht geprägt. Zeugnis der Wasserversorgung der Stadt Zwenkau im frühen 20. Jh., verweist auf damaligen technischen Stand der Trinkwasserbereitstellung, deshalb von ortsgeschichtlichem und technikgeschichtlichem Aussagewert. Hinsichtlich der speziellen Bauaufgabe und deren Lösung auch bautypologisch von Bedeutung. (LfD/2011) | 09257972 |
| Direkt Bild zu diesem Denkmal hochladen | Schule                                                 | Geschwister-Scholl-Weg 1 (Karte) | 1926          | gut proportionierter Bau mit expressionistischen Stilelementen, ortsgeschichtliche, baugeschichtliche, sozialgeschichtliche und städtebauliche Bedeutung. Denkmaltext: zweigeschossiger, symmetrisch gegliederter Massivbau, Natursteinsockel, darüber Edelputz, Walmdach mit Uhrentürmchen, sparsame Gliederung der Fassaden mit Gesimsen und Putzrahmungen an den Fenstern, Gebäudeecken durch Lisenen hervorgehoben, kräftig profiliertes Traufgesims, Eingangsportal mit seiner Rahmung stark vortretend, rückseitig Treppenhausanbau mit Lisenengliederung, aus der Erbauungszeit Tür und Treppenhauselemente, verschiedene Erweiterungsbauten (Turnhalle, Flügel für Unterrichts- und Werkräume), Schule als Gemeinschaftsbau der Dörfer Löbschütz, Wiederau und Rüssen entstanden, dadurch Randlage bedingt, veranschaulicht die örtlichen gesellschaftlichen Verhältnisse in damaliger Zeit, Zeugnis zum Bildungswesen in der Weimarer Republik, als Dorfschulbau mit architektonischem Anspruch aus bautypologisch von Bedeutung, aufgrund seiner Lage von städtebaulichem Wert (ortsbildprägend). (LfD/2011) Zwei Geschosse, fünf Achsen, Walmdach mit Dachreiter, aufwändiges Eingangsportal, original: Tür, Treppenhaus, heute (seit 2008) Lebenswelt Grundschule (Montessorischule) | 09257288 |
| Direkt Bild zu diesem Denkmal hochladen | Transformatorenhäuschen                                | Lindenstraße (Karte)             | 1912          | turmartiger Bau, regionalgeschichtliche und technikgeschichtliche Bedeutung. Denkmaltext: 1912 Inbetriebnahme durch den Gemeindeverband für das Elektrizitätswerk Leipzig-Land (G. E. L. L.) mit Sitz in Gautzsch (heute Markkleeberg), zweigeschossiger, turmartiger Baukörper, Putzfassade, Zeltdach, Sockelgeschoss mit Pilastergliederung, Flachdachanbau. Das Transformatorenhäuschen in der Ortslage Rüssen ist ein Zeugnis der Elektrifizierung des Leipziger Umlandes im frühen 20. Jh. Es hat somit Aussagekraft zur Entwicklung der Region in dieser Zeit. Zugleich verweist es allgemein auf die Verbreitung und Nutzung technischer Errungenschaften, wodurch es technikgeschichtliche Bedeutung erlangt. (LfD/2011) Zweigeschossiger, turmartiger Baukörper, Putzfassade, Zeltdach, Sockelgeschoss mit Pilastergliederung, Flachdachanbau. | 09258314 |
| Direkt Bild zu diesem Denkmal hochladen | Toreinfahrt eines Bauernhofes                          | Lindenstraße 16 (Karte)          | um 1820       | Sandsteinpfeiler, regionalgeschichtliche Bedeutung. Denkmaltext: Toranlage besteht aus drei Torpfeilern in Sandstein, die Torpfeiler mit Abdeckplatten und klassizistischen Vasen als Bekrönung, an den Pfeilern der Durchfahrt Radabweiser, die Leutepforte durch Flachbogen überfangen. Gut erhaltenes und gestalterisch ansprechendes Beispiel der landschaftstypischen bäuerlichen Toreinfahrten, deshalb von regionalgeschichtlichem Aussagewert. (LfD/2011) Drei Sandsteintorpfeiler mit Vasenbekrönungen. | 09258315 |
| Direkt Bild zu diesem Denkmal hochladen | Wohnhaus eines Dreiseithofes                           | Straße der Einheit 10 (Karte)    | um 1820       | Fachwerkbau, baugeschichtliche und ortsgeschichtliche Bedeutung. Denkmaltext: Bauernhaus eines Dreiseithofes, errichtet um 1820, zweigeschossig, Erdgeschoss und zugewandter Giebel massiv, verputzt, Obergeschoss zweiriegliges Fachwerk, Gefache ursprünglich mit Flechtwerk und Lehm, Satteldach. Das Gebäude dokumentiert die frühere ländliche Bau- und Lebensweise im Ort und in der Region, es handelt sich um eines der wenigen weitgehend authentische erhaltenen Fachwerkgebäude in der Ortslage Kleinstorkwitz. Hieraus ergibt sich seine orts- und baugeschichtliche Bedeutung. (LfD/2011) Zwei Geschosse, zwei Achsen, giebelständig, Erdgeschoss Backstein verputzt, Giebel verputzt, Obergeschoss teils offenliegendes Fachwerk, teils verputzt | 09258378 |
| Direkt Bild zu diesem Denkmal hochladen | Wohnstallhaus (Umgebinde) eines Bauernhofes            | Wiesenweg 6 (Karte)              | 1706 bez.     | besonders reiches Beispiel des Fachwerkbaus mit Umgebinde in der Region, orts- und regionalgeschichtliche sowie baugeschichtliche Bedeutung. Denkmaltext: Das zweigeschossige, zweiteilige Fachwerkhaus mit Umgebinde und Abseite wurde 1706 erbaut (Inschriftstein über der Tür mit den Initialen HIS und Datierung). Die Umgebindekonstruktion oben mit segmentbogigen Spannriegeln. Der Erdgeschossbereich hinter dem Umgebinde hofseitig in Fachwerk, danach (ehem. Stall) massiv in Ziegel. Obergeschoss hofseitig über Flur und Stall hervortretend, in der Art eines geschlossenen Laubenganges. Hinterer Gebäudeteil ebenfalls zum Hof hin durch Fachwerkanbau erweitert. Besonders reiche Gestaltung des zugewandten Fachwerkgiebels (Andreaskreuze). Im Innern Holzstube mit Holzdecke. Das Gebäude ist ein herausragendes Zeugnis der ländlichen Architektur des frühen 18. Jh. Es dokumentiert die damalige Verbreitung der Umgebindekonstruktion auch in Westsachsen. Hieraus leitet sich die baugeschichtliche Bedeutung ab. Zudem veranschaulicht das Gebäude die bäuerlichen Lebens- und Wirtschaftsverhältnisse am Ort und in der Region in früherer Zeit. (LfD/2011) Zwei Geschosse, unregelmäßige Achsen, Fachwerk und Putz, Erdgeschoss teils massiv, teils offenliegendes Fachwerk, Obergeschoss und Giebel offenliegendes Fachwerk, sehr kleine Gefache mit Andreaskreuzen, zum Hof im Obergeschoss ein Erker, Schleppdach, Bohlenstube, Schlussstein bezeichnet: HIS 1706. | 09258726 |
| Direkt Bild zu diesem Denkmal hochladen | Villa                                                  | Wiesenweg 8 (Karte)              | 1905          | geschmackvoller Putzbau mit akzentuierender Baukörpergestaltung, im Reformstil der Zeit um 1910, Landsitz des Kaufmanns und Landtagsabgeordneten Richard Pudor, ortsentwicklungsgeschichtliche, baugeschichtliche und personengeschichtliche Bedeutung. Denkmaltext: 1905 durch den Maurermeister Friedrich Sebastian (möglicherweise nach Plänen eines Leipziger Architekten) errichtet, Auftraggeber war der Kaufmann Richard Pudor (1875–1950) aus Leipzig. Pudor gründete 1911 die Firma Messepalast Handelsstätte Dresdner Hof. In der Zeit der Weimarer Republik war er Landtagsabgeordneter der SPD. Die Villa in Kleinstorkwitz (wohl als Sommersitz gedacht) ist ein zweigeschossiges Gebäude über unregelmäßigem Grundriss. Das Äußere des Putzbaues im Sinne des Reformstils um 1910 weitgehend ohne bauplastischen Schmuck, seine Wirkung beruht vor allem auf der Anordnung unterschiedlicher Fenster, dazu akzentuierend Rücksprünge oder vortretende Bauglieder. Betonung des Eingangs durch Freitreppe und breite Rahmung mit stiltypischen Schmuckformen. Das hohe Walmdach mit Türmchen (Belvedere). Zum Anwesen gehört ein vermutlich etwas älteres Seitengebäude, zweigeschossig, Ziegel verputzt, Satteldach, einst als Remise genutzt. Die Villa verweist auf die Entwicklung des Ortes im frühen 20. Jh. Wie in verschiedenen anderen stadtnahen Dörfern vor Leipzig entstanden auch hier Sommersitze begüterter Kaufleute oder Fabrikanten. Zudem ist das Objekt ein qualitätvolles Zeugnis des Villenbau seiner Zeit. Durch die prominente Bauherrschaft verkörpert es zudem einen personengeschichtlichen Aussagewert. (LfD/2011) Zwei Geschosse, unregelmäßige Achsen, nahezu quadratischer Grundriss, Krüppelwalmdach, mit Dachreiter, Fledermausgauben, seitlicher Erker, Stuckdekoration am Eingang, Freitreppe, Klinkersockel, original: Haustür, Fenster, Fensterläden, frei stehendes Remisengebäude, 2 Geschosse, unregelmäßige Achsen, Putzfassade | 09258727 |
| Direkt Bild zu diesem Denkmal hochladen | Villa                                                  | Wiesenweg 9 (Karte)              | 1906          | typischer Villenbau der Zeit um 1905 mit Natursteinverkleidung und Zierfachwerk, ortsentwicklungsgeschichtliche Bedeutung. Denkmaltext: Der 1906 für Friedrich Steitmann aus Leipzig errichtete Villenbau befindet sich nördlich der alten Ortslage von Kleinstorkwitz an dem Verbindungsweg nach Rüssen. In diesem Bereich entstanden um 1905 mehrere Villenanwesen vorwiegend begüterter Leipziger Bürger. Die Villa Steitmann ist ein zweigeschossiger Bau über hohem Sockel mit Klinkerverkleidung, Fassaden vorwiegend verputzt, am Seitenrisalit malerische Akzente durch Natursteinverblendung und Zierfachwerk, die straßenseitige Gebäudeecke durch polygonalen Eckturm betont (Turmaufbau mit geschwungener Haube nicht mehr vorhanden), Walmdach, Hauseingang mit Vorlaube auf Rundstütze seitlich, über Freitreppe zu erreichen, bauzeitliche Haustür mit geschnitztem Ornament und reichem Gitter. Die Villa verweist auf einen wichtigen Abschnitt der jüngeren Ortsgeschichte, als Kleinstorkwitz – wie verschiedene andere stadtnahe Dörfer vor Leipzig – für Wohn- und Sommersitze der Leipziger Kaufleute oder Fabrikanten entdeckt wurde. Hieraus ergibt sich die ortsentwicklungsgeschichtliche Bedeutung des Objekts. (LfD/2011) Zwei Geschosse, vier Achsen, Sockelgeschoss Klinker, Obergeschosse Putzfassade, polygonaler Eckerker, Seitenrisalit mit Fachwerkgiebel und Natursteinverkleidung im Sockelgeschoss, original: Haustür, ein Rundbogenfenster im Seitenrisalit, Kellerfenstergitter | 09258725 |
| Direkt Bild zu diesem Denkmal hochladen | Häuslerhaus                                            | Wiesenweg 10 (Karte)             | Mitte 18. Jh. | gut erhaltener Fachwerkbau in strebenreicher Konstruktion, ortsgeschichtliche und baugeschichtliche Bedeutung. Denkmaltext: Landschafts- und zeittypisches Fachwerkhaus, Mitte 18. Jh. Zweigeschossiger Bau, giebelständig, Erdgeschoss massiv (ursprünglich vermutlich Fachwerk), zweiriegliges Fachwerk im Obergeschoss mit regionaltypischen Mittelstielen in den Brüstungsfeldern, Satteldach, auf der Rückseite unmaßstäblicher Anbau des frühen 20. Jh. Das im nördlichen Randbereich der Dorflage Kleinstorkwitz gelegene Haus ist ein Zeugnis für die einstige Fachwerkbauweise im Ort und in der Region. Zugleich verweist es auf die Lebensverhältnisse von Häuslern, die in der Vergangenheit ein Teil der Dorfbevölkerung waren. Hieraus leitet sich die orts- und baugeschichtliche Bedeutung des Gebäudes ab. (LfD/2011) Zwei Geschosse, unregelmäßige Achsen, giebelständig, Erdgeschoss massiv, Obergeschoss teils offenliegendes Fachwerk, Giebel verputzt, Fensteröffnungen teils überformt | 09258728 |
| Direkt Bild zu diesem Denkmal hochladen | Villa, Taubenhaus und Einfriedung                      | Zeitzer Straße 6 (Karte)         | um 1905       | gut erhaltener Villenbau im Landhausstil, turmartiges Taubenhaus mit Pyramidendach, ortsentwicklungsgeschichtliche und baugeschichtliche Bedeutung. Denkmaltext: Das um 1905 errichtete Villenanwesen liegt an der östlich der Ortslagen Rüssen und Kleinstorkwitz vorbeiführenden Fernstraße. Die Villa im zeittypischen Landhausstil ist ein zweigeschossiger Bau über nahezu quadratischem Grundriss, Putzfassaden über Klinkersockel, insgesamt sparsame Gliederungen, im Erdgeschoss Klinkerrahmungen an Fenstern und Hauseingang, im Obergeschoss Sohlbänke und gerade Verdachungen in Stein, Teilung der Geschosse durch schlichtes Gesims, Straßenfront mit Seitenrisalit, daneben überdachter Balkon mit Holzkonstruktion, zur Betonung des an der Nordseite gelegenen Eingangs Mittelrisalit, hohes Walmdach. Im Hintergrund des Grundstücks zweigeschossiges, turmartiges Taubenhaus, Erdgeschoss massiv in Klinker, Obergeschoss in Fachwerk mit Klinkern, Traufbereich verbrettert, Pyramidendach. Einfriedung: Klinkersockel, Pfosten in Kunststein, hölzerne Zaunfelder, an der Grundstücksecke drei gemauerte Pfeiler in Klinker, dazwischen Putzfelder mit vergitterten Öffnungen. Das Villenanwesen ist ein Zeugnis der Ortsentwicklung am Beginn des 20. Jh., als begüterte Leipziger die Dörfer des Umlandes für die Einrichtung von Wohn- und Sommersitzen entdeckten. Zudem hat das Villengebäude in seiner zeittypischen Ausprägung und mit seinem guten Erhaltungszustand auch baugeschichtlichen Bedeutung. Einen besonderen bautypologischen Wert verkörpert das anspruchsvoll gestaltete Taubenhaus. (LfD/2011) Zwei Geschosse, 2:3 Achsen, Krüppelwalmdach, Mittelrisalit, Putzfassade mit Klinkergliederung, zweigeschossiges Taubenhaus, Klinker und Verbretterung, Walmdach, Einfriedung, Klinker und Schmiedeeisen. | 09258376 |

## Tellschütz
| Bild                                    | Bezeichnung | Lage                         | Datierung         | Beschreibung | ID       |
| --------------------------------------- | --- | ---------------------------- | ----------------- | --- | -------- |
| Direkt Bild zu diesem Denkmal hochladen | Wohnhaus eines ehemaligen Vierseithofes | Am Anger 2 (Karte)           | 18. Jh.           | im Kern Fachwerkbau, abgewandter jüngerer Gebäudeteil massiv, ortsgeschichtliche und baugeschichtliche Bedeutung. Denkmaltext: Das Wohnhaus eines ehemaligen, im älteren Teil des Dorfes gelegenen Vierseithofes ist im Kern wohl ein Fachwerkbau des 18. Jahrhunderts, Fachwerk gegenwärtig verputzt, Erdgeschoss massiv, Satteldach, abgewandter Gebäudeteil jünger, offensichtlich massiv in Ziegel ausgeführt, ebenfalls verputzt. Das Gebäude gehört allem Anschein nach zu den ältesten Bauten des Dorfes, damit ist es ein Zeugnis der frühere ländliche Bau- und Lebensweise am Ort und in der Region, hieraus ergibt sich sein ortsgeschichtlicher und baugeschichtlicher Aussagewert. (LfD/2011) Bauernhaus, Putzfassade, Fenster putzgerahmt, mit Schlusssteinmotiv, der Windfang entstellend vorgesetzt, Satteldach. | 09255887 |
| Direkt Bild zu diesem Denkmal hochladen | Scheune eines Dreiseithofes | Am Ring 7 (Karte)            | um 1840           | Fachwerkbau, ortsgeschichtliche und baugeschichtliche Bedeutung. Denkmaltext: Die um 1840 errichtete Scheune ist ein stattlicher Fachwerkbau mit zwei großen Toren und einer seitlichen Durchfahrt. Typisch für die Entstehungszeit ist die Fachwerkkonstruktion im regelmäßigen Raster, die Gefache mit Ziegeln ausgemauert, Giebel an der Nordseite in jüngster Zeit vermutlich massiv ersetzt, Satteldach. Die Scheune gehört zu den weitgehend authentisch erhaltenen Fachwerkbauten von Tellschütz und ist somit ein Zeugnis der historischen Dorfbebauung. Es dokumentiert die frühere bäuerliche Bau- und Wirtschaftsweise im Ort, hieraus ergibt sich der ortsgeschichtliche Aussagewert. Als zeit- und regionaltypischer Scheunenbau ist das Gebäude auch bautypologisch von Bedeutung. (LfD/2011) Scheune, Ziegelfachwerk, Satteldach. | 09255885 |
| Weitere Bilder                          | Kirche (mit Ausstattung) und Kriegerdenkmal für die Gefallenen des Ersten Weltkrieges und Kriegerdenkmal für die Gefallenen des Zweiten Weltkrieges auf dem Kirchhof | Carsdorfer Straße (Karte)    | 1. Hälfte 15. Jh. | spätbarocker Saalbau mit spätgotischem Westturm, ortsgeschichtlich, baugeschichtlich, künstlerisch und städtebaulich von Bedeutung. Denkmaltext: Die Tellschützer Kirche besteht aus dem spätbarocken Westturm (um 1500) und dem Kirchenschiff von 1765/66. Der querrechteckige Turm weitgehend geschlossen, das Glockengeschoss mit schlichten Spitzbogenfenstern, auf der Südseite zeittypisches Spitzbogenportal mit Stabwerk und Steinmetzzeichen, Walmdach, dieses auf der Nord- und Südseite mit Ziffernblättern der Turmuhr. Das Schiff durch hohe schmale Stichbogenfenster belichtet, Walmdach. Inneres flachgedeckt, mit Stuckprofilen gerahmter Deckenspiegel, an drei Seiten zweigeschossige Emporen mit Rocaille-Bemalung, prächtiger Kanzelaltar, flankiert von Abendmahlsdurchgängen, darüber Emporen, bauzeitlich auch die spätbarocke hölzerne Lesetaufe. Orgel 1819 datiert, wahrscheinlich von Carl Gottlob Häcker gebaut. Kriegerdenkmal Erster Weltkrieg: auf dem Kirchhof südlich der Kirche, Kunststein, Obelisk auf Sockel, Sockel mit eisernem Kreuz und Kugeln geschmückt, am Obelisk Namenstafel, darüber Schwert. Kriegerdenkmal Zweiter Weltkrieg: an der Ostmauer der Kirche, schlichte Porphyrstele mit Namensinschriften. Die Kirche Tellschütz ist das wichtigstes und wertvollste Bauwerk des Dorfes, deshalb von hohem ortsgeschichtlichem Wert. Außerdem ist sie ein Zeugnis der regionalen Kirchengeschichte und Kirchenbaukunst verschiedener Jahrhunderte. Ihr Inneres gehört zu den bemerkenswertesten Beispielen spätbarocker Dorfkirchenausstattungen im Leipziger Umland. Als weithin sichtbare bauliche Dominante prägt sie entscheidend das Ortsbild, woraus sich ihre städtebaulicher Bedeutung ableitet. Die Denkmale für die Gefallenen der beiden Weltkriege sind Zeugnisse der Erinnerungskultur für diese historischen Ereignisse, hierbei spielen die lokalen Bezüge eine wesentliche Rolle, deshalb haben sie einen allgemein historischen und ortsgeschichtlichen Aussagewert. Denkmale für Wehrmachtsopfer des Zweiten Weltkrieges stellen zudem aufgrund der Nachkriegsgeschichte eine Seltenheit dar. (LfD/2011) Pfarrkirche, Saalbau mit Emporen und Kanzelaltar, der Saal 1765 (lt. Dehio), der Westturm spätgotisch mit spitzbogigem Portal mit Stabwerk, von Kielbogenmotiv überfangen. Das Schiff mit Segmentbogenfenstern und Walmdach, der Turm ebenfalls mit Walmdach. | 09255881 |
| Direkt Bild zu diesem Denkmal hochladen | Wohnhaus mit Einfriedung | Carsdorfer Straße 39 (Karte) | 1909              | villenartiger Bau in typischen Formen um 1910, ortsgeschichtliche und baugeschichtliche Bedeutung. Denkmaltext: 1909 im Auftrag des Gastwirts Oswald Seifferth, damals oder etwas später auch Bürgermeister von Tellschütz, errichtet. Entwurf und Bauleitung Arch.-Ing. M. Boeckel (Bösdorf), Ausführung Gustav Taubert (Kitzen). Zweigeschossiger Bau mit symmetrisch gegliederter Putzfassade, Betonung der Mitte durch Risalit, Krüppelwalmdach, Fassadenschmuck vorwiegend in Putz, an den Gebäudeecken rustizierte Lisenen, an den Giebeln und am Mittelrisalit durch elegante Blendbögen verbunden, Fensterverdachungen mit stilisiertem Dekor, zeittypisch auch die verzierten Sparrenköpfe und Kraghölzer des Daches. Im Innern bauzeitliche Ausstattung erhalten (Treppe, Türen). Zeugnis der baulichen Entwicklung auf dem Land in der Zeit um 1910, gekennzeichnet durch das Vordringen städtischer Bauformen, verweist damit auf Anspruch und Repräsentationsbedürfnis eines gut gestellten Mitgliedes der dörflichen Gemeinschaft, in der es als Gastwirt und Bürgermeister zudem eine besondere Rolle spielte. Aus diesen Gründen ist das Gebäude von bau- und ortsgeschichtlicher Bedeutung. (LfD/2011) Villa mit Einfriedung, Klinkersockel, Putzfassade, die Kanten rauhputzgequadert, die Fenster putzstreifengerahmt, Mittelrisalit, Zwerchhausgiebel, weit heruntergezogenes Krüppelwalmdach. | 09255882 |
| Direkt Bild zu diesem Denkmal hochladen | Wohnhaus und Scheune eines Vierseithofes | Carsdorfer Straße 40 (Karte) | um 1800           | Fachwerkbauten in unmittelbarer Nachbarschaft zur Kirche, durch Außenwirkung wichtig für das Ortsbild, ortsgeschichtliche und baugeschichtliche Bedeutung. Denkmaltext: Ehemaliges Wohnstallhaus und Scheune eines Vierseithofes, der zum etwas jüngeren, nördlichen Teil des Dorfes gehört. Der Hof befindet sich in unmittelbarer Nachbarschaft zur Kirche. Das Wohnstallhaus auf der Ostseite wohl um 1800 errichtet, zweigeschossig, Fachwerk in Eichenholz, Krüppelwalmdach, Erdgeschoss mit Umgebinde und Bohlenstube, Holzdecke, auf der abgewandten Seite jüngere Erweiterung in Mauerwerk. Die um 1830 erbaute Scheune großer Fachwerkbau, der den Hof nach Norden abschließt und neben der Kirche eine Außenwirkung für das Ortsbild hat. Die Gefache in der ursprünglichen Form vielfach noch mit Flechtwerk und Lehm ausgefacht, teilweise vorkommende Ausmauerungen wohl nachträglich, in der Mitte des Gebäudes Durchfahrt, Satteldach. Die Gebäude gehören zu den weitgehend authentisch erhaltenen Fachwerkbauten von Tellschütz und sind somit Zeugnisse der historischen Dorfbebauung. Sie verkörpern einen Aussagewert zur früheren bäuerliche Bau- und Wirtschaftsweise im Ort und erlangen hierdurch ortsgeschichtliche Bedeutung. Mit seiner Umgebindekonstruktion ist das Wohnhaus auch ein wichtiges Dokument für die frühere Verbreitung dieser Bauform in der Region, deshalb ist es auch bautypologisch von Denkmalwert. Zur orts- und baugeschichtliche Aussagefähigkeit tritt die ortsbildprägende Wirkung, die die Fachwerkbauten im Zusammenspiel mit der Kirche entfalten. (LfD/2011) Wohnhaus: zweigeschossig, Krüppelwalmdach, Erdgeschoss mit Umgebinde und Bohlenstube, Holzdecke, Obergeschoss Fachwerk, Scheune: mit steilem Satteldach, Toreinfahrt mit mächtigen Pfeilern und profilierten Köpfen. | 09255880 |
| Direkt Bild zu diesem Denkmal hochladen | Wohnhaus eines Dreiseithofes | Carsdorfer Straße 44 (Karte) | 18. Jh.           | Fachwerkbau, orts- und regionalgeschichtliche sowie baugeschichtliche Bedeutung. Denkmaltext: Wohnhaus eines Dreiseithofes, der sich im nördlichen, bei der Kirche gelegenen Teil des Dorfes befindet. Wohl noch vor 1800 errichteter Fachwerkbau, zweigeschossig, Erdgeschoss massiv, Obergeschoss zeittypisches Fachwerk mit dichtem Raster, Krüppelwalmdach. Das Wohnhaus gehört zu den weitgehend authentisch erhaltenen Fachwerkbauten von Tellschütz und ist somit ein Zeugnis für die historische Dorfbebauung. Damit verweist es auf die frühere bäuerliche Bau- und Wirtschaftsweise im Ort, wodurch es ortsgeschichtliche Bedeutung erlangt. Als regionaltypischer Fachwerkbau seiner Zeit ist das Gebäude auch bautypologisch und regionalgeschichtlich von Bedeutung. (LfD/2011) Bauernhaus mit Erdgeschoss in Stein aufgeführt und Obergeschoss Fachwerk, Krüppelwalmdach. | 09255890 |
| Direkt Bild zu diesem Denkmal hochladen | Wohnhaus und Scheune eines Dreiseithofes | Carsdorfer Straße 48 (Karte) | 1. Hälfte 19. Jh. | Fachwerkbauten, wichtig für das Straßenbild, ortsgeschichtliche und baugeschichtliche Bedeutung. Denkmaltext: Das Wohnhaus und die Scheune gehören zu einer kleinen dreiseitigen Hofanlage, die in ihrer historischen Struktur erhalten ist. Beide Bauten sind in die Zeit um 1800 zu datieren. Das Wohnhaus zweigeschossig, im Erdgeschoss umgebindeartige Konstruktion, Obergeschoss zweiriegliges Fachwerk, Krüppelwalmdach, abgewandter Gebäudeteil später massiv ersetzt. Die Scheune ebenfalls in Fachwerk ausgeführt, eintorig und mit Satteldach. Das Seitengebäude neu errichtet, in Anlehnung an den ursprünglichen Gebäudebestand in Form eines Fachwerkbaues. Als authentisch erhaltene ländliche Wohn- und Wirtschaftsgebäude sind die beiden Objekte Zeugnisse der einst typischen bäuerlichen Bauweise im Ort und in der Region. Zugleich verweisen sie auf die Wohn- und Wirtschaftsbedingungen eines kleinen Bauernhofes in Vergangenheit. Aus diesen Gründen eignet dem Gebäude ortsgeschichtlicher und baugeschichtlicher Aussagewert. (LFD/2011) Bauernhof. Bauernhaus, Fachwerk, Krüppelwalmdach, im Erdgeschoss teilweise Stein, Segmentbogenfenster. Die Scheune Fachwerk mit Satteldach, der Schuppen ebenso Fachwerk mit Satteldach. | 09255888 |

## Zitzschen
| Bild                                    | Bezeichnung                                                                           | Lage                             | Datierung                  | Beschreibung | ID       |
| --------------------------------------- | ------------------------------------------------------------------------------------- | -------------------------------- | -------------------------- | --- | -------- |
| Weitere Bilder                          | Kirche mit Ausstattung                                                                | Dorfplatz (Karte)                | 1794                       | Die klassizistische Saalkirche mit Westturm und Trampeli-Orgel besitzt ortsgeschichtliche, baugeschichtliche, künstlerische und städtebauliche Bedeutung. Denkmaltext: Ein im Jahr 1794 nach einheitlichem Plan von Daniel Schuricht errichteter Saalbau mit Bruchsteinsockel, darüber verputzte Fassaden, die Gewände der Fenster und Portale in Sandstein, das Schiff ist im Osten gerade geschlossen und durch große Rundbogenfenster belichtet. Der Saal hat ein Walmdach. Der Westturm ist über einem quadratischen Grundriss errichtet, im verjüngten Glockengeschoss abgeschrägte Ecken und eine Pilastergliederung, als Abschluss eine verschieferte Haube. Das elegante Erscheinungsbild des Äußeren wird durch die feingliedrige Gestaltung der Fassadenelemente (partielle Nutung, Eckquaderung u. ä.) erzielt. Zeittypische Elemente sind die Vasen über den turmseitigen Ecken des Kirchenschiffes. Das Innere ist flachgedeckt und an drei Seiten befinden sich eingeschossige Emporen, das Raumbild ist durch eine Restaurierung von 1894 geprägt, der Kanzelaltar ist mit den flankierenden Betstuben und einer Patronatsloge zu einer gestalterischen Einheit verbunden. Die Orgel der Gebrüder Johann Gottlob und Christian Wilhelm Trampeli ist von besonderem Wert und ist auf das Jahr 1795 datiert. Die klassizistische Kirche Zitzschen gehört zu den schönsten dörflichen Kirchenbauten in der Region. Damit ist sie ein bedeutendes Beispiel der Kirchenbaukunst im Leipziger Raum und ein Zeugnis der Kirchengeschichte im Allgemeinen. Als prägender Bestandteil des Ortes hat sie weiterhin ortsgeschichtliche Aussagekraft und ortsbildprägende (städtebauliche) Bedeutung. (LfD/2011) | 09256651 |
| Direkt Bild zu diesem Denkmal hochladen | Wohnhaus, Seitengebäude und Scheune eines Bauernhofes                                 | Dorfplatz 1 (Karte)              | um 1800                    | Ortstypische Bauten in Fachwerk und Ziegelmauerwerk mit ortsgeschichtlicher und baugeschichtlicher Bedeutung, wichtig für das Ortsbild. Zeit- und landschaftstypische ländliche Wohn- und Wirtschaftsgebäude eines Bauernhofes, Das Wohnhaus ist ein um 1800 errichtetes Fachwerkgebäude, das Erdgeschoss massiv (ursprünglich wohl Fachwerk), im Obergeschoss befindet sich zweiriegliges Fachwerk, der zugewandte Giebel wurde Ende 19. Jh. massiv in Ziegel erneuert, Satteldach, ans Wohnhaus anschließend ein ebenfalls zweigeschossiges Seitengebäude, vollständig in Ziegelmauerwerk, Satteldach, offensichtlich zeitgleich mit der Erneuerung des Wohnhausgiebels errichtet, die Scheune, welche nur im zugewandten Teil erhalten ist, wurde ebenfalls im späten 19. Jh. errichtet und ist ein Ziegelbau mit Satteldach. Die weitgehend authentisch erhaltenen Gebäude sind Zeugnisse der Bau- und Lebensweise der Landbevölkerung im 19. Jh., hieraus leitet sich der orts- und baugeschichtliche Aussagewert ab. Durch ihre zentrale Lage in unmittelbarer Nachbarschaft zur Kirche spielen sie auch für das Ortsbild eine wichtige Rolle. (LfD/2011) | 09256649 |
| Direkt Bild zu diesem Denkmal hochladen | Wohnhaus und Seitengebäude eines ehemaligen Vierseithofes                             | Dorfplatz 2 (Karte)              | um 1820                    | Wohnhaus Fachwerkbau, Seitengebäude Klinkerbau, ortsgeschichtliche und baugeschichtliche Bedeutung. Denkmaltext: Zeit- und regionaltypische bäuerliche Gebäude. Wohnhaus, um 1820 errichtet, zweigeschossig, Erdgeschoss und zugewandter Giebel Mauerwerk, verputzt, Obergeschoss zweiriegliges Fachwerk, Krüppelwalmdach, im Innern Brettdecke, um 1910 Erweiterung um nördlichen Anbau, dabei vereinheitlichende Gestaltung mit dem zugewandten Hausgiebel, Putzfassade mit Putzgliederungen in charakteristischen Formen jener Zeit. Das um 1900 errichtete Seitengebäude stattlicher, zweigeschossiger Bau in rotem Klinkermauerwerk, Fassadenbild durch Ecklisenen, Gesimse und gelbe Klinkerelemente belebt, Erdgeschoss einst mit Stallungen, im Obergeschoss wohl teilweise Wohnstuben. Die Gebäude dokumentieren die ländliche Bauentwicklung im Ort und in der Region für ihre jeweilige Entstehungszeit. Das Wohnhaus ist ein Zeugnis für die jahrhundertelang gebräuchliche Fachwerkbauweise und zeigt deren regionalspezifische Ausprägung. Das Seitengebäude mit seiner soliden, auch anspruchsvollen Ausführung verweist auf eine starke Landwirtschaft um 1900. (LfD/2011) Wohnhaus: Zwei Geschosse, Putzfassade mit Putzgliederung, Traufgesims, Krüppelwalmdach, Fenster alt. (um 1900), östlicher Stall: 2 Geschosse, im Erdgeschoss Klinker, im Obergeschoss Fachwerk, Dachstuhl original, mit Fledermausgauben. (19. Jh.) Ruinös, Scheune: Fachwerk (zum Teil in Klinker), Dachstuhl original, Fledermausgauben. (19. Jh.) Ruinös, westlicher Stall: 2 Geschosse, Klinkerfassade mit Klinkergliederung, Stock- und Traufgesims (um 1890) – Abbruchgenehmigung 15. März 1997 (lt. Liste LRA) | 09256662 |
| Direkt Bild zu diesem Denkmal hochladen | Wohnhaus und Torpfosten eines ehemaligen Vierseithofes                                | Dorfplatz 8 (Karte)              | um 1820                    | Wohnhaus Obergeschoss Fachwerk, gusseiserne Torpfosten, ortsgeschichtliche und baugeschichtliche Bedeutung. Denkmaltext: Zeit- und landschaftstypisches Wohnhaus eines ehemaligen Vierseithofes, ursprünglich wohl Wohnstallhaus. Zweigeschossiger Bau, um 1820 errichtet im Erdgeschoss Ziegelmauerwerk, verputzt, im Obergeschoss verputztes Fachwerk, teils mit Lehm, teils mit Ziegeln ausgefacht, abgewandter Gebäudeteil hofseitig auch im Obergeschoss massiv, Krüppelwalmdach. Die gusseisernen Torpfosten spätes 19. Jh. Das Gebäude ist ein Zeugnis für das bäuerliche Leben und Wirtschaften in der ersten Hälfte des 19. Jh. im Ort. Zugleich ist es ein Dokument für die regionale ländlichen Bauweise dieser Zeit. Hieraus leitet sich die orts- und baugeschichtliche Bedeutung des Objekts ab. Die gusseisernen Torpfosten stellen im regionalen Rahmen einen gewissen Seltenheitswert dar. (LfD/2011) Wohnhaus: Zwei Geschosse, im Erdgeschoss Ziegel, im Obergeschoss Fachwerk (Ausfachung zum Teil in Lehm, zum Teil in Klinker), Krüppelwalmdach, Putzfassade, Traufgesims, Fenster alt, orts- und regionaltypische Bauweise. Seitengebäude: Zwei Geschosse, Klinker, Traufgesims, ruinös, vorderer Bereich des Seitengebäudes kein Denkmal, da entstellend verändert, Inschrift „...1871“, Streichung 2010. Drei Torpfosten aus Eisen. | 09256652 |
| Direkt Bild zu diesem Denkmal hochladen | Mühlengebäude                                                                         | Friedensstraße 16 (Karte)        | um 1900                    | Klinkerbau mit Ladezone, ortsgeschichtliche Bedeutung. Denkmaltext: Das dreigeschossige Mühlengebäude in schlichter roter Klinkerarchitektur entstand um 1900. Der straßenseitige Giebel entsprechend dem Straßenverlauf abgeschrägt, flaches Satteldach, Geschosse durch einfache Gesimse getrennt, Fenster stichbogig geschlossen, auf der Westseite Verladerampe angebaut, diese vermutlich etwas jünger. Mühlen sind seit alters her notwendige Einrichtungen der Nahrungsgewinnung und -versorgung, im Wirtschaftsleben der Dörfer spielten deshalb immer eine wichtige Rolle, hierdurch erlangt die Mühle in Zitzschen ortsgeschichtlichen Aussagewert. Als zeittypisches Beispiel einer Dorfmühle um 1900 ist das Gebäude auch bautypologisch von Bedeutung. (LFD/2011) Mühle: Drei Geschosse, Klinkerfassade, Stockgesims, dreieckiger Grundriss, Ladezonenanbau, Fenster und Türen alt, Nebengebäude: Zwei Geschosse, Putzfassade, Fenster alt, Verbindungsgang zur Mühle im Obergeschoss (holzverschalt). | 09256686 |
| Direkt Bild zu diesem Denkmal hochladen | Gefallenendenkmal des Deutsch-Französischen Krieges 1870/1871 auf dem Friedhof        | Kirchstraße (Karte)              | nach 1871 (Kriegerdenkmal) | Sandstein, geschichtliche Bedeutung. Denkmaltext: Gefallenendenkmal 1870/71, wohl bald nach 1871 errichtet, Sandstein, Postamentform mit Sockel und Abdeckplatte, an den Seiten Inschriften (durch Verwitterung schwer lesbar), würfelformiger Aufsatz, ebenfalls mit Abdeckplatte, hier die Seiten mit Kronen und Lorbeerkränzen im Relief. Das Denkmal verweist auf das historische Ereignis des deutsch-französischen Krieges 1870/71 unter Bezug auf die persönlichen Schicksale der Dorfbewohner von Zitzschen, hiermit verkörpert es einen zeitgeschichtlichen und ortsgeschichtlichen Aussagewert. (LfD/2011) Gefallenendenkmal 1870/1871: Sandsteinkuben, oberer Kubus mit Lorbeerkränzen und Kronenreliefs, unterer Kubus mit Inschriften (unleserlich), wohl auch zum Gedenken an die Gefallenen des Preußisch-Österreichischen Krieges 1866. Gefallenendenkmal 1914/1918: Obelisk über mehrfach abgetreppten Sockel, Grabstein um 1850. 2011 beide Objekte nicht mehr vorhanden | 09256681 |
| Direkt Bild zu diesem Denkmal hochladen | Wohnhaus und Scheune eines ehemaligen Vierseithofes                                   | Thomas-Müntzer-Straße 9 (Karte)  | um 1875                    | Ziegelbauten, orts- und regionalgeschichtliche sowie baugeschichtliche Bedeutung. Denkmaltext: Wohnhaus und Scheune eines ehem. Vierseithofes, der im westlichen, wohl jüngerem Teil des Dorfes liegt. Beide Gebäude als Ziegelbauten errichtet, Scheune bezeichnet und datiert: „R. Kolbe 1876“. Das offensichtlich zeitgleiche Wohnhaus zweigeschossig, Sandsteinsockel, Sohlbänke ebenfalls in Sandstein, Fassaden durch eine Art Lisenenrahmung eingefasst, dazu Konsol- und Zahnschnittfriese als typische Schmuckformen des Ziegelbaus, Satteldach, die Scheune langgestreckt und dreitorig, auf der Südseite wohl Durchgang, Sandsteinsockel, Traufe mit Konsolfries, Satteldach. Die beiden authentisch erhaltenen Bauten der einst stattlichen Hofanlage sind zeit- und regionaltypische Zeugnisse der ländlichen Bau- und Wirtschaftsweise, der Ziegelbau wurde im letzten Viertel des 19. Jahrhunderts eine charakteristische Erscheinung in den Dörfern des nahen Leipziger Umlandes. Dabei handelt es sich bei diesen Gebäuden um frühe Beispiele ihrer Art. Durch ihre Größe und Ausprägung verweisen sie auf eine florierende Landwirtschaft im Ort und in der Region. Unter diesen Aspekten verkörpern die Objekte orts-, regional- und baugeschichtliche Aussagewerte. (LfD/2011) Wohnhaus: Zwei Geschosse, Werksteinsockel, Klinkerfassade mit Klinkergliederung, Stock- und Traufgesims, hinten Anbau mit gelber Fassadengliederung, Fenster zum Teil alt Stall: Zwei Geschosse, Werksteinsockel, Klinkerfassade, Stock- und Traufgesims, Türen zum Teil mit Sandsteingewänden. Ruinös! Scheune: Werksteinsockel, Klinkerfassade, Traufgesims, Flachbogentore mit Tordurchfahrten, Inschrift: „R. Kolbe 1876“. | 09256677 |
| Direkt Bild zu diesem Denkmal hochladen | Wohnhaus, zwei Seitengebäude, Toranlage und Taubenhaus eines ehemaligen Vierseithofes | Thomas-Müntzer-Straße 13 (Karte) | bez. 1889                  | Gebäude einer stattlichen Hofanlage in zeittypischer Klinkerarchitektur, teilweise nachträglich verputzt, Taubenhaus in Fachwerk mit Ziegelausfachung, orts- und regionalgeschichtliche sowie baugeschichtliche Bedeutung. Denkmaltext: Die Gebäude des ehem. Vierseithofes entstanden offensichtlich weitgehend einheitlich im ausgehenden 19. Jh. Wohnhaus 1889 (Inschrift an der Straßenfront) datiert: traufständiger Bau zwischen den beiden Hofeinfahrten, zweigeschossig, Natursteinsockel, Klinkerarchitektur mit typischen Schmuck- und Gliederungselementen (Ecklisenen, Konsolfriese), Fensterverdachungen an den Giebeln in Werkstein, Satteldach. Südliches Seitengebäude: zweigeschossiger, giebelständiger Bau, um 1890, ursprünglich wohl ebenfalls in Klinkerarchitektur, nachträglich verputzt, profiliertes Traufgesims noch klinkersichtig, im zugewandten Teil wohl einst Knechtstuben. Nördliches Seitengebäude: ebenfalls um 1890, zweigeschossig, traufständig, Erdgeschoss verputzt (wohl nachträglich), Obergeschoss klinkersichtig, Satteldach, einst Stallnutzung, Obergeschoss Speicher. Taubenhaus, zweigeschossig, Erdgeschoss massiv verputzt, diente als Abtritt, vorkragendes Obergeschoss in Fachwerk enthielt Taubenschlag, flaches, überstehendes Pyramidendach. Toranlage: verputzte Pfosten mit Putzgliederung und Torbogen, aufwendige Sandsteinabdeckungen, Inschrift: „A.S. 1867“. Die Bauten des stattlichen ehem. Vierseithofes sind zeit- und regionaltypische Zeugnisse der ländlichen Bau- und Wirtschaftsweise, der Ziegelbau wurde im letzten Viertel des 19. Jahrhunderts eine charakteristische Erscheinung in den Dörfern des nahen Leipziger Umlandes. Trotz der durch das nachträgliche Verputzen stellenweise eingetretenen Veränderungen des äußeren Bildes veranschaulichen die Objekte diese Bauentwicklung. Durch ihre Größe und Ausprägung verweisen sie zudem auf eine einst florierende Landwirtschaft im Ort und in der Region. Das Taubenhaus ist ein Dokument einer besonderen, reglementierten Tierhaltung, wodurch es auch Seltenheitswert hat. Taubenhaltung leitete sich aus der Größe des Flurbesitzes ab (max. zehn Paar je Hufe), damit kam sie in der Regel nur für Besitzer ausgedehnter Ländereien in Frage. Unter den genannten verschiedenen Aspekten verkörpern die Baulichkeiten des Vierseithofes orts-, regional- und baugeschichtliche Aussagewerte. (LfD/2011) Wohnhaus: Zwei Geschosse, Werksteinsockel, Klinkerfassade mit Klinkergliederung, Stock- und Traufgesims, Inschrift:„... 1889“, im Erdgeschoss Fensterläden, südlicher Stall: zwei Geschosse, Putzfassade, Klinkertraufgesims (um 1890), nördlicher Stall: zwei Geschosse, im Erdgeschoss Putzfassade, im Obergeschoss Klinker, Stock- und Traufgesims (um 1890), Nebengebäude: zwei Geschosse, Fachwerk (19. Jh.), Taubenhaus: Erdgeschoss Putzfassade, vorkragendes Obergeschoss in Fachwerk auf Knaggen, neues Pyramidendach (19. Jh.), Toranlage: verputzte Pfosten mit Putzgliederung und Torbogen, aufwendige Sandsteinabdeckungen, Inschrift: „A.S. 1867“ | 09256678 |